# Grecia
La Grecia (in greco Ελλάδα?, Elláda), ufficialmente Repubblica Ellenica (in greco Ελληνική Δημοκρατία?, Ellīnikī Dīmokratía, AFI: [eliniˈki ðimokɾaˈtia]), è uno Stato dell'Europa meridionale, posto sul lembo meridionale della penisola balcanica. È una repubblica parlamentare unitaria e la capitale è la città di Atene. La lingua ufficiale è il greco moderno.
Il tratto peninsulare confina a nord con Albania, Macedonia del Nord, Bulgaria e Turchia ed è bagnato sugli altri lati dal mar Egeo, dal mar Ionio e dal mare di Creta. Amministra in totale oltre 2 000 isole, 170 delle quali abitate.
La Grecia è considerata come l'ideale successore della civiltà micenea, dell'antica Grecia e dell'Impero bizantino, oltre che una delle culle della civiltà occidentale e patria della primordiale democrazia, della filosofia, del cristianesimo ortodosso e dei principi artistici, geometrici e teologici cristiani oltre che dei Giochi olimpici antichi, la cui eredità è stata colta dalle moderne Olimpiadi.
La Repubblica affonda le sue radici nella guerra d'indipendenza greca combattuta nel XIX secolo contro l'Impero ottomano, che diede vita alla Prima Repubblica ellenica. Con la convenzione di Londra del 1832 si stabilì la nascita del Regno di Grecia, rovesciato una prima volta nel 1924 con la nascita della Seconda Repubblica ellenica, e una seconda volta nel 1967 con il Colpo di Stato guidato dai colonnelli Geōrgios Papadopoulos, Nikolaos Makarezos e Ioannis Ladas, che diede vita alla Dittatura dei colonnelli. La moderna Repubblica nacque nel 1974 con la fine del regime militare.
Nonostante una forte recessione causata dalla crisi economica degli anni 2010, la Grecia è considerata uno Stato sviluppato, al trentaduesimo posto nella scala mondiale per indice di sviluppo umano e con un reddito pro capite di 20 317 $ (dati aggiornati al 2019). È uno dei 51 Stati che nel 1945 ha aderito all'Organizzazione delle Nazioni Unite e dal 1981 ha fatto parte prima della Comunità economica europea e poi dell'Unione europea, ed è membro dell'Iniziativa Adriatico Ionica; ha adottato l'Euro con gran parte degli altri paesi nel 2002; è inoltre membro dell'Organizzazione del Trattato dell'Atlantico del Nord (NATO) dal 1952, dell'Organizzazione per la cooperazione e lo sviluppo economico (OCSE) dal 1961, e membro fondatore dell'Organizzazione della cooperazione economica del mar Nero (BSEC) e dell'Agenzia spaziale europea (ESA).
Tra le maggiori città vi sono la capitale, Atene, che ha ospitato i Giochi olimpici moderni nel 1896 e nuovamente nel 2004, Salonicco, talvolta chiamata anche Symprōteyousa (in greco Συμπρωτεύουσα?, letteralmente: "co-capitale"), Patrasso, principale centro del Peloponneso, e Candia, capoluogo e maggiore centro abitato dell'isola di Creta.

## Etimologia

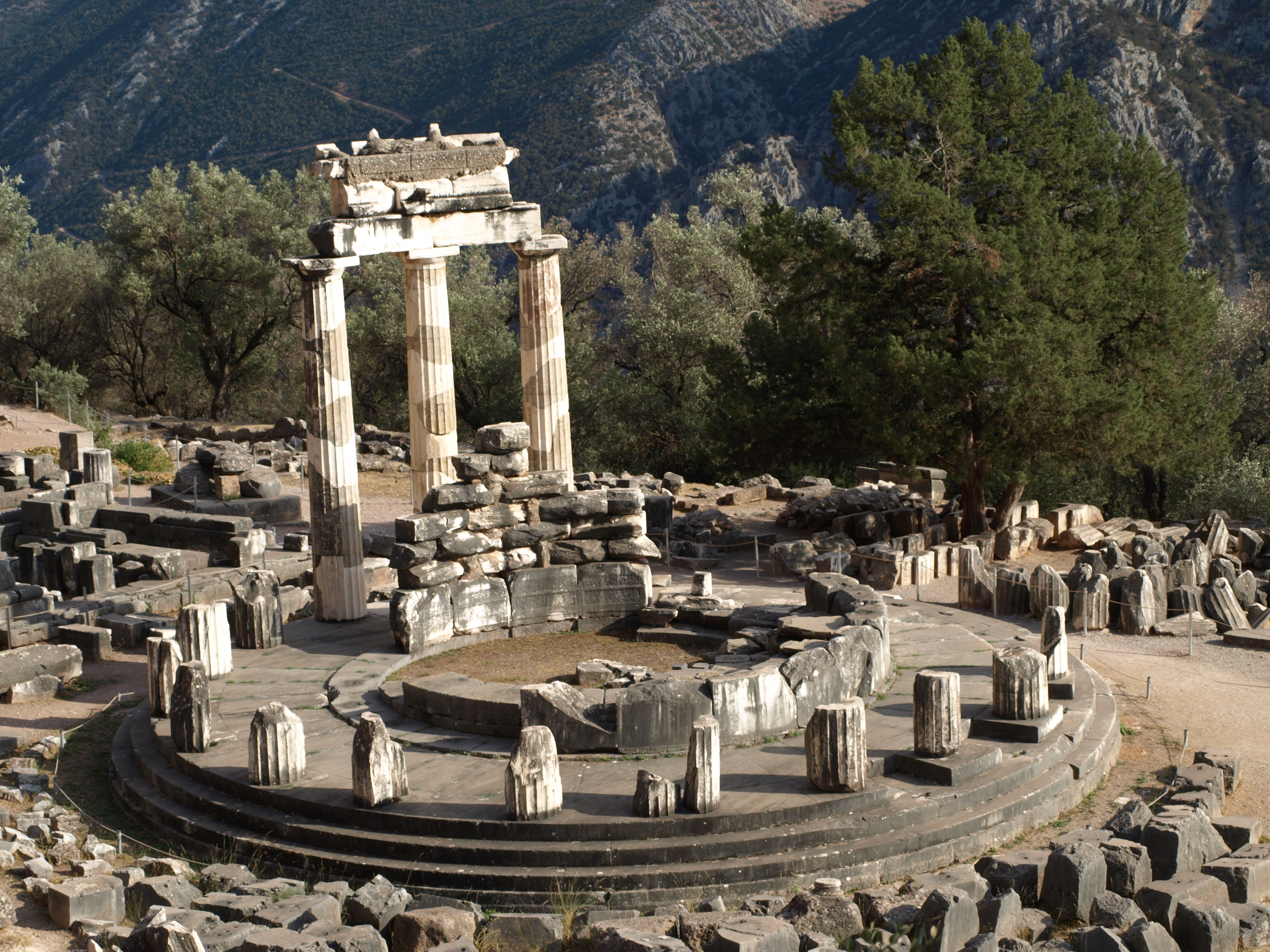
La Tholos di Delfi

Il nome originale della Grecia in lingua greca è Ελλάς, Ellás /e̞ˈlas/. Tale nome è reso in italiano con ‘Hellas’ seguendo le antiche convenzioni politoniche. Meno formalmente, ma più comunemente, è chiamata Ελλάδα, Elláda /e̞ˈlaða/, riferibile al termine italiano Èllade. Nel mito antico, l'eroe eponimo Ellèno era l'antenato delle tre stirpi elleniche.
Etimologicamente deriva da Sellas, "terra lunare", "spoglia di vegetazione", ma anche "dove si venera la luna" (Selene, appunto), la cui s iniziale è caduta lasciando come relitto un'aspirazione.
Il termine utilizzato nelle lingue europee (italiano: Grecia, inglese: Greece, francese: Grèce, spagnolo: Grecia, tedesco: Griechenland, russo: Греция Grecija, ecc.) è di origini controverse: compare per la prima volta in un frammento del Catalogo delle donne di Esiodo, in cui si menziona un eroe chiamato Γραικός, Graikós (attraverso il latino Graecus), figlio di Zeus e Pandora; nel suo significato etnico il termine, secondo Aristotele, era un antico nome della tribù Achea dei Beozi a nord dell'Attica, detti Γραικοί, Graikoí.
Nel periodo dell'Impero romano il termine fu adottato per indicare tutte le popolazioni della stessa area culturale e linguistica, a causa dell'immigrazione massiccia dei pacifici Beozi a Roma, scribi ed eruditi che insegnarono il greco, che fu lingua franca per secoli, ai giovani Romani. Con l'avvento del cristianesimo le terre orientali del bacino del Mediterraneo, che avevano adottato anche il greco antico insieme al latino come lingua veicolare comune, il termine greco fu adattato dai Romani latini per definire tutti quei popoli Romani bizantini.
Nelle lingue mediorientali (turco Yunanistan, arabo يونان, ebraico יוון, persiano antico Yaunâ), invece, si utilizza la radice Ιωνία che sta per Ionia, regione dell'Asia Minore dove dall'antichità fino al 1923 c'era una consistente presenza di greci etnici.

## Storia

### Protostoria, Grecia antica e periodo ellenistico

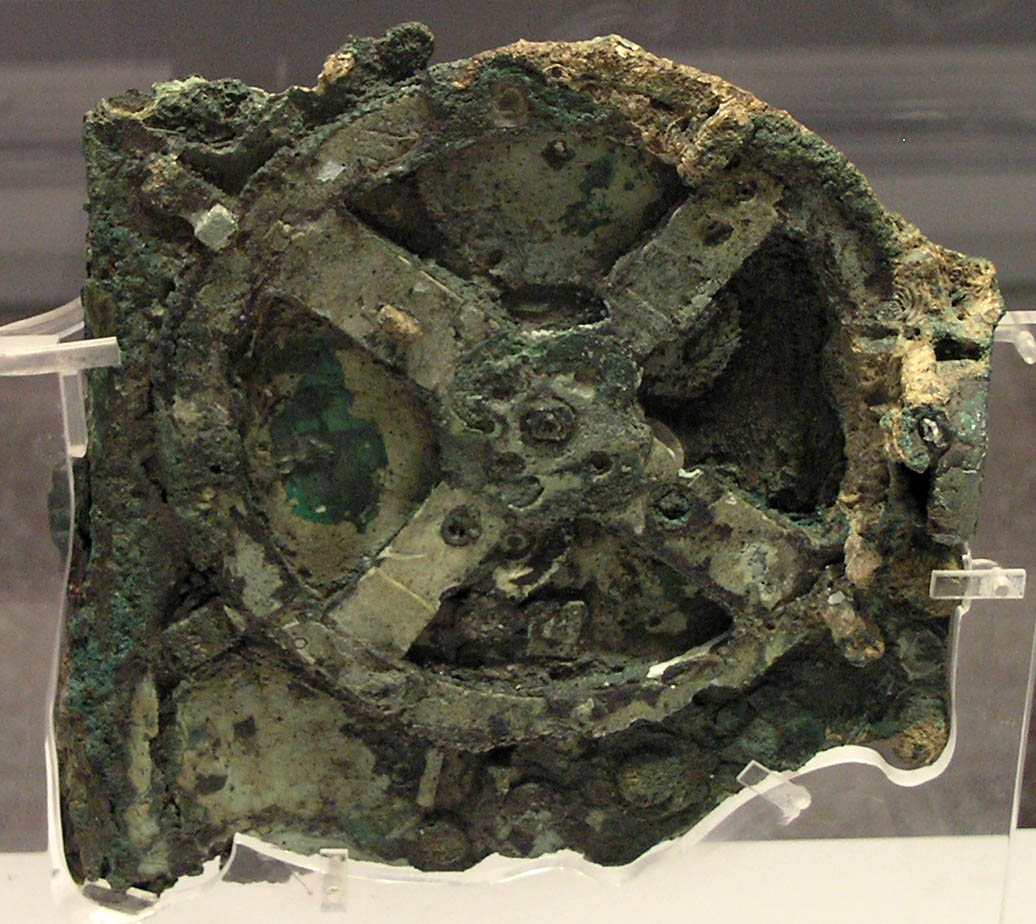
Il meccanismo di Anticitera, oggi conservato al museo archeologico nazionale di Atene, è una delle massime espressioni della tecnologia della Grecia antica

Carta che mostra i territori e le colonie greche nel periodo arcaico

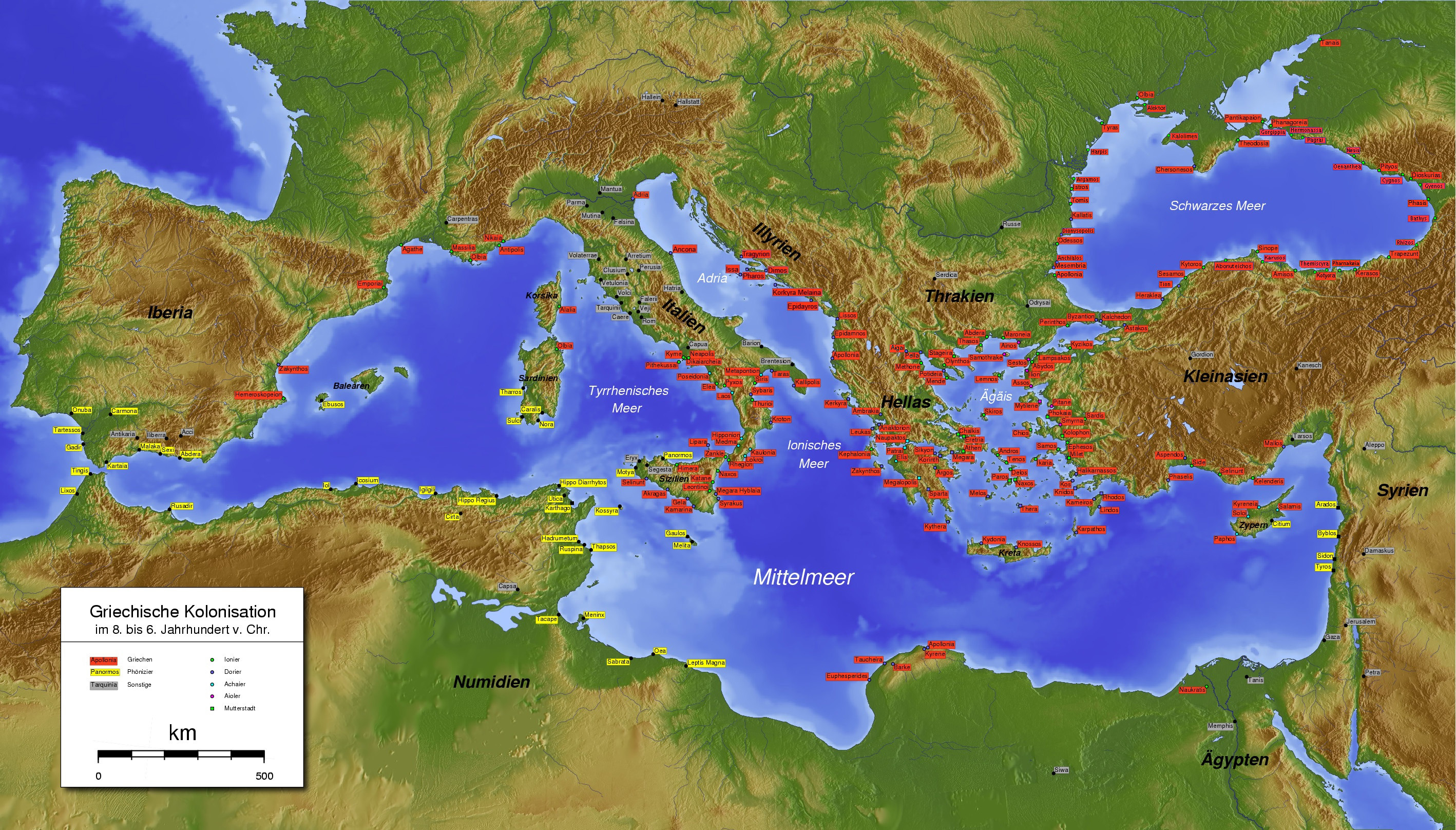
Carta che mostra i territori e le colonie greche nel periodo classico (scritte in rosso)

Le testimonianze più antiche della presenza umana nei Balcani si trovano nella Grotta di Petralona, nella provincia greca settentrionale di Macedonia. Gli insediamenti neolitici in Grecia, risalenti al VII millennio a.C. sono i più antichi in Europa, superando di diversi secoli i successivi, in quanto la Grecia si trova nella via di una delle principali direzioni, quella verso occidente, di diffusione dell'agricoltura a partire dal Medio Oriente.
La Grecia è stata la prima area in Europa dove sono sorte delle civiltà avanzate ed è perciò considerata la culla della civiltà occidentale, cominciata con la civiltà cicladica delle isole egee attorno al 3200 a.C., la civiltà minoica a Creta (2700-1500 a.C.) e quindi la civiltà micenea nel Peloponneso (1900-1100 a.C.). Queste civiltà possedevano la scrittura: quella minoica, non decifrata, è detta lineare A, mentre quella micenea è detta lineare B, una forma arcaica del greco. I Micenei assorbirono gradualmente i Minoici, ma collassarono rapidamente attorno al 1200 a.C., in un periodo di sconvolgimenti nella regione noto come il collasso dell'età del bronzo. Questo inaugurò un periodo noto come Medioevo ellenico, del quale non si hanno testimonianze scritte.
La fine del Medioevo ellenico è tradizionalmente datata al 776 a.C., l'anno dei primi Giochi olimpici. Si ritiene che l'Iliade e l'Odissea, i testi fondativi della letteratura occidentale, siano stati composti tra l'VIII e il VII secolo a.C. Con la fine del Medioevo ellenico iniziarono a emergere varie città-Stato, diffuse lungo la penisola greca e lungo le coste del Mar Nero, in Sud Italia e in Anatolia, raggiungendo un elevato grado di prosperità e ricchezza che risultò in un vero e proprio boom culturale con espressioni nei campi più svariati, tra cui l'architettura, il teatro, la scienza, la matematica e la filosofia. Nel 508 a.C., Clistene istituì la prima democrazia del mondo ad Atene.
Nel 500 a.C., l'Impero persiano controllava un territorio che andava dall'attuale Grecia settentrionale e Turchia fino all'Iran e rappresentava una minaccia per le città-Stato greche. I tentativi di ribellione delle città-Stato greche dell'Asia Minore sottoposte alla dominazione persiana fallirono, e la Persia invase la Grecia nel 492 a.C., ma le sue forze dovettero ritirarsi dopo la sconfitta nella battaglia di Maratona del 490 a.C. Seguì una seconda invasione nel 480 a.C. Nonostante l'eroica resistenza degli Spartani e degli altri Greci alle Termopili, le armate persiane saccheggiarono Atene.
A seguito delle successive vittorie greche nel 480 e 479 a.C. a Salamina, Platea e Micale, i Persiani furono costretti a ritirarsi una seconda volta. I conflitti militari, noti come le guerre persiane, furono guidati principalmente da Atene e Sparta. Tuttavia, il fatto che la Grecia non fosse una nazione unificata significava che i conflitti tra le città-Stato greche fossero frequenti.
La più devastante guerra interna nell'epoca classica fu la guerra del Peloponneso (431-404 a.C.), che segnò la fine della supremazia ateniese sul territorio greco. Sia Atene sia Sparta furono poi messe in ombra da Tebe e in seguito dal Regno di Macedonia, che unì le città-Stato greche nella Lega di Corinto sotto la guida di Filippo II, eletto guida della prima entità politica della storia che avesse autorità su tutto l'attuale territorio greco.
Dopo l'assassinio di Filippo II, suo figlio Alessandro III (noto come Alessandro Magno) assunse il controllo della Lega di Corinto e nel 334 a.C. lanciò un'invasione dell'Impero persiano con le forze combinate del Regno di Macedonia e della Lega di Corinto. Grazie alle vittorie nelle battaglie di Granico, Isso e Gaugamela, tali forze congiunte poterono marciare su Susa e Persepoli, l'antica capitale persiana, nel 330 a.C. L'impero creato da Alessandro Magno si estendeva dall'Epiro a ovest fino al Pakistan a est e dall'Egitto a sud alla Transoxiana a nord, risultando come uno dei più grandi che la storia avesse visto fino ad allora. Coloni e veterani greci furono spinti da Alessandro a risiedere in varie nuove città da lui fondate in Asia e Africa, per poter meglio controllare i territori annessi.

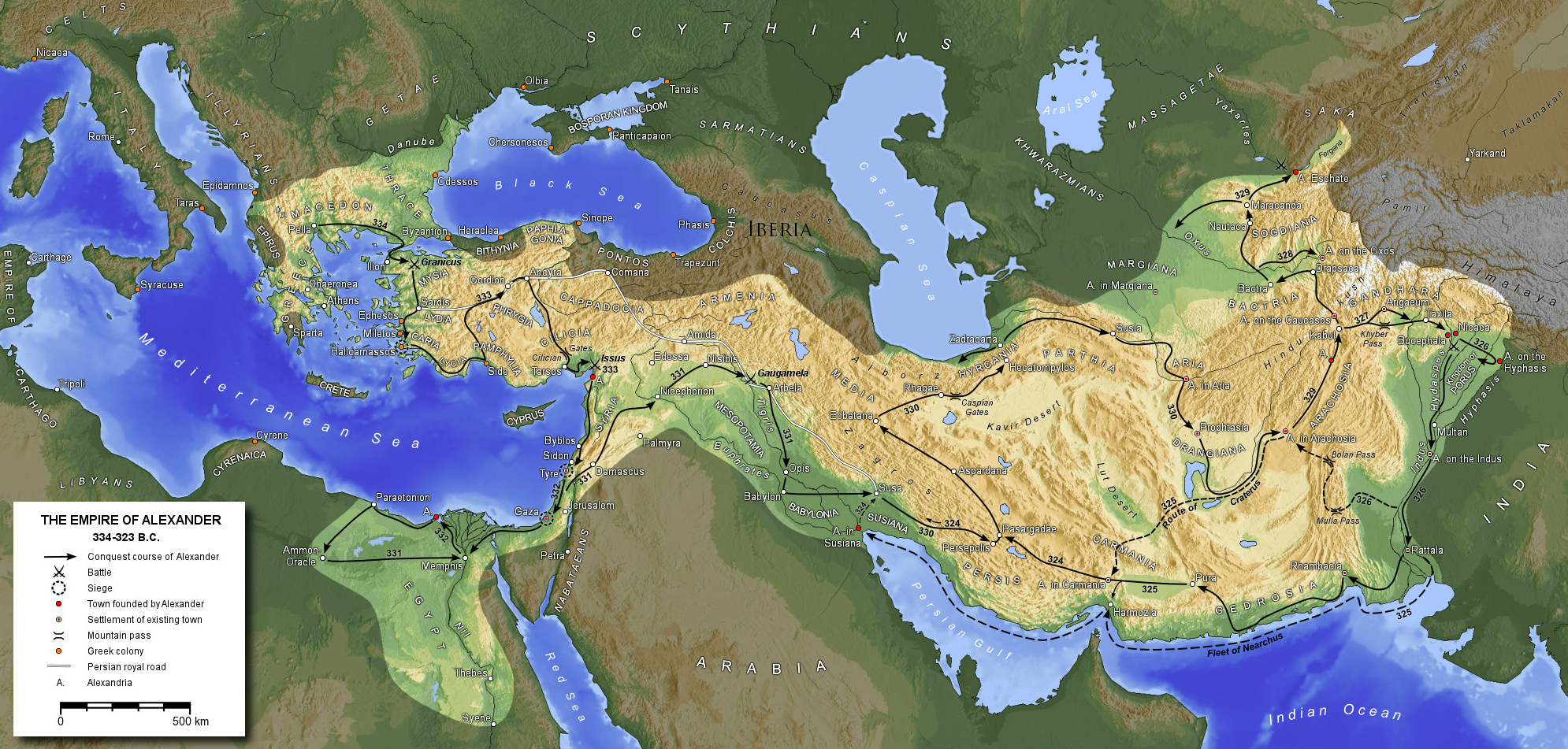
L'impero ellenistico di Alessandro Magno alla sua massima espansione

Prima della sua improvvisa morte nel 323 a.C., Alessandro Magno stava pianificando un'invasione dell'Arabia. La sua morte causò il collasso del vasto impero, che si divise in diversi regni, tra cui i più importanti erano l'Impero seleucide e l'Egitto tolemaico. Altri Stati fondati da coloni-soldati greci lì condotti da Alessandro furono il Regno greco-battriano e il Regno indo-greco in India.
Sebbene non potesse essere mantenuta l'unità politica dell'impero di Alessandro, esso diffuse la cultura ellenistica e la lingua greca nei territori conquistati, le quali si sarebbero mantenute vive per almeno due secoli e in alcuni territori del Mediterraneo orientale anche molto più a lungo.
Dopo un periodo di conflitti seguente alla morte di Alessandro, nel 276 a.C. la dinastia antigonide, discendente da uno dei generali di Alessandro, stabilì il suo controllo sulla Macedonia, oltre all'egemonia sulla maggior parte delle città-Stato greche (Sparta esclusa). A partire dal 200 a.C. circa, la Repubblica romana divenne sempre più coinvolta negli affari di Stato ellenici, e si impegnò in una serie di guerre con la Macedonia. La sconfitta macedone alla battaglia di Pidna del 168 a.C. segnò la fine della supremazia antigonide in Grecia. Nel 146 a.C. la Macedonia fu annessa come provincia romana, e il resto della Grecia divenne un protettorato.

### Dominazione romana
Il processo fu completato nel 27 a.C., quando l'imperatore romano Augusto annesse il resto della Grecia e costituì la provincia senatoria di Acaia. Molti Greci migrarono ad Alessandria d'Egitto, ad Antiochia e a Seleucia e tutte le altre nuove città ellenistiche in Asia e Africa fondate da, o dopo, Alessandro.
Nonostante la loro superiorità militare, i Romani ammiravano la cultura greca, e ne furono fortemente influenzati. Come affermò Orazio: Graecia capta ferum victorem cepit ("la Grecia, sebbene conquistata, conquistò il feroce vincitore"). Si ritiene che la scienza, la tecnologia e la matematica dei Greci abbiano raggiunto il loro apice nel periodo ellenistico.
Le comunità di lingua greca dell'Oriente ellenistico furono fondamentali per la diffusione del cristianesimo nel II e nel III secolo, e le prime figure di rilievo della cristianità (in particolare San Paolo) furono in genere di lingua greca, sebbene non di origine né etnica né geografica greca. Tuttavia, la Grecia in senso proprio fu tendente al paganesimo e non fu tra i centri influenti dell'antico cristianesimo: infatti, alcune antiche pratiche religiose greche rimasero in voga fino alla fine del IV secolo e alcune aree quali il Peloponneso sud-orientale rimasero pagane fino a oltre il X secolo.

### Impero romano d'Oriente
L'Impero romano d'Oriente, a seguito della divisione dalla parte occidentale nel V secolo, viene convenzionalmente chiamato Impero bizantino (anche se all'epoca era semplicemente chiamato "Impero romano"); esso sopravvisse fino al 1453. La capitale era Costantinopoli, fondata nel 330 d.C., la lingua e la cultura letteraria erano greche e la religione prevalente era quella cristiana, definita dopo lo scisma del 1054 cristiana ortodossa.
A differenza dell'Impero romano, l'Impero bizantino ebbe un'impronta culturale greca molto forte fin dall'inizio, tanto che nel 610 Eraclio I fece diventare il greco lingua ufficiale dell'Impero, e si proclamò Basileus (in greco Βασιλεύς, Re) dell'Impero, invece che Augustus come era in uso fino ad allora.
Dal IV secolo, i territori balcanici dell'Impero, inclusa la Grecia, subirono le invasioni barbariche. Le razzie e devastazioni di Goti e Unni nel IV e V secolo e l'invasione slava della Grecia nel VII secolo portarono a un drammatico crollo dell'autorità imperiale sulla penisola greca. A seguito dell'invasione slava, il governo imperiale mantenne il controllo delle sole isole e zone costiere, in particolare delle città di Atene, Corinto e Tessalonica, mentre solo alcune aree montane interne continuarono a riconoscere l'autorità dell'imperatore. Al di fuori di queste aree si ebbe la colonizzazione slava.

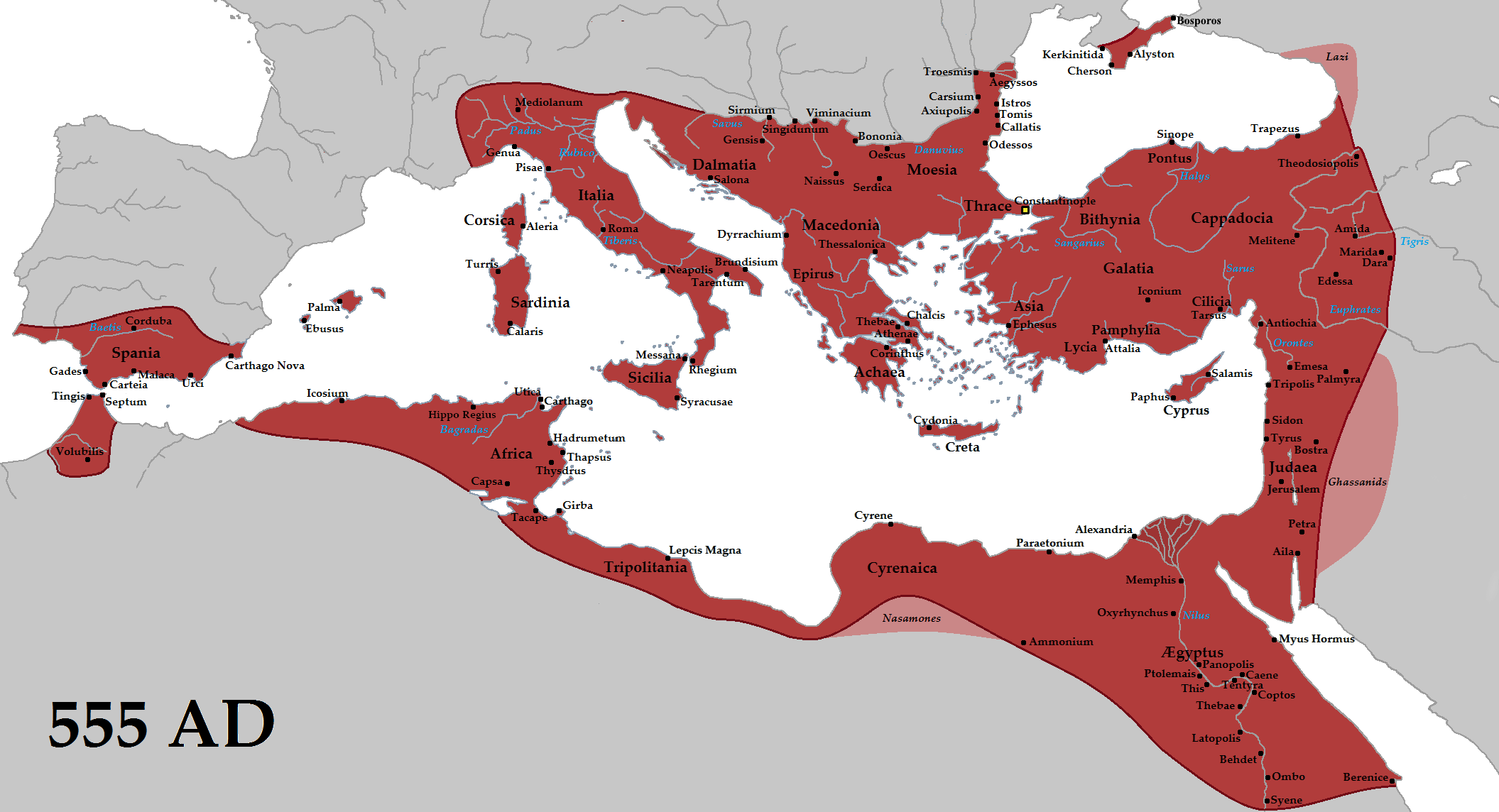
L'Impero bizantino alla sua massima estensione sotto Giustiniano I, nel 555 d.C.

Il recupero delle province perdute da parte dell'Impero bizantino iniziò verso la fine dell'VIII secolo e la maggior parte della penisola greca tornò sotto il controllo dell'Impero, in diverse fasi fino al IX secolo. Questo processo fu facilitato dal vasto afflusso di Greci dalla Sicilia e dall'Asia Minore verso la penisola greca (dovuto in buona parte all'avanzare delle forze arabo-islamiche), mentre al tempo stesso molti Slavi furono catturati e deportati in Asia Minore, e i rimanenti furono assimilati. Nell'XI e XII secolo il ritorno della stabilità nella penisola greca beneficiò della forte crescita economica, molto maggiore di quella avvenuta nei territori anatolici dell'Impero.
A seguito della quarta crociata e della caduta di Costantinopoli in mano ai "Latini" nel 1204, la maggior parte della Grecia passò sotto il controllo dei Franchi (dando inizio al periodo noto come francocrazia) o dei Veneziani nel caso di alcune isole. Il ristabilimento dell'Impero bizantino a Costantinopoli nel 1261, da parte dell'Imperatore di Nicea, sostenuto dalla Repubblica di Genova, fu accompagnato dal recupero della maggior parte della penisola greca, sebbene il Principato d'Acaia di origine franca nel Peloponneso sopravvisse fino al XIV secolo, mentre le isole rimasero per lo più sotto il controllo genovese e veneziano.

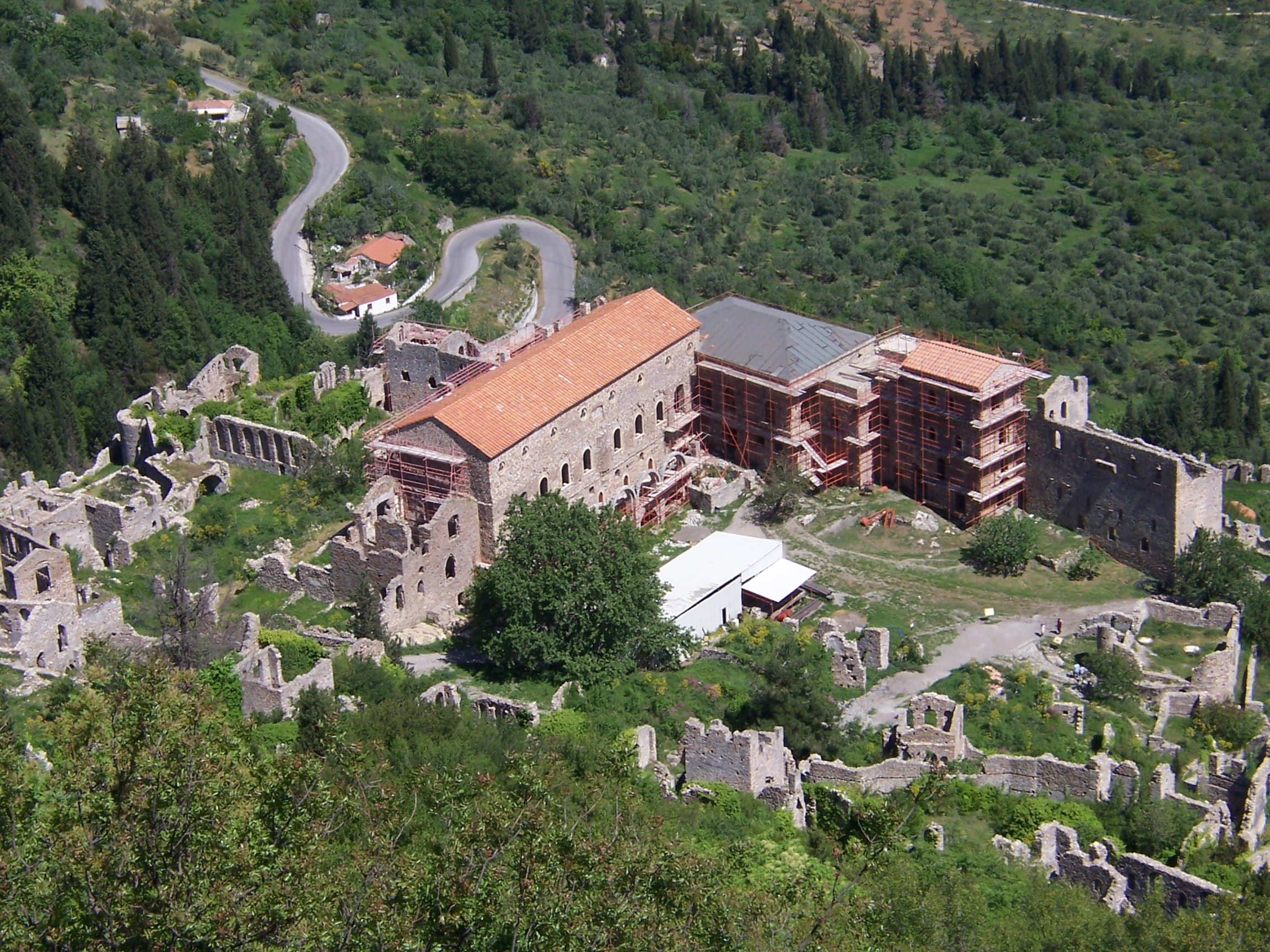
Mistra, una delle ultime roccaforti bizantine, è una delle tante testimonianze dell'Impero nella penisola ellenica

### Dominazione ottomana
Nel XIV secolo gran parte della penisola greca fu persa dall'Impero in quanto prima i Serbi e poi gli Ottomani ne strapparono i territori. All'inizio del XV secolo, l'avanzata ottomana comportò la perdita di tutti i territori in Grecia eccetto il Despotato di Morea nel Peloponneso. Dopo la conquista di Costantinopoli da parte degli Ottomani nel 1453, la Morea fu l'ultimo residuo dell'Impero bizantino in Grecia a resistere agli Ottomani. Tuttavia anche questa fu conquistata nel 1460, e tutto il territorio peninsulare passò sotto il controllo degli Ottomani. A seguito della conquista turco-ottomana numerosissimi arvaniti si rifugiarono esuli specialmente in Italia, allo stesso modo anche diversi studiosi bizantini fuggirono in Occidente, portando con loro il bagaglio culturale e letterario che anch'esso contribuì al già avviato spirito rinascimentale. Nonostante ciò il dominio ottomano portò a una maggiore coesione dei greci ortodossi, che trovarono nella religione e nella lingua uno dei punti fermi della loro identità nazionale.
Mentre la maggior parte del territorio peninsulare greco e le isole egee erano sotto il controllo ottomano entro la fine del XV secolo, Cipro e Creta rimasero territori veneziani fino al 1571 e 1670 rispettivamente, quando furono occupate dagli Ottomani. Si salvarono dal dominio ottomano di lungo termine le Isole Ionie, che rimasero veneziane fino al passaggio alla Prima Repubblica francese nel 1797, e quindi passando al Regno Unito nel 1809, fino all'unificazione moderna con la Grecia nel 1864.

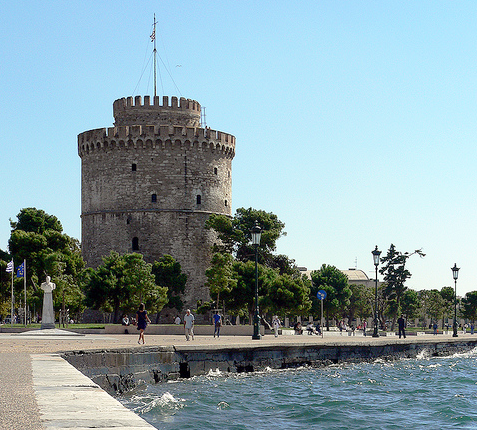
La Torre Bianca di Salonicco, una delle più note strutture ottomane rimanenti in Grecia

Mentre i greci delle isole ionie e di Costantinopoli vissero un periodo di prosperità, con questi ultimi in grado di ottenere posizioni di potere all'interno dell'amministrazione ottomana, la maggior parte della popolazione della Grecia peninsulare soffrì le conseguenze economiche della conquista ottomana. Fu imposta una tassazione pesante, e in un tempo successivo l'Impero ottomano attuò una politica che portò alla trasformazione della popolazione rurale greca in servi della gleba a tutti gli effetti.
La Chiesa ortodossa greca e il Patriarcato ecumenico di Costantinopoli erano considerati dai governanti ottomani come le autorità di governo dell'intera popolazione cristiana ortodossa dell'Impero ottomano, greca e no. Anche se gli Ottomani non obbligarono i non-musulmani a convertirsi all'Islam, i cristiani subirono molte discriminazioni mirate a evidenziare la loro inferiorità all'interno dell'Impero.
La discriminazione dei cristiani, combinata ai duri trattamenti delle autorità locali ottomane, portò a conversioni all'Islam, anche se inizialmente solo superficiali (i cosiddetti "cripto-cristiani").
La natura dell'amministrazione ottomana in Grecia era variabile, anche se comunque arbitraria e spesso dura. Alcune città avevano governatori nominati dal Sultano, mentre altre (come Atene) si autogovernavano. Le regioni montuose interne e molte isole rimasero di fatto autonome dallo Stato centrale ottomano per molti secoli.
Quando scoppiavano conflitti militari tra l'Impero ottomano e altri Stati, i greci di solito si schieravano contro l'Impero, con poche eccezioni. Prima della rivoluzione greca, ci furono una serie di guerre che videro i greci combattere contro gli ottomani, come la partecipazione greca alla battaglia di Lepanto nel 1571, la rivolta dei contadini dell'Epiro nel 1600-1601, la guerra di Morea del 1684-99 e la rivolta Orlov istigata dai russi nel 1770, che mirava a dividere l'Impero ottomano per favorire gli interessi russi. Queste sollevazioni furono represse dagli ottomani con grandi spargimenti di sangue.

24 marzo 1821, inizia la guerra d'Indipendenza: il metropolita di Patrasso, Germanos, benedice la bandiera greca nel monastero di Agia Lavra. Dipinto di T. P. Vryzakis (1865)

Il XVI e il XVII secolo, seppur hanno valore importante per la storia del paese, sono visti negativamente dalla moderna storiografia greca. La prospettiva del rovesciamento del dominio ottomano appariva remota, mentre le sole isole ionie erano libere dalla dominazione turca. Corfù, allora dominazione veneziana, resistette a tre assedi nel 1537, 1571 e 1716, durante i quali gli ottomani furono respinti. Comunque, nel XVIII secolo, sorse tramite il commercio marittimo una ricca classe mercantile greca. Questi mercanti arrivarono a dominare il commercio interno all'Impero ottomano, stabilendo comunità in tutto il Mediterraneo, i Balcani e l'Europa occidentale. Sebbene la conquista ottomana avesse tagliato fuori la Grecia da significativi movimenti intellettuali europei quali la riforma protestante e l'illuminismo, queste idee, insieme agli ideali della Rivoluzione francese e del nazionalismo romantico, sotto spinta delle potenze di Russia, Inghilterra e Francia che miravano a destabilizzare l'Impero ottomano, cominciarono a penetrare nel mondo greco tramite la diaspora dei mercanti. Nel tardo XVIII secolo, Rigas Feraios, il primo rivoluzionario a immaginare uno Stato greco indipendente, pubblicò una serie di documenti relativi all'indipendenza greca, incluso un inno nazionale e la prima mappa dettagliata della Grecia, e fu assassinato da agenti ottomani nel 1798.

### Indipendenza e prima guerra mondiale
Nel 1814, fu fondata un'organizzazione segreta chiamata Filikí Etería con lo scopo di liberare la Grecia. La Filikí Etería organizzò il lancio di una rivoluzione nel Peloponneso, nei Principati danubiani e a Costantinopoli. La prima di queste rivolte cominciò il 6 marzo 1821 nei Principati danubiani sotto la guida di Alessandro Ypsilanti, ma fu presto repressa dagli ottomani. Gli avvenimenti nel Nord spronarono all'azione i greci del Peloponneso, e il 17 marzo 1821 i manioti dichiararono guerra agli ottomani.
Entro la fine del mese, l'intero Peloponneso era in aperta rivolta contro gli ottomani, e nell'ottobre dello stesso anno i greci guidati da Theodoros Kolokotronis catturavano Tripoli. La rivolta del Peloponneso fu rapidamente seguita da rivolte a Creta, in Macedonia e nella Grecia Centrale, che sarebbero state tuttavia represse. Nel frattempo, l'improvvisata flotta greca stava ottenendo successi contro la flotta ottomana nel Mar Egeo, e impedì l'arrivo di rinforzi ottomani dal mare. Nel 1822 e nel 1824 i turchi e gli egiziani devastarono le isole, incluse Chio e Psara, massacrandone le popolazioni. Questo ebbe l'effetto di orientare l'opinione pubblica dei paesi dell'Europa occidentale a favore dei ribelli greci.
Nel frattempo, il sultano ottomano negoziava con Mehmet Ali d'Egitto, il quale acconsentì a mandare suo figlio Ibrāhīm Pascià in Grecia con un esercito per sopprimere la rivolta, in cambio di guadagni territoriali. Ibrahim sbarcò nel Peloponneso nel febbraio 1825 ed ebbe un successo immediato: entro la fine dell'anno, la maggior parte del Peloponneso era sotto il controllo egiziano, e la città di Missolungi - assediata dai turchi dall'aprile del 1825 - cadde nell'aprile del 1826. Nonostante la sconfitta subita da Ibrahim nel Mani, egli ebbe successo nella repressione della maggior parte delle rivolte del Peloponneso, e Atene fu riconquistata.
Dopo anni di negoziazioni e appoggi per una possibile indipendenza, le tre grandi potenze di Russia, Regno Unito e Francia, decisero di intervenire definitivamente nel conflitto e ogni nazione inviò una flotta nelle acque del Peloponneso. A seguito della notizia che le flotte combinate ottomana ed egiziana si dirigevano all'attacco dell'isola greca di Idra, le flotte alleate le intercettarono a Navarino. Dopo uno stallo di una settimana cominciò la battaglia, che vide la distruzione della flotta ottomano-egiziana. Una spedizione militare francese supervisionò l'evacuazione dell'armata egiziana dal Peloponneso, mentre i greci procedevano alla cattura di parte della Grecia centrale nel 1828. Dopo lunghe negoziazioni, lo Stato greco nascente fu finalmente riconosciuto dal Protocollo di Londra del 1830.
Nel 1827 Giovanni Capodistria, un nobile greco proveniente da Corfù, fu scelto come primo governatore della nuova Repubblica. Tuttavia fu assassinato nel 1831, e le grandi potenze europee instaurarono un governo monarchico, con il bavarese Ottone di Wittelsbach come primo monarca greco. Nel 1843 una rivolta forzò il Re a concedere una costituzione e un'assemblea rappresentativa.
A causa del suo atteggiamento autoritario egli fu detronizzato nel 1862, e un anno dopo fu rimpiazzato dal principe Vilhelm di Danimarca, che prese il nome di Giorgio I di Grecia. Questi aggiunse allo Stato Ellenico le Isole Ionie, un regalo d'incoronazione da parte dell'Impero britannico. Nel 1877 Charilaos Trikoupis, liberale, una figura dominante nel mondo politico greco al quale è attribuito un importante ruolo nel miglioramento delle infrastrutture del Paese, restrinse il potere del re di interferire nell'assemblea qualora quest'ultima avesse voluto approvare una mozione di sfiducia nei confronti del primo ministro. Egli si alternò al potere nei vent'anni seguenti con Theodoros Dilighiannis, di orientamento conservatore. Nel 1896 la Grecia organizzò i Primi Giochi olimpici moderni ad Atene.

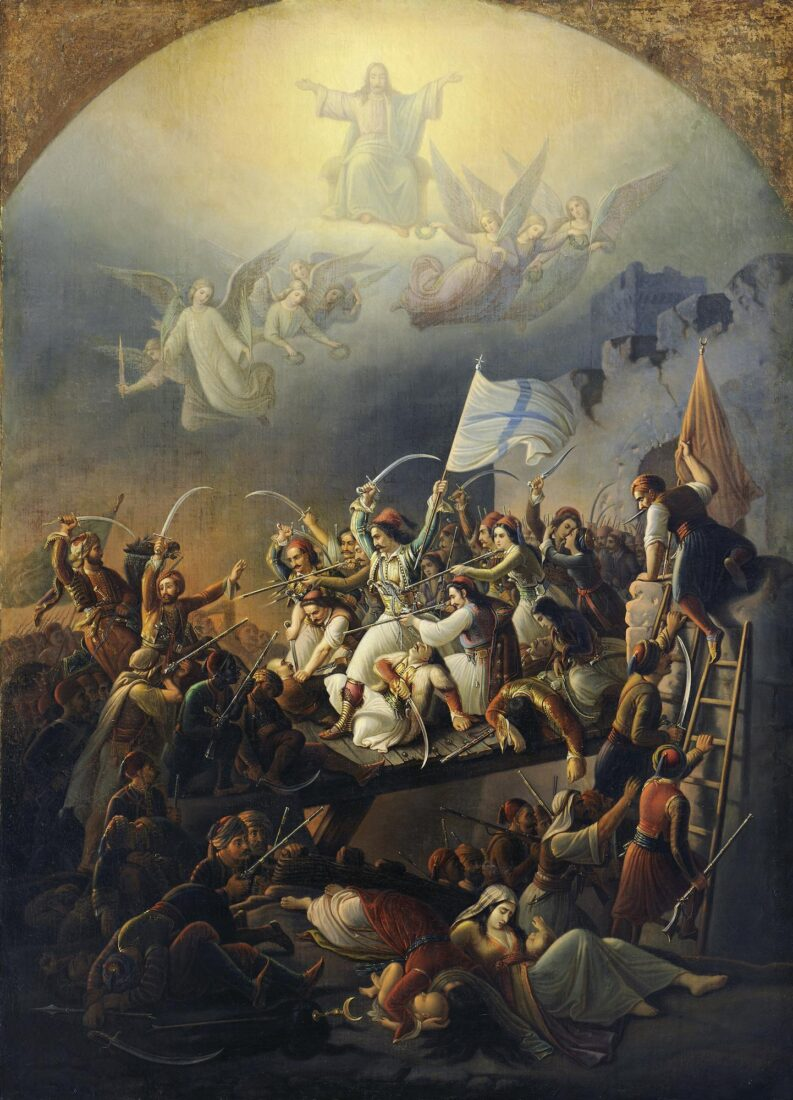
La sortita di Missolungi, durante la guerra di indipendenza greca, di Theodoros Vryzakis

La corruzione e gli aumenti nella spesa pubblica voluti da Trikoupis per creare importanti infrastrutture come il canale di Corinto oberarono la debole economia greca, fino a portarla all'insolvenza nel 1893 e alla conseguente accettazione dell'instaurazione di un'autorità finanziaria internazionale di controllo che aveva lo scopo di ripagare i debiti del Paese. Un'altra questione politica del XIX secolo fu quella della lingua ufficiale. I greci all'epoca parlavano numerosi diversi idiomi e una forma di greco detta demotico, ma molti nell'élite istruita vedevano questo come un dialetto contadino ed erano determinati a ripristinare "il glorioso" greco antico.
I documenti pubblici e i giornali furono quindi pubblicati nella variante neogreca Katharévousa, una forma che pochi erano in grado di leggere. I liberali erano favorevoli al riconoscimento del demotico come lingua ufficiale, ma i conservatori e la Chiesa ortodossa ponevano resistenza, al punto che, quando il Nuovo Testamento fu tradotto in demotico nel 1901 scoppiarono delle rivolte ad Atene e cadde il governo. Tale questione avrebbe continuato a tormentare i politici greci fino agli anni 1970.
Ciò che successivamente univa la classe dirigente e religiosa greca era la determinazione a liberare le province dell'Impero ottomano percepite di lingua greca e fede ortodossa. A Creta in particolare, una prolungata rivolta durata dal 1866 al 1869 aveva risollevato il fervore nazionalista. Quando scoppiò la guerra tra la Russia e gli ottomani nel 1877, il sentimento popolare greco si affiancò alla Russia, ma la Grecia era troppo povera e troppo preoccupata dalla possibilità di un intervento britannico per entrare ufficialmente in guerra. Ciò nonostante, nel 1881 la Tessaglia, Volos furono cedute alla Grecia senza alcun combattimento, come stabilito dal trattato di Berlino. Rimase frustrata ogni speranza greca di ricevere Creta.
I greci a Creta continuarono regolarmente a insorgere, e nel 1897 il governo greco di Theodoros Deligiannis, cedendo alle pressioni popolari, dichiarò guerra agli ottomani. Nella guerra greco-turca del 1897 le armate male addestrate ed equipaggiate della Grecia furono sconfitte da quelle ottomane. Grazie all'intervento delle grandi potenze, comunque, la Grecia perse solo un piccolo territorio ai confini con la Turchia, mentre Creta ottenne l'indipendenza come Stato autonomo sotto Giorgio di Grecia.
Come risultato della Lotta Macedone e delle guerre balcaniche, negli anni 1912-1913 il territorio greco si ampliò notevolmente, incorporando Creta, parte della Macedonia e dell'Epiro e diverse isole Egee. Durante la prima guerra mondiale il forte disaccordo fra il re Costantino I e il carismatico primo ministro Eleutherios Venizelos portò alla divisione del Paese ("Scisma nazionale"). Seguì un periodo di alcuni anni in cui la Grecia aveva due governi: uno filo-tedesco guidato dal re e avente sede ad Atene e l'altro filo-britannico guidato da Venizelos avente sede a Salonicco. Lo scisma si risolse solo nel 1917 con l'esilio del Re, a cui succedette il figlio Alessandro, l'unione dei governi e l'entrata in guerra della Grecia a fianco della Triplice intesa.

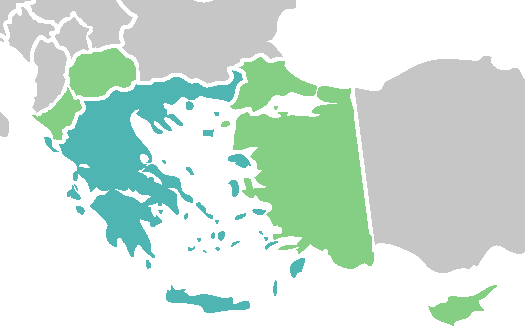
Il progetto nazionalista della Megali Idea. In verde chiaro i territori rivendicati dalla Grecia, con Costantinopoli nuova capitale.

In seguito alla vittoria al fianco dell'Intesa, con il trattato di Sèvres la Grecia ottenne la Tracia orientale e Smirne con il suo entroterra, regioni che all'epoca erano parzialmente popolate da greci. Quest'ultima venne occupata dall'esercito greco nel 1919 in seguito all'occupazione italiana di Antalya. L'intenzione del governo greco era infatti quella di puntare a recuperare alcuni degli ex territori dell'Impero bizantino, ponendosi come unici eredi di un Impero che in realtà fu multietnico: l'Asia Minore e "liberare" Costantinopoli, che sarebbe stata scelta come capitale al posto di Atene. Questo progetto ideologico nazionalista è noto come Megali Idea. Dopo il rifiuto dei nazionalisti turchi di accettare il trattato di Sèvres, l'esercito greco attaccò la Turchia nazionalista di Mustafa Kemal Atatürk puntando su Ankara. La morte di re Alessandro, l'inattesa sconfitta elettorale di Venizelos e il ritorno di re Costantino non cambiarono la politica greca in Asia Minore. La guerra greco-turca finì in maniera catastrofica per la Grecia, la quale dovette abbandonare le occupate Smirne e Tracia Orientale. Il Trattato di Losanna, ratificato nel 1923, chiuse le ostilità fra i due Paesi, i quali accettarono di effettuare lo scambio di popolazioni tra Grecia e Turchia secondo il criterio dell'appartenenza religiosa (1 100 000 ortodossi contro 380 000 musulmani). Seguì un periodo di instabilità, caratterizzato dal difficile compito di incorporare nella società un milione e mezzo di profughi ortodossi dalla Turchia. La popolazione greco-ortodossa di Istanbul, esentata dallo scambio di popolazione insieme a quella delle due isole turche di Imbro e Tenedo, crollò progressivamente da 300 000 abitanti all'inizio del secolo agli attuali 3 000.
Secondo svariate fonti, tra cui documenti depositati alle Nazioni Unite e di vari storici, centinaia di migliaia di greci del Ponto morirono in quello che è spesso chiamato il genocidio dei greci del Ponto, una regione dell'Asia Minore che si affaccia sul Mar Nero. Le vittime del massacro perpetrato dalle autorità turche sono stimate a 360 000 secondo le fonti delle Nazioni Unite, ma alcune fonti parlano addirittura di 1 milione di morti. Il genocidio della popolazione greca dell'Asia Minore è stato ufficialmente riconosciuto, oltre che dalla Grecia e da Cipro, da vari Stati americani come il New Jersey, il Massachusetts e l'Illinois.
Gli anni venti e trenta videro nel Paese l'abolizione della monarchia a seguito di un referendum del 1924 e la dichiarazione della Seconda Repubblica ellenica, quindi una serie di governi inefficaci guidati dai militari, una grave crisi economica dovuta al crollo del 1929, il ritorno al potere di Venizelos sino al suo esilio definitivo nel 1935, il ristabilimento della monarchia con re Giorgio II, sino a che il 4 agosto 1936 il generale Ioannis Metaxas instaurò con un colpo di Stato una dittatura di tipo fascista.

### Seconda guerra mondiale, occupazione, liberazione
Nonostante la dittatura, la Grecia rimase in buoni rapporti con il Regno Unito e allo scoppio della seconda guerra mondiale non si alleò con l'Asse. Il 28 ottobre 1940 l'Italia chiese alla Grecia la resa con un ultimatum, ma Metaxas si rifiutò di accettare l'ordine impostogli da Mussolini (eventi oggi commemorati in occasione del Giorno del No). Ne seguì la guerra fra Italia e Grecia, in cui le forze armate italiane furono respinte all'interno dell'Albania, rischiando anche di perdere Valona. La Grecia fece così registrare alle forze Alleate la prima vittoria nella seconda guerra mondiale contro l'Asse. Dopo la morte di Metaxas nel gennaio 1941, l'intervento della Germania (con l'operazione Marita - 6 aprile 1941), che si voleva assicurare il fianco sud-orientale nell'imminenza dell'attacco all'URSS, fece capitolare in breve tempo le forze elleniche, ma l'occupazione nazifascista in Grecia non ebbe facile vita per via della resistenza. Più di 100 000 civili greci morirono di fame durante l'inverno del 1941-42. Nel 1943 quasi l'intera comunità ebraica greca fu deportata in campi di sterminio nazisti. La Grecia soggiacque a un governo militare collaborazionista fino all'autunno del 1944, quando le forze tedesche, che dopo l'8 settembre 1943 avevano soppiantato ovunque le truppe di occupazione italiane, iniziarono a ritirarsi verso nord, per non restare tagliate fuori dalla penetrazione dell'Armata Rossa nei Balcani.
Dopo la liberazione, la Grecia fu teatro di una guerra civile, durata più di tre anni, fra la destra e la sinistra comunista, la prima sostenuta dal Regno Unito e dagli Stati Uniti, la seconda dall'URSS. La guerra civile fece 160 000 morti, portò a rilevanti danni economici e a tensioni fra la destra e la sinistra che si trascinarono per i successivi 30 anni. I 20 anni seguenti furono caratterizzati da una marginalizzazione della sinistra nelle sfere politiche e sociali, ma anche da una significativa crescita economica sostenuta dal Piano Marshall. In particolare, la Grecia dal 1950 al 1973 ebbe uno dei tassi di crescita economica più alti del mondo, secondo soltanto al Giappone.
Le relazioni fra Grecia e Turchia, normalizzatesi dopo la cosiddetta Catastrofe in Asia Minore, tornarono a deteriorarsi negli anni cinquanta in seguito al problema di Cipro. La volontà della maggioranza greca dell'isola di unirsi allo Stato greco dopo la fine del dominio coloniale britannico (Enōsis) e i tumulti susseguenti provocarono la violenta reazione del governo turco, culminata con il pogrom del settembre 1955 a Istanbul, un insieme di violenze contro persone e cose perpetrate da agenti provocatori del governo di Adnan Menderes ai danni delle minoranze greche, ebraiche e armene.

Espansione territoriale del moderno Stato Greco dal 1832 al 1947

### Dal Regime dei colonnelli alla Repubblica parlamentare
Nel 1965 vi fu un periodo di instabilità politica a seguito della destituzione del governo centrista di Geōrgios Papandreou da parte del re Costantino II, che condusse al colpo di Stato del 21 aprile 1967 e alla Dittatura dei colonnelli, appoggiata dal Governo degli Stati Uniti. La politica economica dissennata della giunta e la rivolta degli studenti dell'Università Politecnica di Atene nel novembre 1973 provocarono un altro colpo di Stato militare che portò al potere il generale di brigata Dimitrios Ioannides.
Nel 1974, il tentativo della nuova giunta di impadronirsi di Cipro fomentando un colpo di Stato contro l'arcivescovo Makarios III e la susseguente invasione turca provocarono la sua caduta e il ristabilimento della democrazia. Il primo premier fu Kōnstantinos Karamanlīs, rientrato da Parigi dove viveva in esilio volontario dal 1963. Le elezioni (le prime pluraliste dopo quelle del 1964) si tennero nel novembre, nell'anniversario della rivolta studentesca del Politecnico di Atene. L'11 giugno 1975 fu promulgata una Costituzione repubblicana a seguito di un referendum che scelse di non ripristinare la monarchia. Nel frattempo, Andreas Papandreou fondò il Partito Socialista Panellenico o PASOK, in risposta alla creazione, da parte di Kōnstantinos Karamanlīs, del partito di centro-destra Nuova Democrazia o ND. Questi due partiti contrapposti avrebbero dominato la scena politica nel corso degli anni seguenti. Il 14 agosto 1974, le forze militari greche si ritirarono dalla struttura di comando della NATO in protesta per la noncuranza dei vertici dell'organizzazione nei confronti dell'occupazione turca di Cipro Nord.
Nel 1980 la Grecia rientrò nella struttura di comando della NATO. Negli ultimi due decenni le relazioni con la vicina Turchia sono migliorate sostanzialmente, ad esempio nell'estate del 1999 un forte terremoto colpì entrambi i paesi ed essi si offrirono vicendevolmente aiuto e la Grecia tolse il veto contrario alla richiesta di accesso all'Unione europea da parte della Turchia.
La Grecia è diventata il decimo membro dell'Unione europea il 1º gennaio 1981. Gli ultimi decenni del XX secolo hanno presentato una crescita economica elevata, un notevole sviluppo delle infrastrutture e degli investimenti, sia europei sia interni, entrate cospicue dalle industrie della marina mercantile e dal turismo. Il Paese ha adottato l'Euro nel 2001 e ha organizzato i Giochi olimpici del 2004 ad Atene.

### Crisi economica
A partire dall'inizio degli anni dieci del XXI secolo la Grecia si è trovata ad affrontare la crisi del debito sovrano: a partire dal 2009 un calo di fiducia degli investitori e una serie di declassamenti da parte delle maggiori agenzie di rating hanno fatto salire vertiginosamente gli interessi sul debito pubblico, mentre i tagli operati dai governi hanno di fatto contratto la domanda interna. A maggio 2012 la disoccupazione si attestava intorno al 20%.

## Geografia

### Morfologia

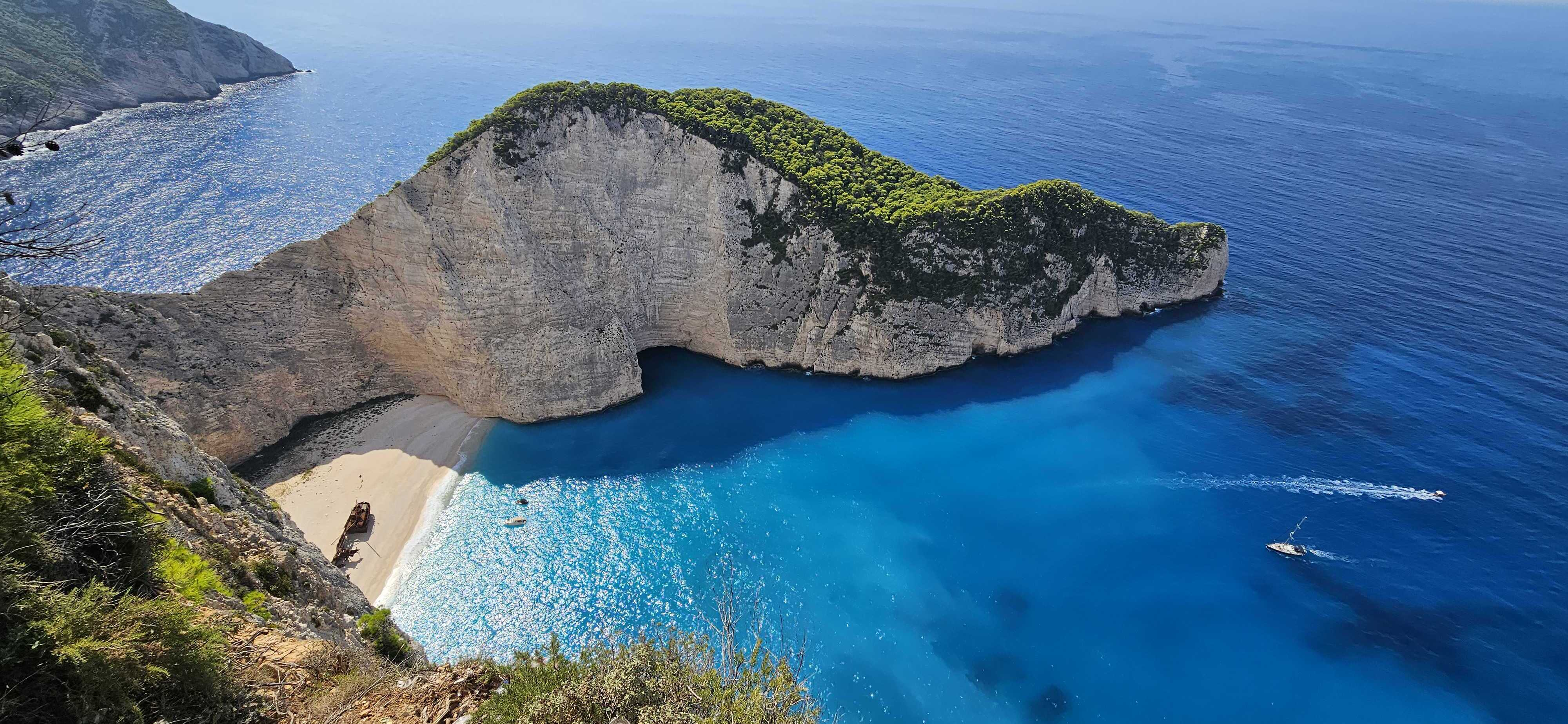
La spiaggia del Navagio sull'isola di Zante

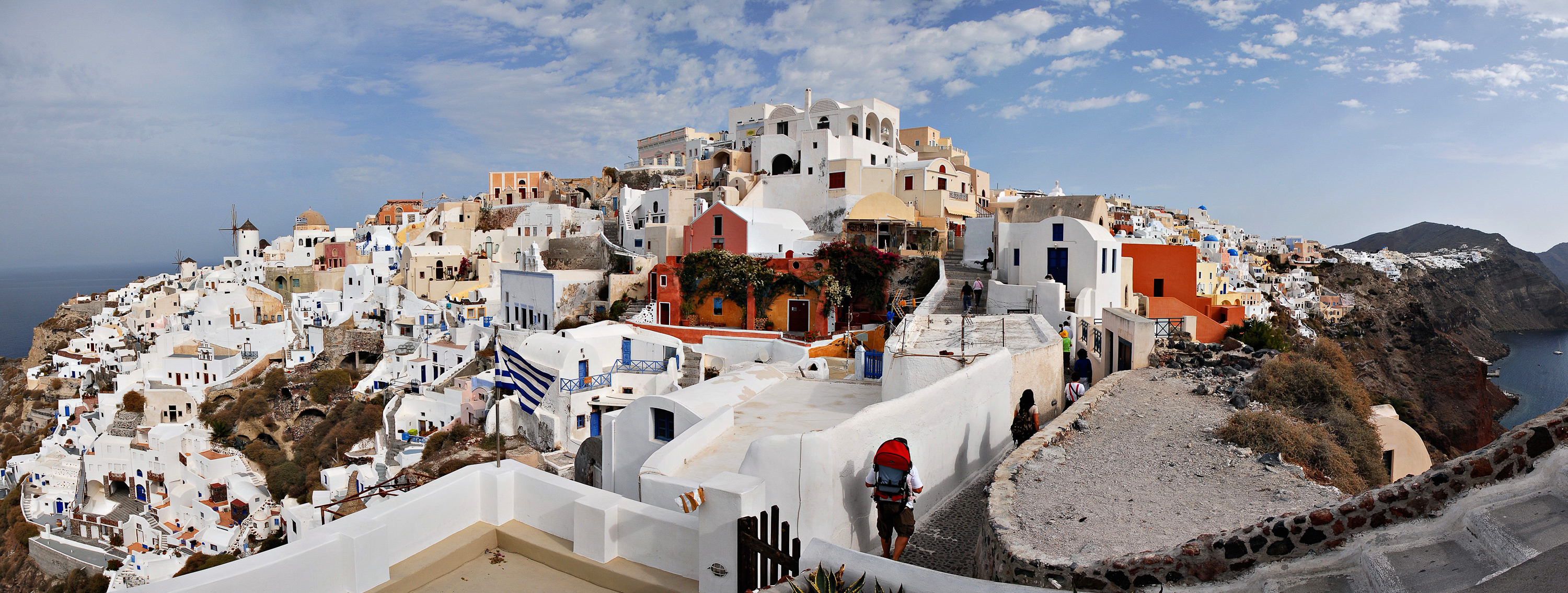
Oia, Santorini (Thira)

La Grecia è formata dalla parte continentale più meridionale della penisola balcanica, che si espande verso sud circondata dal Mar Egeo e dal Mar Ionio, dalla penisola del Peloponneso, separata dal resto del continente dall'istmo di Corinto e dal Canale di Corinto, oltre che da più di 1 500 isole nel Mar Egeo e nel Mar Ionio, le più importanti delle quali sono Creta, Eubea, Lesbo, Chio, e quelle facenti parte della prefettura del Dodecaneso, delle Cicladi e delle Isole Ionie. La Grecia è l'undicesimo Stato al mondo per estensione costiera, con 13676 km di coste, e ha una linea di confine lunga 1160 km.
L'80% circa della Grecia è composto da montagne o colline, tanto da essere uno dei Paesi europei più montuosi. Il Monte Olimpo, un luogo importante della cultura ellenica nel passare degli anni, è alto 2917 m, ed è la vetta più alta del Paese. Considerato un tempo la residenza degli Dei, è oggi molto popolare fra gli amanti dell'alpinismo e del trekking. La Grecia occidentale presenta diversi laghi ed è dominata dalla catena montuosa del Pindo, che raggiunge l'altitudine di 2637 m in corrispondenza del Monte Smolikas. In queste zone, la Gola di Vikos è un altro luogo molto amato da chi pratica sport alpini, con diversi sentieri anche accessibili agli amatori.
Le catene montuose continuano poi nel Peloponneso, sulle isole di Kythera e Antikythera, fino all'isola di Creta. Le isole dell'Egeo costituiscono le vette di catene montuose sottomarine che una volta formavano un'estensione del continente principale. Il Pindo è caratterizzato da numerose gole, canyon, e altre formazioni notevoli come le impressionanti Meteore, delle formazioni rocciose alte diverse centinaia di metri che attirano migliaia di turisti ogni anno.
La Grecia nordorientale è caratterizzata da un'altra catena montuosa importante, quella dei Monti Rodopi, che si espandono lungo la regione amministrativa della Macedonia orientale e Tracia, una regione coperta da vaste e antiche foreste. La famosa foresta di Dadia si trova nella prefettura di Evros, nella parte più nordorientale della Grecia.
Grandi pianure si trovano nelle prefetture delle regioni della Tessaglia e della Macedonia Centrale, che costituiscono zone chiave dell'agricoltura su larga scala. Specie marine rare come la foca monaca e le tartarughe caretta caretta vivono nei mari che circondano la Grecia continentale, mentre le dense foreste del continente sono l'habitat di animali in pericolo come l'orso bruno, la lince e il capriolo.
La vegetazione spazia dai boschi di conifere, e in particolare pini e abeti (abete di Cefalonia), alle foreste di querce e platani, fino alla macchia mediterranea.

### Idrografia
I fiumi presentano corsi brevi, bacini poveri e sono ostacolati dai numerosi rilievi. I fiumi importanti sono: l'Aliakmone (297 km, il più lungo), l'Achelóos, Peneo, l'Evros, lo Strymon, il Mesta, e l'Axios, la maggior parte dei quali si trovano nelle regioni al Centronord della Grecia. Le coste si estendono per oltre 15000 km in modo irregolare e frastagliato: basse e paludose sul versante Ionico; alte e rocciose quelle che si affacciano sull'Egeo e il Mediterraneo.
I laghi principali si trovano nella zona settentrionale: il lago Trichonida nell'Etolia, il lago Volvi, il lago di Koroneia e il lago Vegoritida nella Macedonia Centrale, e il lago Vistonida nella Macedonia Orientale. Sempre nel nord, il lago di Prespa è parzialmente in territorio greco, condiviso con Albania e Macedonia del Nord.

### Clima
Il clima è mediterraneo, con estati molto calde, scarse precipitazioni e inverni miti. Nelle regioni interne e sui rilievi il clima può diventare continentale, con piogge frequenti, inverni freddi e nevosi.

## Popolazione
Nel 2025, la Grecia ha una popolazione residente di circa 9 976 000 abitanti, composta per il 98% da greci e per il restante 2% da varie minoranze, oltre a vari gruppi di immigrati, provenienti principalmente da Albania, Macedonia del Nord, Bulgaria e Georgia (v. paragrafi sotto).

### Demografia

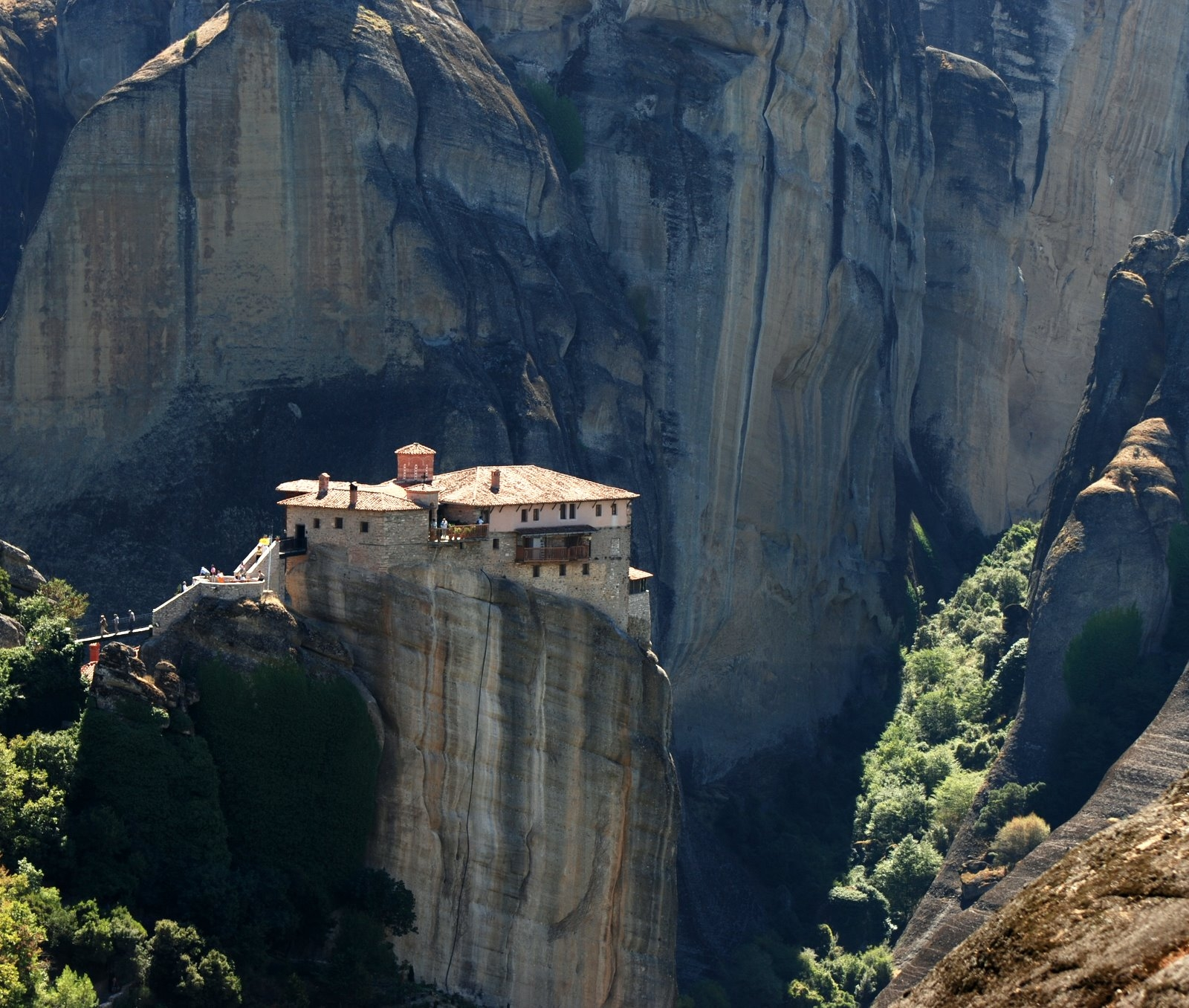
Uno dei monasteri bizantini delle Meteore, in Tessaglia

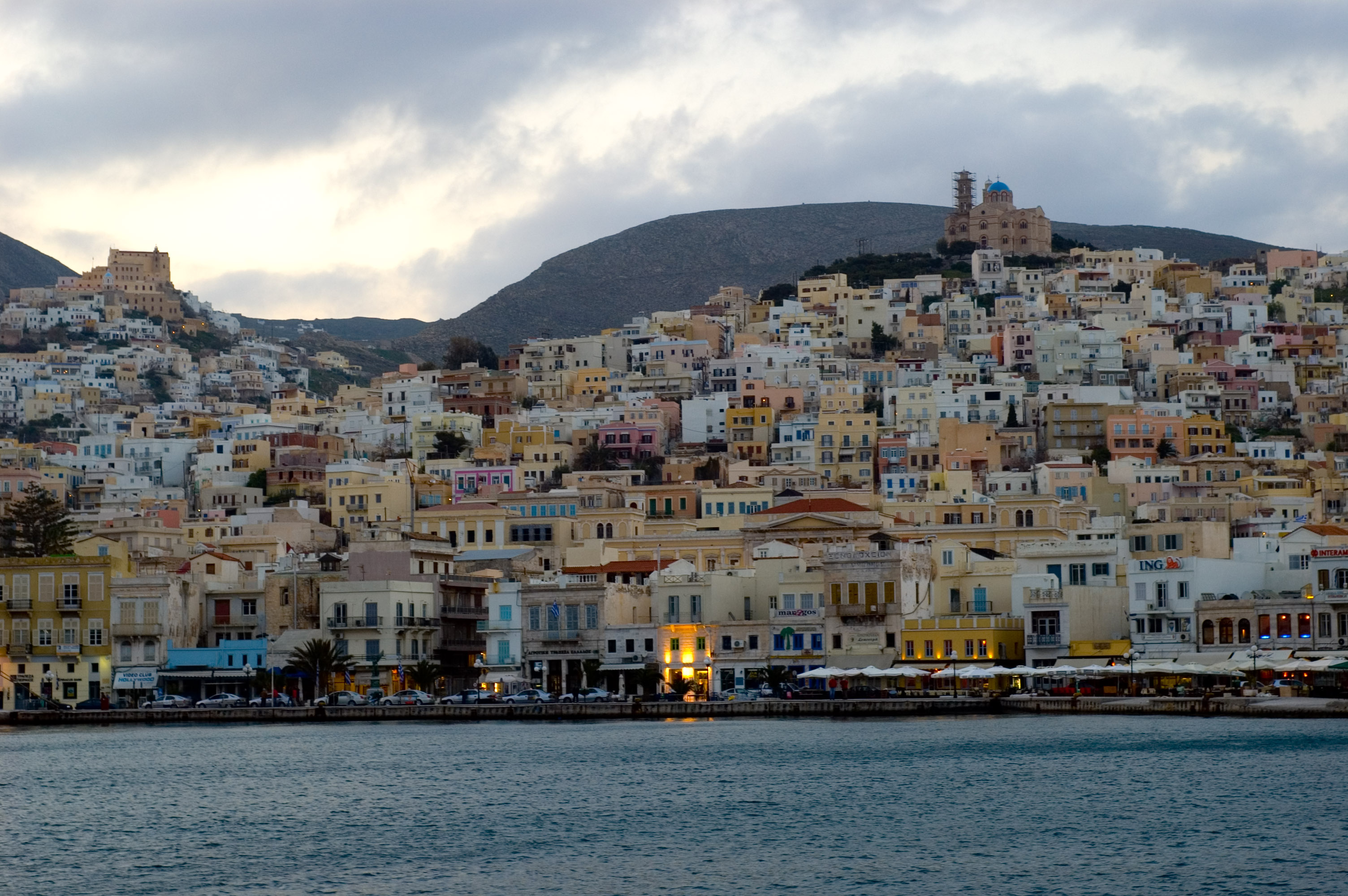
Ermoupoli, sull'isola di Syros

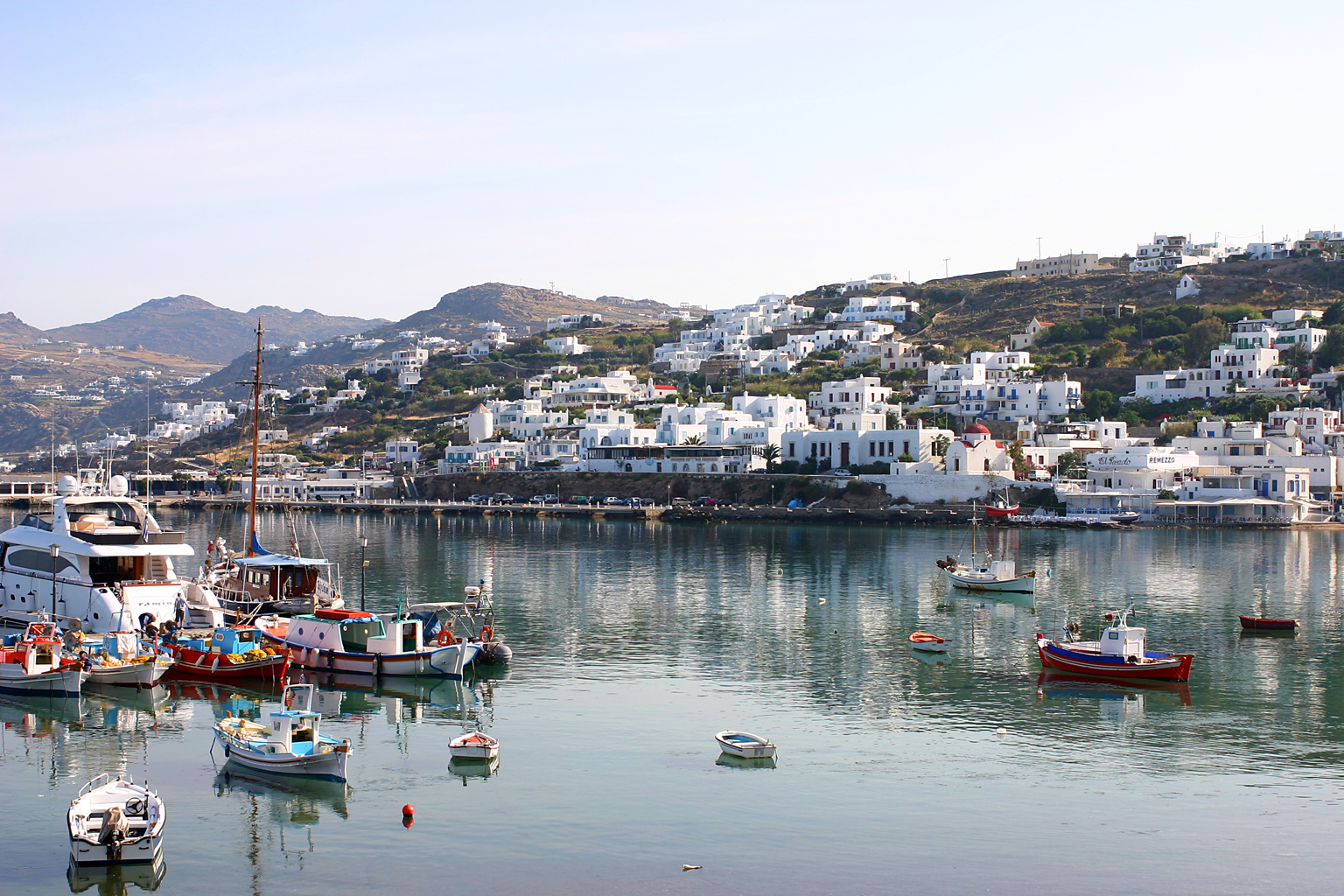
L'isola di Mykonos, dell'arcipelago delle Cicladi

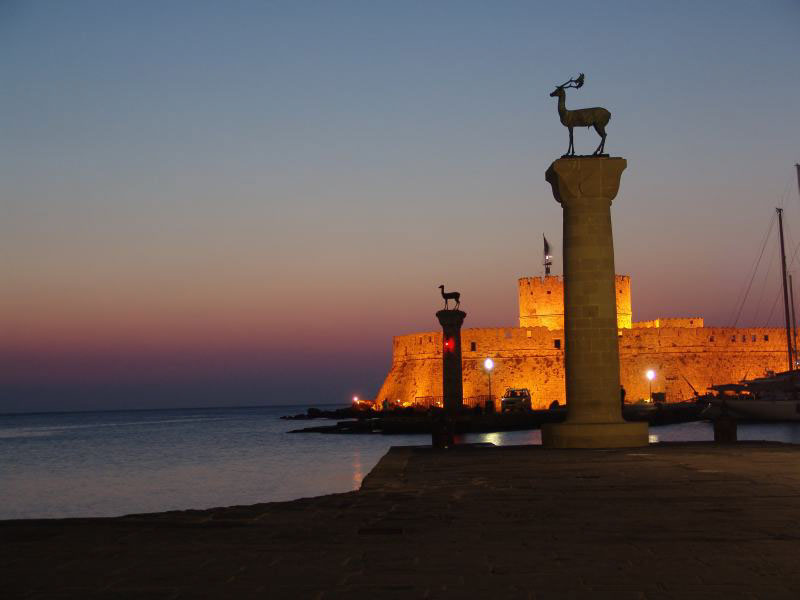
Il porto medievale della città di Rodi

Sulla base del censimento del 2011 svolto dal Servizio Nazionale di Statistica, la Grecia aveva una popolazione di 10 815 197 abitanti. Nel 2025 la stima delle Nazioni Unite è di 9 976 000 abitanti. Di questi, il 58,8% vive nelle aree urbane, mentre solo il 28,4% in quelle rurali. Ben 5 milioni di greci vivono nelle due maggiori città, Atene e Salonicco. La Grecia affronta oggi un problema di contrazione demografica: per la prima volta, nel 2002, il numero dei decessi ha superato quello delle nascite. Dal 1981 è calato considerevolmente il numero di matrimoni, ed è invece aumentato quello dei divorzi. Il risultato di questi cambiamenti sociali è che oggi solo il 15% della popolazione è sotto i 14 anni di età, mentre il 68% è compreso nella fascia che va dai 15 ai 64 anni.

### Immigrazione
Secondo le norme vigenti, i cittadini dell'Unione europea hanno il diritto di vivere e lavorare liberamente in Grecia. Tuttavia esistono disposizioni transitorie per i cittadini bulgari e rumeni, che temporaneamente devono seguire regole diverse.
Similmente ad altri paesi europei, la popolazione greca è attualmente in crescita grazie al saldo migratorio netto, nonostante il calo del tasso di natalità che si registra negli ultimi anni. I flussi migratori verso la Grecia sono iniziati già nei primi anni novanta, conseguentemente al crollo del blocco orientale e alla caduta dei vecchi regimi comunisti come quello di Enver Hoxha in Albania, ma anche per il continuo aumento del PIL pro capite greco. Dall'inizio del nuovo millennio è diventato inoltre sempre più forte il flusso migratorio da Paesi asiatici come il Pakistan e il Bangladesh, ma anche dall'Iraq e dall'Afghanistan, per via delle richieste di asilo politico.
Secondo il censimento del 2001 svolto dal Servizio Nazionale di Statistica, e un rapporto pubblicato dal Hellenic Migration Policy Institute, gli stranieri regolarmente residenti in Grecia nel 2001 erano 797 091, pari al 7,3% della popolazione totale. I residenti regolari in Grecia sono suddivisi in base alla cittadinanza del Paese di origine nel modo seguente:
| Pos. | Cittadinanza    | Popolazione | Quota |
| ---- | --------------- | ----------- | ----- |
| 1    | Grecia          | 10 166 929  | 89,7% |
| 2    | Albania         | 1 043 550   | 9,74% |
| 3    | Bulgaria        | 37 463      | 0,34% |
| 4    | Georgia         | 23 159      | 0,21% |
| 5    | Romania         | 23 115      | 0,21% |
| 6    | Stati Uniti     | 22 507      | 0,20% |
| 7    | Russia          | 18 219      | 0,16% |
| 8    | Germania        | 15 144      | 0,14% |
| 9    | Ucraina         | 14 149      | 0,13% |
| 10   | Polonia         | 13 550      | 0,12% |
| 11   | Pakistan        | 11 192      | 0,10% |
| 12   | Australia       | 9 677       | 0,08% |
| 13   | Turchia         | 8 297       | 0,07% |
| 14   | Italia          | 7 970       | 0,07% |
| 15   | Egitto          | 7 846       | 0,07% |
| 16   | Armenia         | 5 808       | 0,05% |
| 17   | India           | 3 409       | 0,03% |
|      | Resto del Mondo | 126 036     | 1,4%  |

Fonte: Greek Country Report, Hellenic Migration Policy Institute, Luglio 2008 e Servizio Nazionale di Statistica.
Tuttavia si stima che oggi il numero degli immigrati effettivi sia più alto, visti i flussi in continuo aumento, e il mancato conteggio degli immigrati illegali. Solo nel 2008 ne sono stati espulsi più di 146 000 perché non in regola. Le zone con la maggior concentrazione di lavoratori stranieri sono Atene e la sua provincia, l'Attica, dove il 17% della popolazione residente è straniero, e Salonicco, con il 7% circa.

### Emigrazione
Nel corso del XX secolo, milioni di greci emigrarono negli Stati Uniti, nel Regno Unito, in Australia, in Canada e in Germania, andando a costituire una grande diaspora greca. Il saldo migratorio ha iniziato a mostrare numeri positivi a partire dal 1970, ma fino agli inizi degli anni 1990 l'afflusso principale era dei migranti greci di ritorno o dei greci del Ponto o da Stati quali la Georgia, la Turchia, la Repubblica Ceca e altri paesi del Patto di Varsavia.

### Religione

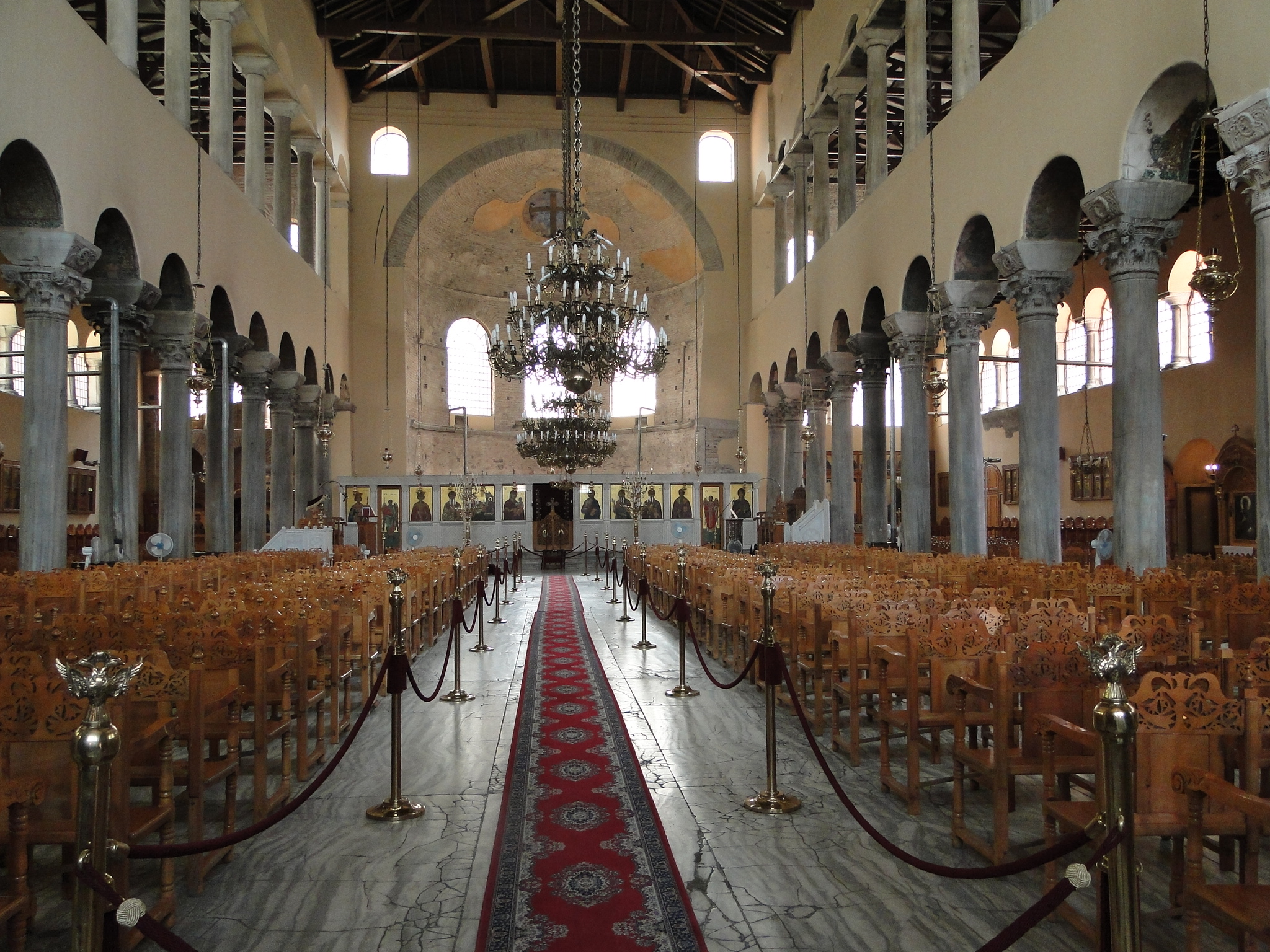
Interno della chiesa Acheiropoietos a Salonicco, risalente al 450-470 circa d.C.

La religione più diffusa è quella cristiana ortodossa che fa capo alla Chiesa di Grecia. I rapporti tra lo Stato e la Chiesa sono regolati dall'articolo 3 della Costituzione greca dove detta fede viene definita "predominante". A dichiararsi cristiano ortodosso è il 97% della popolazione greca. La Costituzione inoltre garantisce libertà di religione. L'ortodossia ha una lunghissima tradizione in Grecia, che trae le sue origini dall'Impero bizantino, quando essa era la religione ufficiale. Ancora oggi i canti e i salmi cantati nella Chiesa greco-ortodossa sono testimoni dell'enorme lascito culturale di Bisanzio, testimoniato anche dall'architettura delle chiese e dei monasteri greci. Per le celebrazioni è generalmente utilizzata la lingua greca antica, la koinè, comune a tutte le chiese orientali cattoliche e ortodosse.
Tra le altre confessioni o fedi religiose spiccano quella musulmana e quella cattolica, di rito romano e bizantino. L'islam oggi è praticato da una minoranza di circa 90 000 fedeli che si trovano nella regione della Tracia; mentre fino allo scambio delle popolazioni con la Turchia (1923) buona parte dei musulmani erano gli albanesi (cham) diffusi in Epiro e vari greci sparsi in tutto il Paese. I fedeli cattolici sono composti da circa 50 000 persone, principalmente sulle isole di Siro, Tino e Corfù, ma anche nelle città di Salonicco e Atene. Entrambe le minoranze sono in leggera crescita per via dell'immigrazione, sia da Stati islamici come il Pakistan e il Bangladesh, sia da Paesi a prevalenza cattolica come le Filippine. Secondo le stime della Chiesa cattolica i cattolici in Grecia, comprensivi degli immigrati e degli stranieri, sono circa 200 000.
Altre minoranze più piccole sono: i protestanti, specialmente evangelici, pari a circa 30 000, i pentecostali, circa 12 000, 29 098 Testimoni di Geova, gli ebrei, pari a 5 500, 501 avventisti del settimo giorno e 30 liberi metodisti.
Sono affermate comunità di Elleni (seguaci dell'Ellenismo o neopaganesimo greco). Alcune stime collocano il numero degli Elleni in Grecia tra i 100 000 e i 200 000 aderenti, mentre il numero dei membri ufficiali del Consiglio Supremo degli Ellenici Gentili (il gruppo più influente) è di circa 2 000 persone. Il governo degli Stati Uniti indica invece la cifra molto minore di 2 000 aderenti in senso generale.

### Lingue

Primi versi dell'Iliade nella lingua greca antica

La lingua ufficiale della nazione ellenica è il greco moderno, la sola riconosciuta dallo Stato. È tra le lingue indoeuropee. Al giorno d'oggi la Grecia è l'unico paese dell'UE a non riconoscere e tutelare le storiche minoranze linguistiche nazionali (albanesi, bulgare, slavo-macedoni, turche, arumene, romanì) entro i propri confini.
In Tracia orientale, dove si trova una minoranza musulmana, si parla il turco, il bulgaro (pomacchi) e il romaní. Nel Nord del Paese, al confine con la Macedonia del Nord si parlano alcuni tipi di dialetti slavo-macedoni. Presenti, anche se in misura sempre più ristretta, minoranze di lingua arumena, collegata al romeno, sempre nel Nord del Paese.
Nella Grecia Centrale, dall'Eubea al Peloponneso (Morea), dall'Attica all'Acaia, vive la minoranza che fu la più numerosa, quella di origine albanese (arvaniti), la quale parla l'antica lingua albanese detta dai grecofoni arvanitica. La lingua albanese è anche parlata in Epiro dalla popolazione albanese cham.
Inoltre sopravvive, anche se a stento, la lingua giudeo-spagnola, conosciuta in spagnolo come ladino (da non confondersi però con il ladino dolomitico), una lingua parlata nei secoli passati dagli ebrei espulsi dalla Spagna nel 1492 che trovarono rifugio nella penisola ellenica, in particolar modo a Salonicco.
Fra la popolazione greca, spiccano per la loro peculiarità il dialetto pontico, una variante della lingua greca parlata dai greci che abitavano la regione del Ponto in Asia Minore, e che si rifugiarono in Grecia dopo l'espulsione e il genocidio dei greci del Ponto da parte del governo turco, e il dialetto zaconico (o tsaconico), parlato da circa 1 200 persone nel Peloponneso.

## Economia

### Panoramica

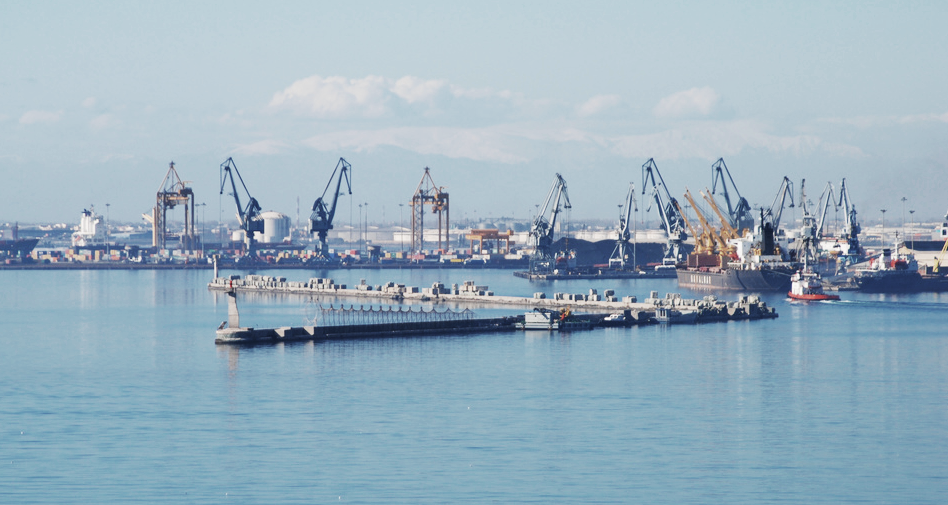
Una panoramica del porto commerciale di Salonicco. La marina mercantile greca è fra le prime del mondo per tonnellaggio e rappresenta il 4,5% del PIL del Paese.

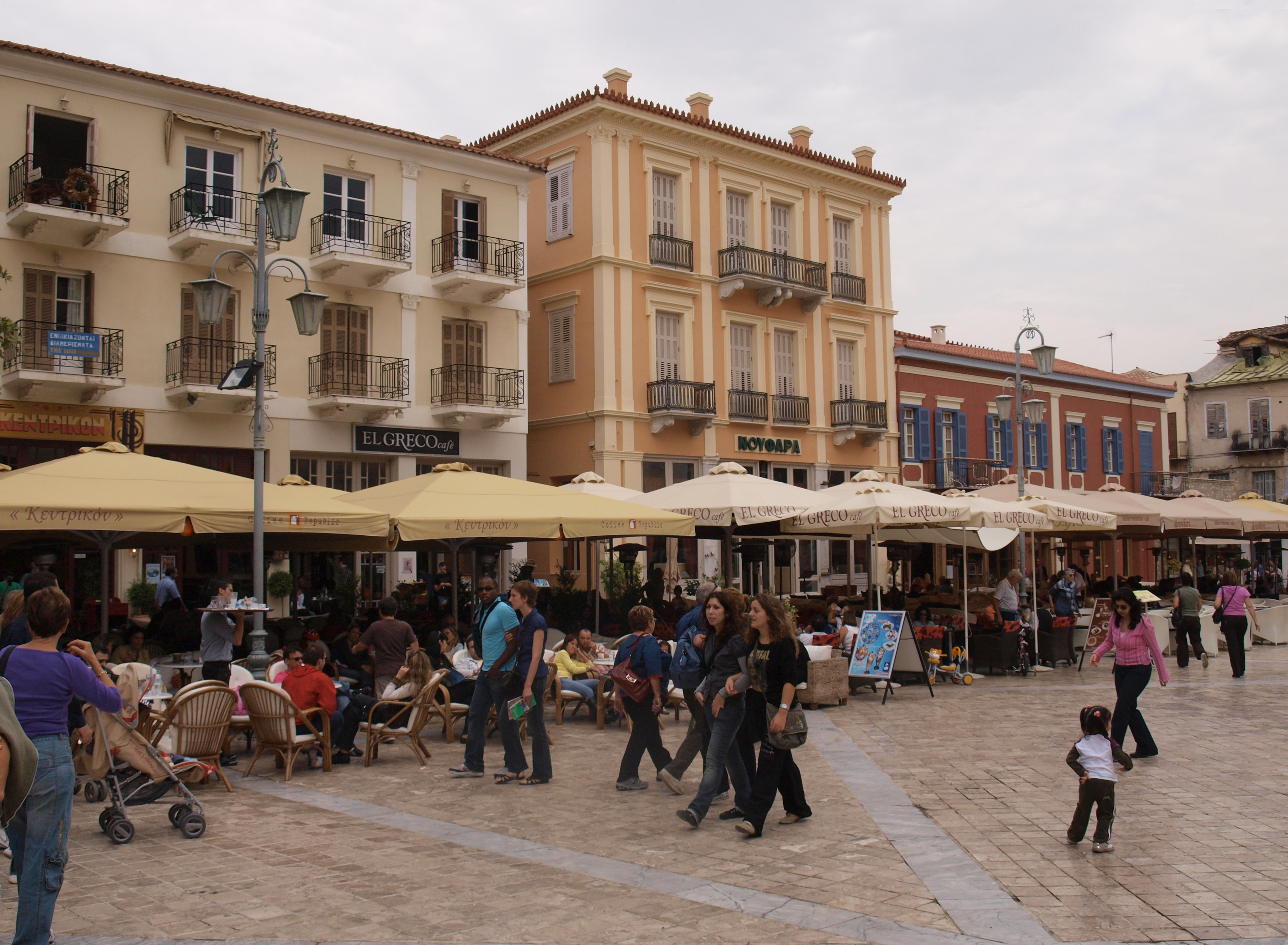
Il turismo rappresenta il 15% del PIL greco. Nell'immagine: la cittadina di Nafplion nel Peloponneso.

Dopo la seconda guerra mondiale, si ebbe in Grecia un decollo economico, spesso definito "miracolo economico greco": la crescita annua del PIL fra il 1950 e il 1973 si attestava infatti a un valore medio del 7%, valore che, negli stessi anni, era superato solo dal Giappone. Da allora la Grecia ha introdotto numerose riforme del bilancio dello Stato, grazie anche ai finanziamenti da parte della Comunità Economica Europea dall'anno della sua entrata, avvenuta nel 1981. Nel 2001 la Grecia entra a far parte della zona euro, adottando ufficialmente la valuta comune nel gennaio 2002 insieme agli altri Stati dell'Unione. La crescita annuale del PIL ha superato notevolmente il corrispettivo valore della maggior parte dei Paesi dell'UE nel periodo dal 1996 al 2006. Oggi è l'industria dei servizi a rappresentare il settore più vitale dell'economia greca, seguito dall'industria e dall'agricoltura. Il settore del turismo rappresenta un'altra importante entrata, contribuendo per circa il 15% circa al PIL annuale, e impiegando, direttamente e indirettamente, il 16,5% della forza lavoro. Considerevole è l'industria della marina mercantile, che tradizionalmente legata a nomi quali Onassis, Niarchos e Latsis, rappresenta il 4,5% del PIL e ha, secondo l'ufficio statistiche del Dipartimento dei Trasporti americano, la flotta più grande del mondo per tonnellaggio, nonostante sia diminuita rispetto agli anni settanta. I maggiori porti del Paese sono quelli del Pireo presso Atene e quello di Salonicco nel Nord del Paese.
La Grecia è uno degli investitori principali della regione balcanica, con 2 miliardi di euro di investimenti solo in Serbia, la Banca nazionale greca ha inoltre acquistato, nel 2006, il 46% della Finansbank turca, e il 99,44% della Vojvođanska Banka serba. Importanti sono gli investimenti di Piraeus Bank, Eurobank e della società di telefonia mobile Cosmote in altri Paesi della regione come la Bulgaria e la Romania. Il settore manifatturiero rappresenta il 13% del PIL, con l'industria alimentare che ne rappresenta la fetta più grande. Da notare il settore delle alte tecnologie e delle telecomunicazioni, che è in continua crescita. Altri prodotti sono i materiali per l'edilizia, il settore tessile, i macchinari e gli apparecchi elettrici. Al 10% del PIL, l'edilizia e la costruzione di infrastrutture è un altro importante pilastro dell'economia, testimoniato dai notevoli progressi in tale campo e dal boom delle Olimpiadi del 2004. L'agricoltura, al 7% del PIL, è l'ultimo settore di quelli degni di nota, e provvede all'esportazione di frutta, vino e olio d'oliva, di cui il Paese è uno dei maggiori produttori mondiali. La forza lavoro totale è di 4,9 milioni, ed è la seconda più attiva in ambito OCSE dopo la Corea del Sud. Gli immigrati sono circa un quinto della forza lavoro totale e sono principalmente impiegati nell'agricoltura e nell'edilizia.
Notevole è anche l'estrazione di carbone sotto forma di lignite, pari a una produzione di più di 62 milioni di tonnellate nel 2007, che porta la Grecia a essere il 16º produttore di carbone nel mondo.
Il PIL pro capite annuo greco è il 42º più alto del mondo ed è pari a 24260 $ secondo il Fondo Monetario Internazionale, paragonabile a quello di altri Stati europei come il Portogallo, la Lettonia e la Slovacchia. La Grecia è trentaduesima nel mondo come indice di sviluppo umano secondo i dati del 2018.
Tra il 2008 e il 2016, il PIL della Grecia è diminuito di quasi il 25%. Il debito pubblico è passato dal 103,1% del PIL nel 2007 al 181,2% nel 2018. Le proiezioni del FMI stimano che raggiungerà il 293,6% del PIL entro il 2060. Il Paese ha tagliato la spesa pubblica del 32,4% durante la crisi. Queste misure di austerità fiscale sono state accompagnate da riforme strutturali, come l'indebolimento del diritto del lavoro, la sospensione dei diritti di contrattazione collettiva e l'abbassamento del salario minimo. Anche i pensionati hanno visto la loro pensione ridotta del 14-40%. Il numero di senzatetto è aumentato del 20-25%.
Il primo ministro conservatore Kyriákos Mitsotákis sta lanciando un'ondata di privatizzazioni nel 2019, tra cui infrastrutture turistiche, terreni costieri e quote statali di società di gas ed elettricità e dell'aeroporto di Atene. La squadra antifrode delle autorità fiscali è stata abolita e i suoi dipendenti sono stati integrati nel Ministero delle Finanze. Il governo ha anche approvato una riforma del diritto del lavoro che consente al datore di lavoro di licenziare i propri dipendenti senza dover motivare la propria decisione o informare le persone licenziate. Infine, è in corso di attuazione una riforma fiscale che mira a rendere il Paese "un paradiso per i miliardari e i cittadini più ricchi", osserva il Financial Times. L'obiettivo è attrarre gli investimenti offrendo aliquote fiscali ridotte. Inoltre, una clausola proteggerà i beneficiari di questa politica fiscale da eventuali cambiamenti di politica da parte di governi futuri. Nel 2019, un dipendente greco su tre lavora part-time per uno stipendio netto di 317 euro e il 34,8% della popolazione è a rischio di povertà o esclusione sociale. Anche la disuguaglianza è aumentata. L'evasione fiscale rappresenta una perdita di entrate per lo Stato greco pari a 30 miliardi di euro all'anno

### Entrata nell'Eurozona
La Grecia è stata accolta nell'Unione economica e monetaria dell'Unione europea dal Consiglio europeo il 19 giugno 2000, sulla base di una serie di criteri (tasso di inflazione, deficit di bilancio, debito pubblico, tassi di interesse a lungo termine, il tasso di cambio) utilizzando il 1999 come l'anno di riferimento. Dopo una verifica commissionata dal governo di Nuova Democrazia, al governo nel 2004, l'Eurostat ha rivelato che le statistiche per il disavanzo di bilancio erano state sottostimate.
La maggior parte delle differenze era dovuta a una modifica temporanea delle pratiche contabili da parte del nuovo governo, come la registrazione delle spese quando il materiale militare è stato ordinato e non ricevuto. Tuttavia, grazie all'applicazione retroattiva della metodologia SEC95 (in vigore dal 2000) da Eurostat, si è potuto dimostrare che nel 1999 il deficit era pari al 3,38% del PIL, superando quindi il limite del 3%. Ciò ha portato a sostenere che la Grecia non possedesse effettivamente tutti e cinque i criteri di adesione (assunzioni simili sono state fatte anche sugli altri paesi europei come l'Italia) e che sia quindi entrata nell'Eurozona attraverso una "falsificazione" dei valori del deficit.
Nel rapporto OCSE del 2005 per la Grecia, si è chiaramente affermato che "l'impatto delle nuove regole contabili sui dati di bilancio per gli anni 1997-1999 variava di 0,7-1 punto percentuale del PIL, questo cambiamento retroattivo della metodologia è stato responsabile per il deficit del 1999 rivisto superiore al 3%". Quanto sopra ha portato il ministro greco delle Finanze a dichiarare che il deficit di bilancio del 1999 era comunque al di sotto del limite del 3% previsto in base ai calcoli effettuati con la metodologia SEC 79 in vigore al momento della domanda e che quindi i criteri fossero stati raggiunti.
La prassi contabile originale per le spese militari è stata successivamente modificata in linea con le raccomandazioni di Eurostat.
Ragionieri forensi hanno dimostrato che i dati presentati dalla Grecia a Eurostat avessero una distribuzione statistica indicativa di un'avvenuta manipolazione.

### Crisi finanziaria (2010-2015)

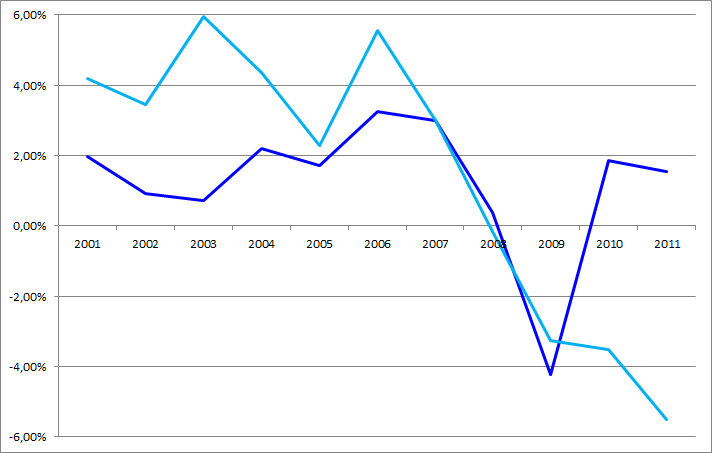
La crescita del PIL greco dal 2001 al 2011 (linea azzurra) confrontato con quello della Zona euro (linea blu)

A cavallo tra il 2008 e il 2009 l'effetto della crisi globale si ripercuote fortemente sull'economia greca, palesandone una fragilità dovuta alla cattiva gestione delle finanze pubbliche soprattutto in termini di stipendi statali e pensioni, corruzione ed evasione fiscale. Per la prima volta dal 1993 l'economia greca registra un caso di recessione; le stime sul deficit 2009 attribuiscono alla Grecia un rate del 12,5% sul PIL, mentre sul finire sempre del 2009 la disoccupazione è al 9,6% e il debito pubblico al 113,4% ma con una stima 2010 del 120,8%, che porterebbe la nazione ellenica a primeggiare in Europa in quanto a debito pubblico, superando l'Italia. Alla pari con altre nazioni europee che affrontano la crisi, in base a uno studio della Euler Hermes la Grecia prevede per il 2010 un incremento dei fallimenti delle aziende del 15%. Lo stesso primo ministro George Papandreou a fine 2009 dichiara il rischio di bancarotta, e per evitare ciò il governo è costretto a varare, all'inizio del marzo 2010, una serie di misure volte a sanare i conti pubblici, quali il blocco degli stipendi dei dipendenti pubblici e una riforma del sistema pensionistico, per un totale di 4,8 miliardi di euro. Nonostante ciò il governo riesce ad attrarre, nell'ottobre 2010, investimenti da parte di Cina e Qatar per diversi miliardi di dollari, e pianifica investimenti nel settore dell'energia verde, per un totale di 45 miliardi di euro. La situazione non sembra migliorare nel 2011, in quanto l'agenzia di rating Moody's taglia ulteriormente il rating della Grecia portandolo alla valutazione Caa1, cosa che costringe il governo a effettuare nuovi tagli per 6,5 miliardi di euro e nuove privatizzazioni al fine di ottenere nuovi prestiti da parte dell'Unione europea e del Fondo Monetario Internazionale. Dopo oltre cinque anni di recessione, nel 3º trimestre del 2014 il PIL torna a crescere dello 0,7%.

### Energia

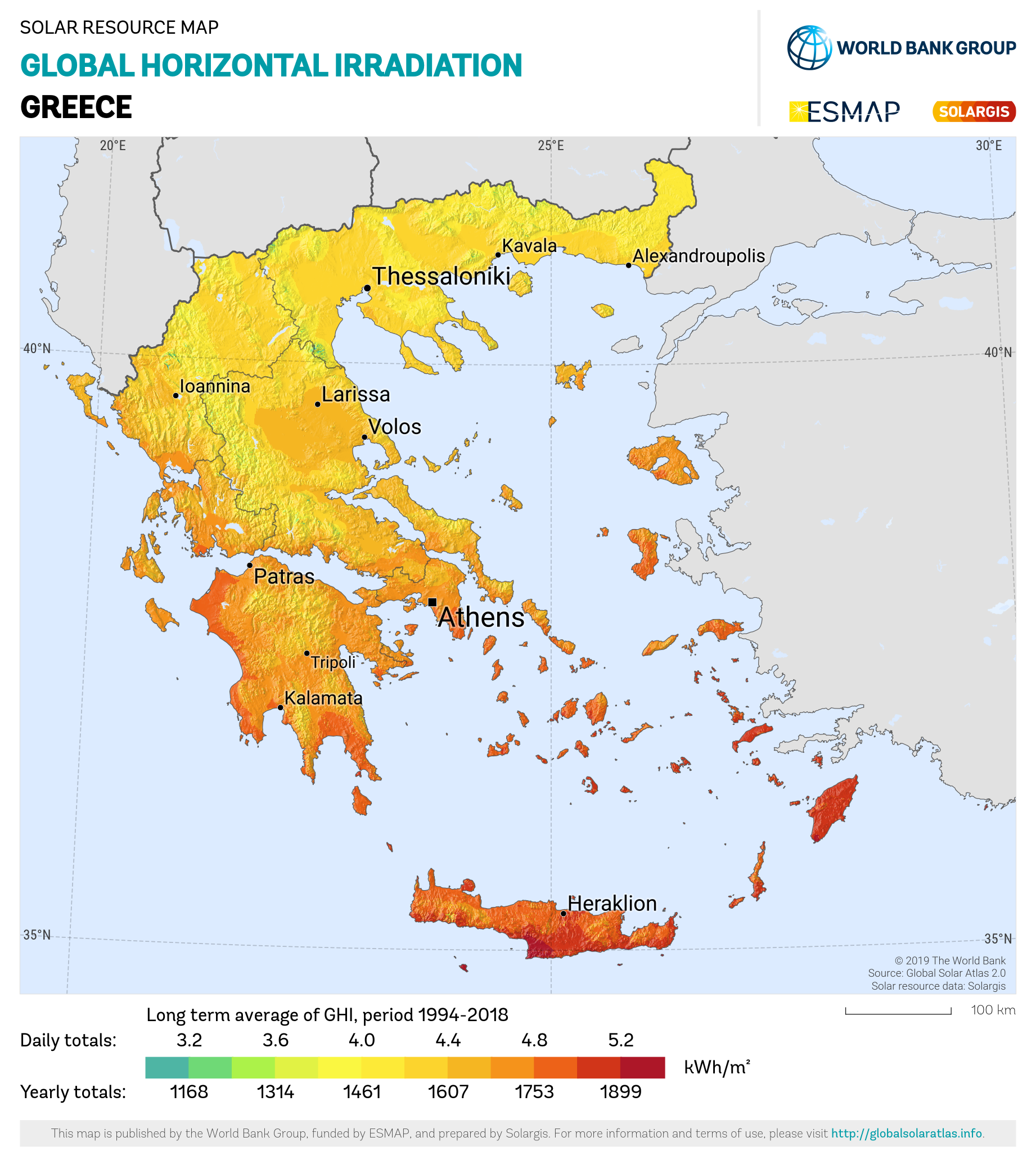
Potenziale di produzione di energia solare in Grecia

La produzione di energia in Grecia è gestita dall'azienda statale ΔΕΗ. Nel 2009 essa ha fornito l'85,6% di tutta la domanda energetica del Paese, mentre nel 2010 questo dato è sceso a 77,3%. Quasi la metà (48%) della sua produzione è generato con la lignite, un calo del 51,6% registrato nel 2009.
Il 12% dell'energia elettrica della Grecia proviene da centrali idroelettriche e un altro 20% dal gas naturale. Tra il 2009 e il 2010, la produzione di energia da parte di aziende indipendenti è aumentato del 56%, da 2 709 gigawattora (GWh) nel 2009 a 4232 GWh nel 2010.
Nel 2012, le energie rinnovabili hanno rappresentato il 13,8% del consumo totale di energia del Paese, un aumento del 10,6%, rispetto al 2011, un dato quasi pari alla media UE del 14,1%. Il 10% dell'energia rinnovabile del Paese proviene dall'energia solare, mentre la maggior parte proviene dalla biomassa e dallo smaltimento dei rifiuti. In linea con la direttiva della Commissione europea per l'energia rinnovabile, la Grecia punta a ottenere il 18% della sua energia da fonti rinnovabili entro il 2020.
Nel 2013, secondo l'operatore indipendente del trasporto dell'energia in Grecia (ΑΔΜΗΕ), oltre il 20% dell'energia elettrica in Grecia è stato prodotto da fonti energetiche rinnovabili e dagli impianti idroelettrici. La Grecia attualmente non ha centrali nucleari in funzione, nonostante proposte in questo senso non siano mancate.

### Agricoltura

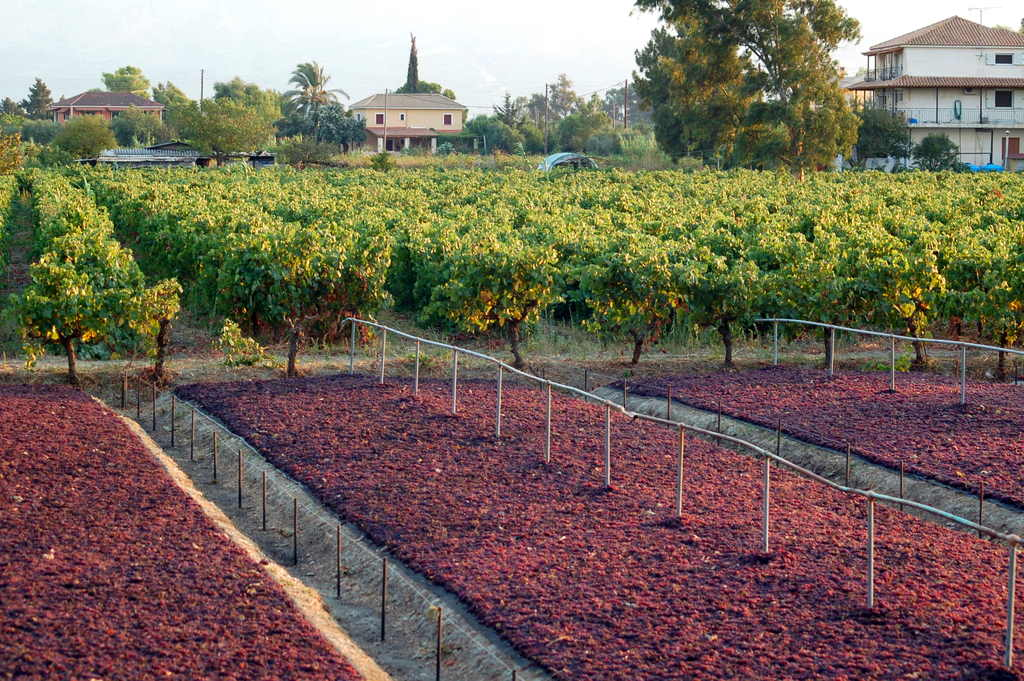
Essiccazione di uva sultanina locale (Vitis vinifera L., var. Apyrena) in una fattoria vicino a Tsilivi, a Zacinto

Nel 2010, la Grecia è stata il più grande produttore dell'Unione europea di cotone (183 800 tonnellate) e pistacchio (8 000 tonnellate) e al secondo posto nella produzione di riso (229 500 tonnellate) e olive (147 500 tonnellate), terzo nella produzione di fichi (11 000 tonnellate), mandorle (44 000 tonnellate), pomodori (1 400 000 tonnellate), e angurie (578 400 tonnellate) e il quarto della produzione di tabacco (22 000 tonnellate). L'agricoltura contribuisce al 3,8% del PIL del paese e impiega il 12,4% della forza lavoro.
La Grecia è uno dei principali beneficiari della politica agricola comune dell'Unione europea. A seguito dell'ingresso del paese nella Comunità europea, gran parte della sua infrastruttura agricola è stata aggiornata e la produzione è aumentata. Tra il 2000 e il 2007 l'agricoltura biologica in Grecia è cresciuta dell'885%, la percentuale di variazione più elevata dei tutti i paesi dell'Unione europea.

### Industria marittima

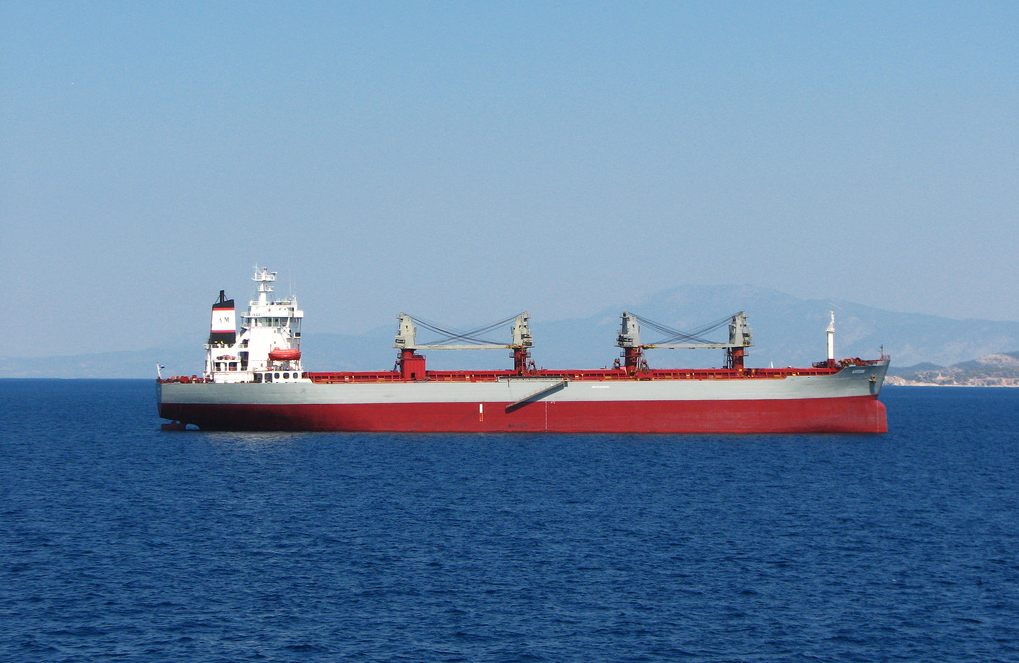
La Grecia controlla il 16,2% della flotta mercantile complessiva mondiale, che la rende la più grande al mondo. La Grecia si classifica tra le prime cinque nazioni per la produzione di tutti i tipi di navi, tra cui in primo luogo le petroliere.

Il settore dei trasporti marittimi è un elemento chiave dell'attività economica greca ed è risalente a tempi antichi. Oggi la spedizione di merci è una delle industrie più importanti del paese, rappresentando il 4,5% del PIL e impiegando circa 160 000 persone (il 4% della forza lavoro).
Secondo una relazione del 2011 della conferenza delle Nazioni Unite sul commercio e lo sviluppo, la marina mercantile greca è la più grande al mondo con il 16,2% della capacità totale, valore salito dal 15,96% del 2010, tuttavia inferiore al 18,2% registrato nel 2006. Il tonnellaggio totale della flotta mercantile del paese è di 202 milioni di tonnellate di portata lorda, posizionandosi al 1º posto al mondo.
Nel corso del 1960, la dimensione della flotta greca è quasi raddoppiata, principalmente grazie all'investimento intrapreso dai più grandi armatori, come Aristotele Onassis e Stauros Niarchos. La base della moderna industria marittima greca è stata costituita dopo la seconda guerra mondiale, quando gli uomini d'affari di navigazione greca sono stati in grado di accumulare le navi in surplus vendute dal governo degli Stati Uniti.
In termini di numero totale di navi, la Marina Mercantile greca si trova alla 20ª posizione mondiale, con 1 343 navi (dati aggiornati al 2018). In termini di categorie di navi, un quarto delle petroliere in Europa è della Grecia, con un numero significativo di porta container (dati aggiornati al 2014). Tuttavia, la propria flotta è di dimensioni inferiori alle 5 000 navi che si potevano contare alla fine del 1970. Inoltre, il numero totale di navi battenti bandiera greca è 1 517, pari al 5,3% delle navi mondiali.

### Turismo

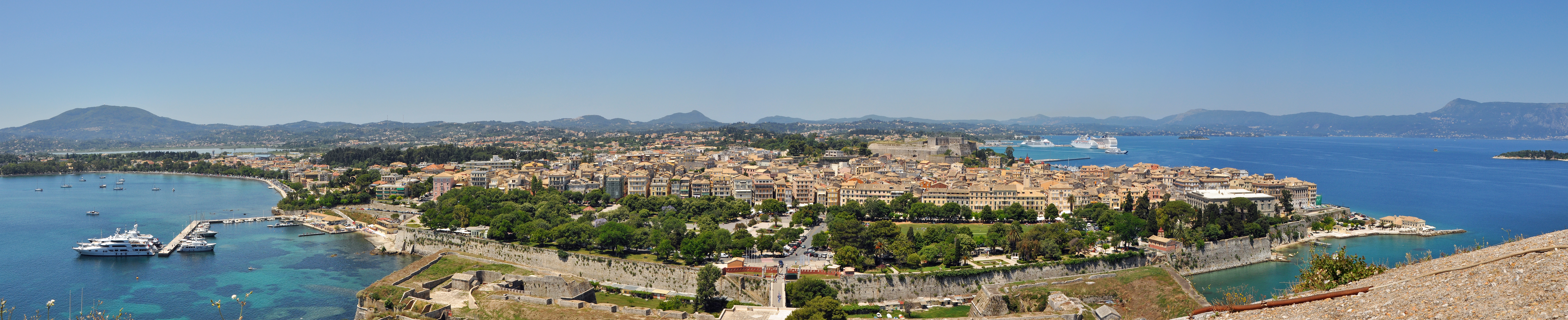
Vista panoramica delle parti della vecchia Corfù città, un patrimonio mondiale dell'UNESCO, come si vede dalla Palaio Frourio. La baia di Garitsa è a sinistra e il porto di Corfù è appena visibile in alto a destra dell'immagine. Spianada è in primo piano.

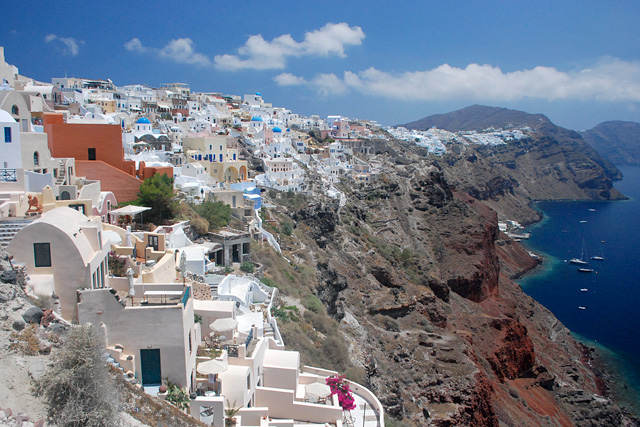
Panorama di Santorini

Una quota importante del reddito nazionale della Grecia deriva dal turismo che rappresenta il 16% del prodotto interno lordo. Secondo le statistiche di Eurostat, la Grecia ha accolto oltre 19,5 milioni di turisti nel 2009, un dato in aumento rispetto ai 17,7 milioni del 2007.
Nel 2007, la maggioranza dei visitatori in Grecia proveniva dal continente europeo, con un totale di 12,7 milioni di turisti, mentre il maggior numero di visitatori provenienti da un'unica nazionalità sono stati quelli del Regno Unito, (2,6 milioni), seguiti da vicino dai tedeschi (2,3 milioni). Nel 2010, la regione più visitata della Grecia è stata quella della Macedonia Centrale, con il 18% del flusso turistico totale (pari a 3,6 milioni di turisti), seguita dall'Attica con 2,6 milioni e dal Peloponneso con 1,8 milioni. La Grecia settentrionale è la regione geografica più visitata del paese, con 6,5 milioni di turisti, mentre la Grecia Centrale è seconda con 6,3 milioni.
Nel 2010, Lonely Planet ha classificato la Grecia settentrionale e la città di Salonicco come quinta miglior destinazione turistica al mondo, paragonabili ad altre città come Dubai e Montréal. Nel 2011, Santorini è stata votata come "Best Island in the world" in Travel + Leisure. L'isola vicina di Mykonos è la quinta nella categoria europea.
Trenta milioni di turisti hanno visitato la Grecia nel 2017, un record per il turismo greco.

### Trasporti
Dal 1980, la rete stradale e ferroviaria della Grecia è stata significativamente modernizzata. Lavori importanti sono stati fatti sulla Autostrada A2, che collega la parte nord-occidentale del paese con la parte nord-orientale e il ponte Rion Antirion, il più lungo ponte sospeso con cavo in Europa (2250 m di lunghezza), che collega il Peloponneso da Rio (7 km da Patrasso) con Antirrio in Grecia centrale.
Ulteriori importanti progetti, al 2014, in fase di completamento sono la conversione della strada nazionale 8A, che collega Atene con Patrasso e ulteriormente verso Pyrgos nel Peloponneso occidentale, in un'autostrada ammodernata in tutta la sua lunghezza; l'aggiornamento delle sezioni incompiute autostradali sulla A1, che collega Atene a Salonicco e la costruzione della metropolitana di Salonicco.
L'area metropolitana di Atene, in particolare, è servita da alcune delle infrastrutture di trasporto più moderne ed efficienti d'Europa, come l'aeroporto internazionale di Atene, la rete autostradale Attiki Odos a gestione privata e la metropolitana di Atene.
La maggior parte delle isole greche e molte delle principali città del paese sono collegate principalmente per via aerea grazie alle due principali compagnie aeree greche: l'Olympic Air e l'Aegean Airlines. I collegamenti marittimi sono garantiti da aliscafi e catamarani.
Il trasporto ferroviario in Grecia riveste un ruolo di minor importanza rispetto a molti altri paesi europei, ma il servizio è stato ampliato, con nuovi collegamenti suburbani, intorno ad Atene, verso il suo aeroporto, a Kiato e a Chalkida, intorno a Salonicco, verso le città di Larissa e Edessa e nella zona intorno a Patrasso. È stato quindi stabilito un moderno collegamento ferroviario tra Atene e Salonicco, mentre un aggiornamento per raddoppiare le linee in molte tratte dei 2500 km complessivi di rete è tuttora in corso. Alcune linee ferroviarie internazionali collegano le città greche con il resto d'Europa, con i Balcani e con la Turchia.
Dal 18 gennaio 2017 l'operatore ferroviario "TrainOSE" è stato acquistato dal gruppo Ferrovie dello Stato Italiane per 45 milioni di euro. Durante l'evento "Thestival" dell'8 settembre 2018 a Salonicco, è stato presentato un nuovo elettrotreno che permetterà (quando le linee saranno completate) il tragitto Atene-Salonicco in 3 ore e 20 minuti. Il treno scelto per le prove e la presentazione al festival è stato l'ETR 485 numero 31. Questo elettrotreno è stato trasferito per alcuni test dall'Italia, facendo registrare 213 km/h durante il viaggio inaugurale (alla presenza di giornalisti e autorità) tra Salonicco e Katerini (la prova consisteva nel raggiungere 200 km/h per 1 minuto) stabilendo il record di velocità per le linee ferroviarie greche. Sarebbero in lavorazione cinque elettrotreni ETR 470 che verranno trasferiti in Grecia e inizieranno a svolgere il nuovo tragitto Atene-Salonicco sotto il nome di "Intercity" e "Intercity Express", inizialmente con tempi sopra le 4 ore, per poi scendere a 3 ore 20 quando tutto il sistema di segnalamento sarà operativo sulle nuove linee.

## Monumenti e luoghi d'interesse

### Città d'arte ed isole di interesse

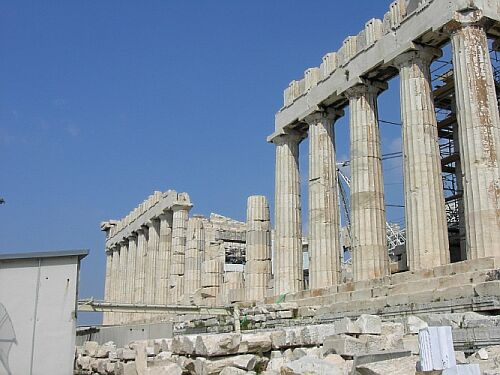
Partenone di Atene

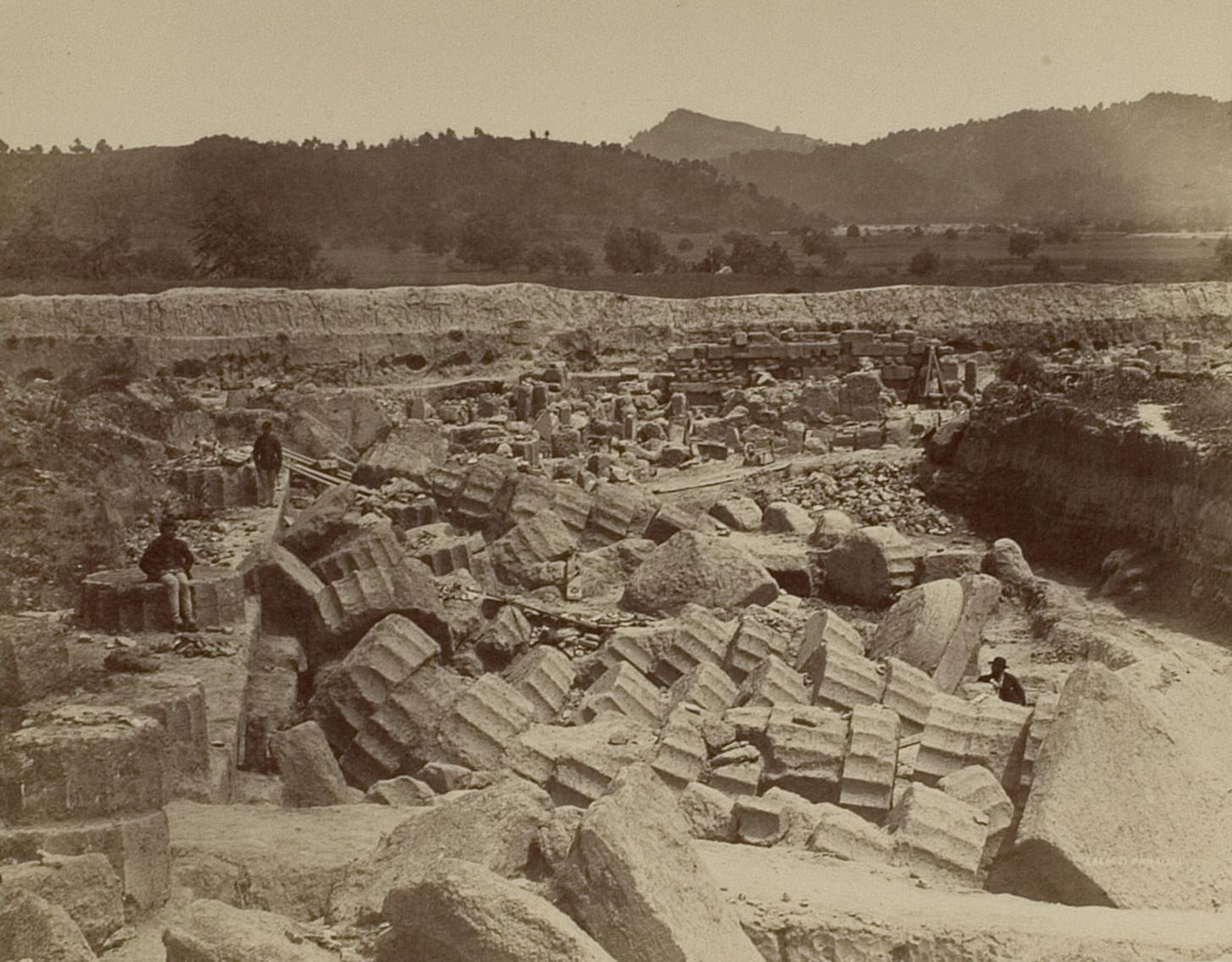
Foto antica degli scavi di Olimpia

- Atene
- Sparta
- Patrasso
- Olimpia
- Micene
- Corinto
- Nauplia
- Epidauro
- Delfi
- Larissa
- Tirinto
- Rodi
- Creta
- Lesbo
- Mykonos
- Santorini
- Cefalonia
- Milos

### Siti archeologici della Grecia Antica
- L'acropoli di Atene

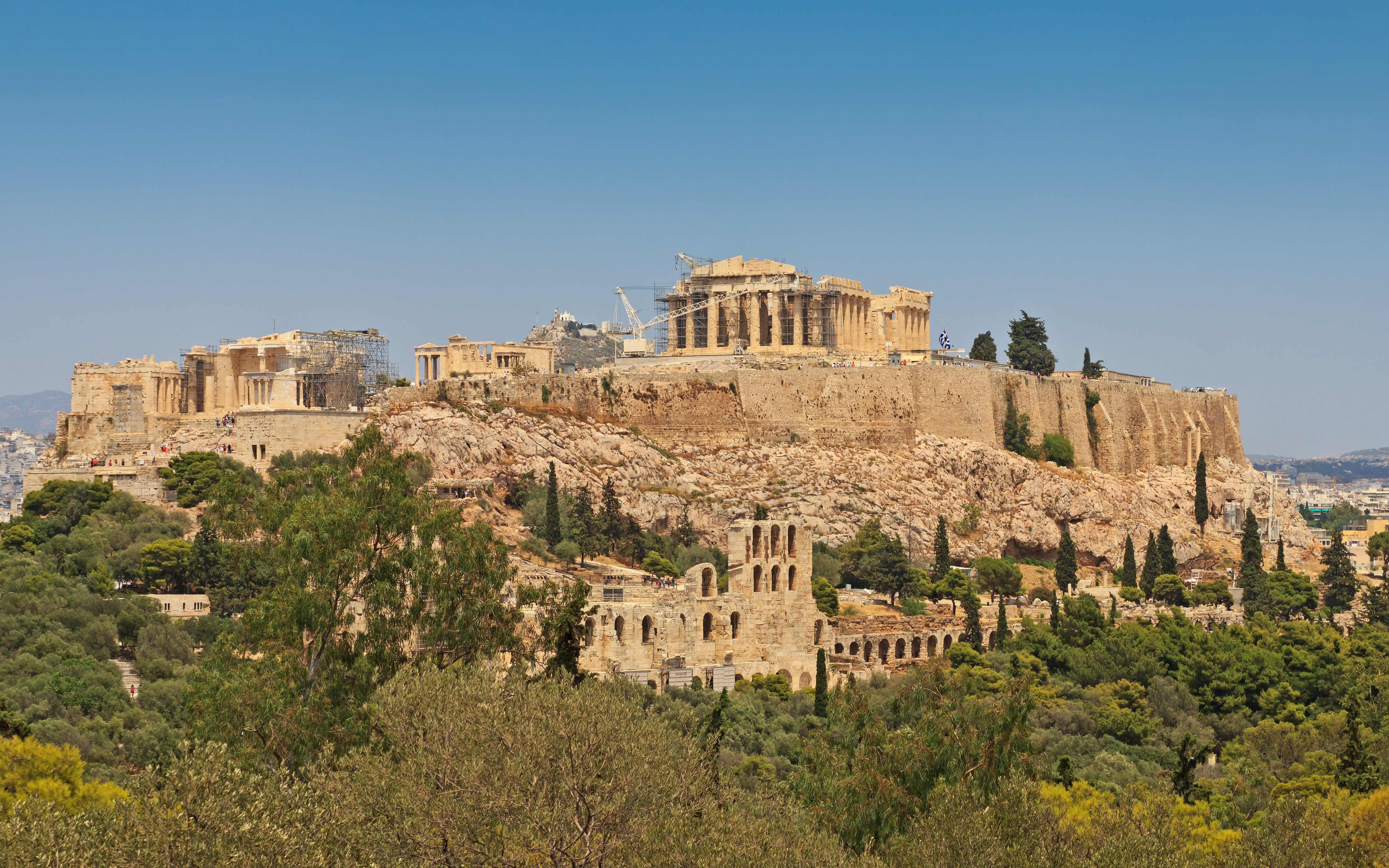
L'Acropoli di Atene

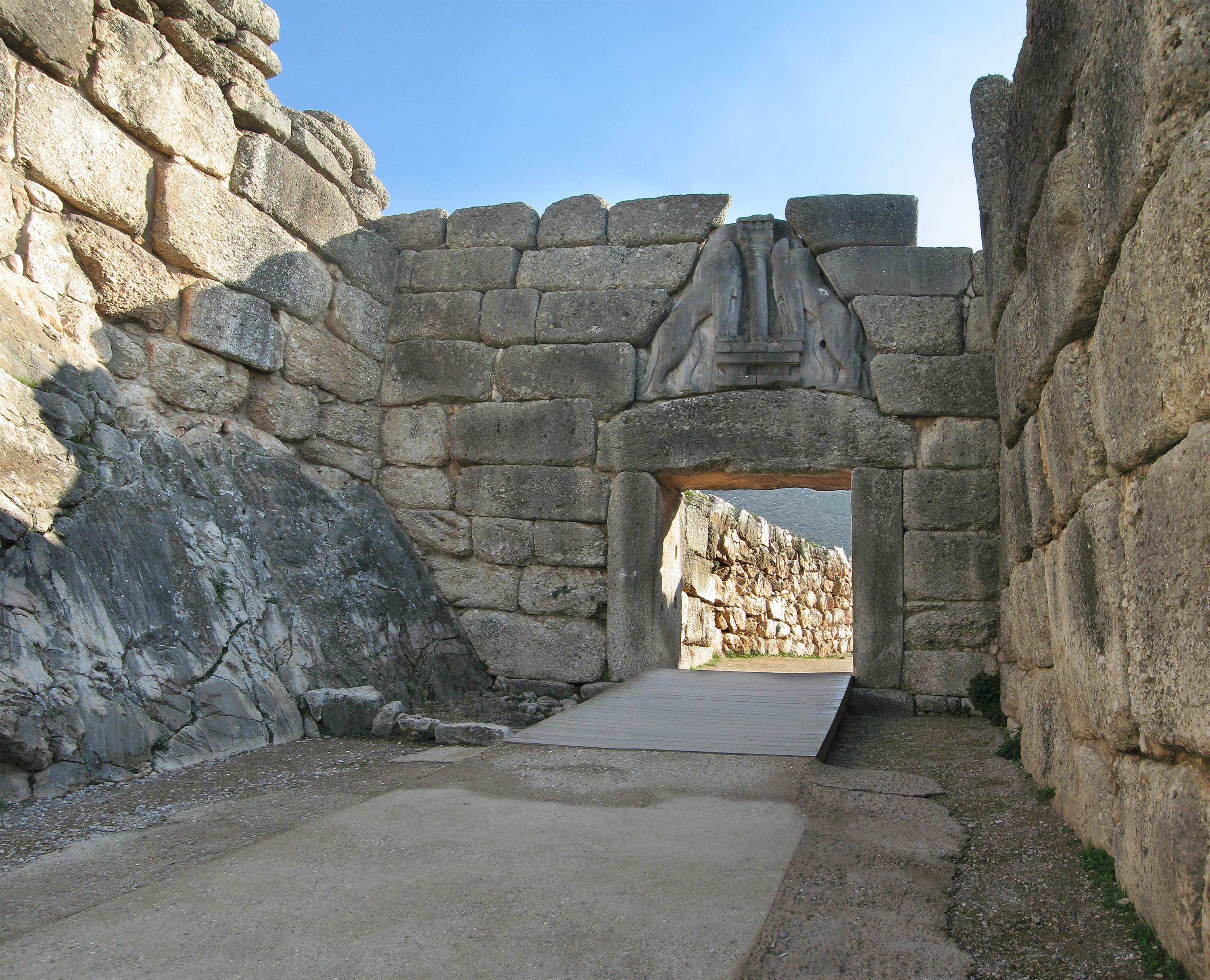
La Porta dei Leoni a Micene, nel Peloponneso

Principali resti archeologici dell'acropoli e il percorso del Peripatos:
1. Partenone
2. Antico tempio di Atena Poliàs
3. Eretteo
4. Statua di Atena Promachos
5. Propilei
6. Tempio di Atena Nike
7. Santuario di Egeo
8. Santuario di Artemide Brauronia o Brauroneion
9. Calcoteca
10. Pandroseion
11. Arrephorion
12. Altare di Atena Poliàs
13. Santuario di Zeus Polieus
14. Santuario di Pandion
15. Odeo di Erode Attico
16. Stoà di Eumene
17. Santuario di Asclepio o Asclepieion
18. Teatro di Dioniso
19. Odeo di Pericle
20. Santuario di Dioniso
21. Fonte micenea[153]
22. Peripatos
23. Klepsydra[154]
24. Grotte di Apollo Hypoakraios, Pan e Zeus Olimpio[155]
25. Santuario di Afrodite ed Eros[156]
26. Iscrizione del Peripatos
27. Grotta di Aglauro (Aglaureion)
28. Via Panatenaica

- Sito archeologico di Braurone
- Necropoli di Ceramico (Atene)
- Porta di Dipylon (Atene)
- Porto di Eezioneia (Il Pireo)
- Monumento di Filopappo (Atene)
- Agía Triáda (Festo)
- Città di Cnosso
- Gortina (Creta)
- Gournia (Ierapetra)
- Kommos (Festo)
- Magasa (Itanos)
- Necropoli di Armeni
- Paleocastro (Creta)
- Psychro (Lasithi)
- Akrotiri (Santorini)
- Isola di Delo
- Isola di Lesbo
- Heraion (Samo)
- Dodona (comune di Dodoni)
- Anfipoli
- Filippi
- Acropoli di Sparta con tempio di Atena
- Santuario dei Grandi Dei di Samotracia (isola di Samotracia)
- Roccaforte di Acrocorinto (Corinto)
- Tempio di Apollo di Corinto
- Cencrea (Corinto)
- Rocca Cadmea (Tebe)
- Sito archeologico di Epidauro con teatro ellenistico
- Heraion di Argo
- Heraion di Olimpia
- Palestra a Olimpia
- Porta dei Leoni (Micene)
- Tomba di Agamennone (Micene)
- Pilo
- Tempio di Atena Alea (Tegea)
- Sito archeologico di Delfi
- Tirinto
- Cheronea

### Architetture della Grecia in generale
- Zappeion (Atene)
- Palazzo presidenziale (Atene)
- Accademia moderna di Atene

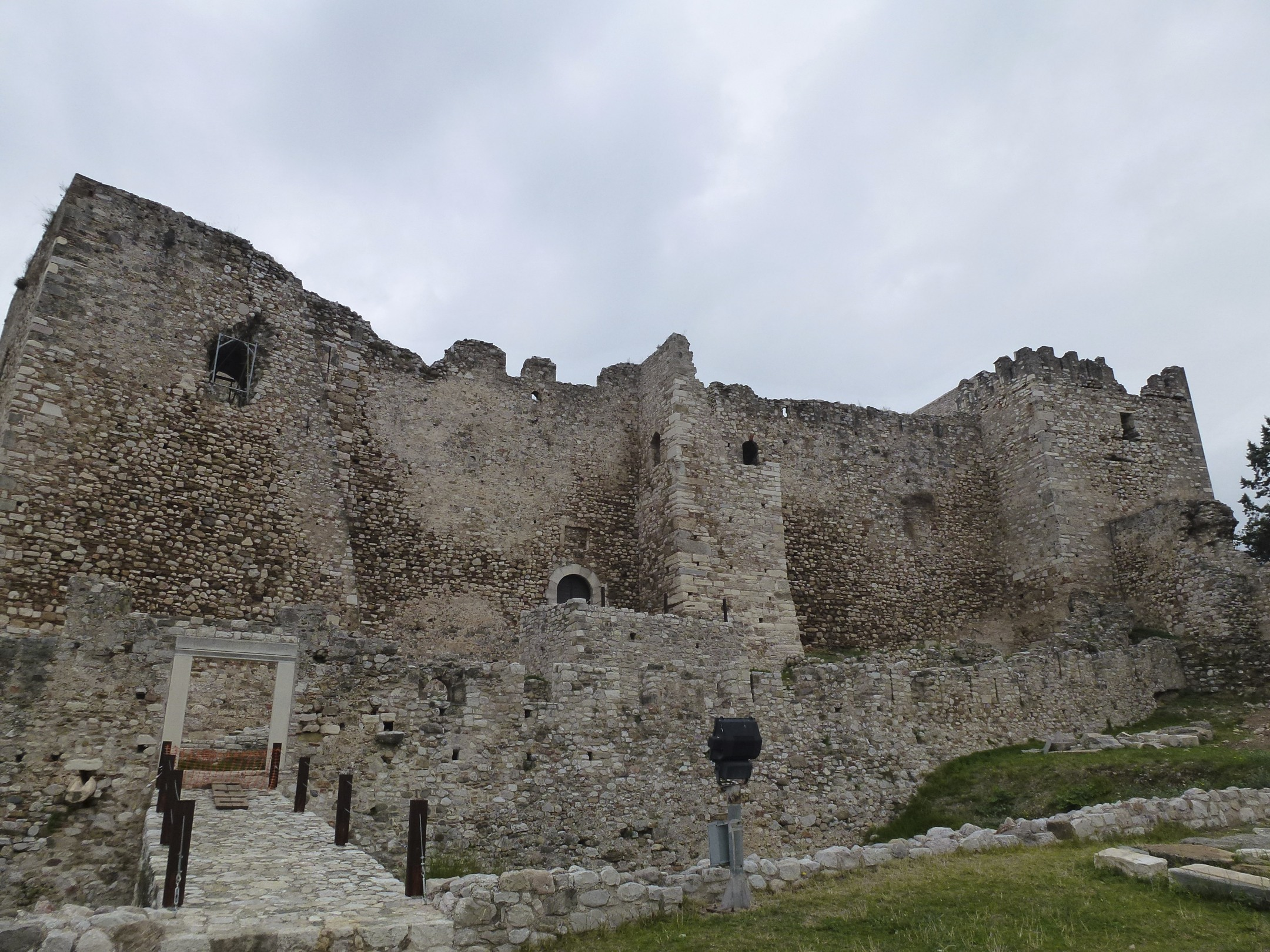
Fortezza bizantina di Patrasso

- Teatro nazionale della Grecia (Atene)
- Museo dell'Acropoli
- Museo archeologico nazionale di Atene
- Ponte Rion Antirion (Patrasso)
- Fortezza Bizantina di Patrasso
- Roccaforte bizantina di Acrocorinto

### Architetture religiose (cristiano-ortodosse)

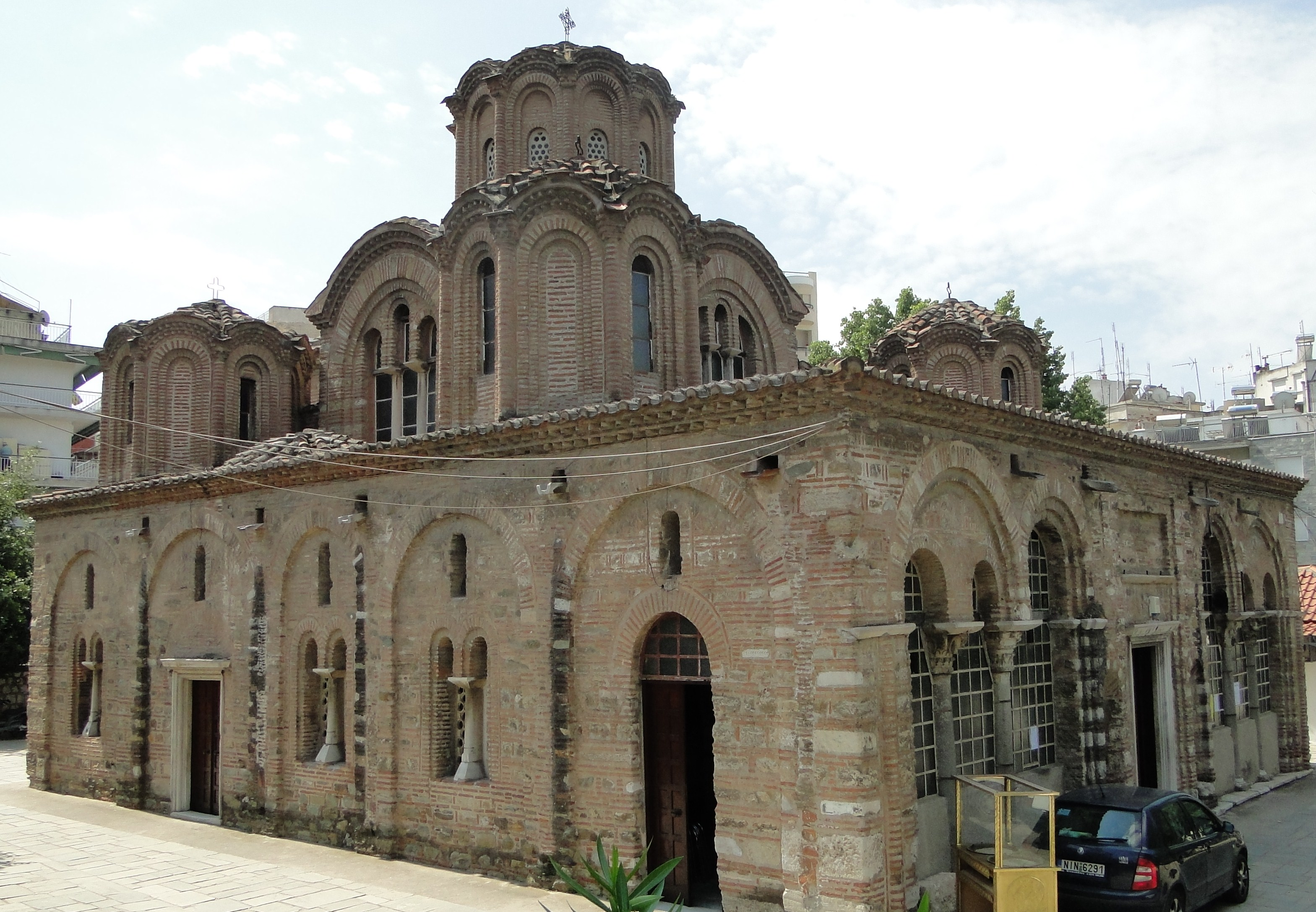
Chiesa degli Apostoli (Salonicco)

- Cattedrale metropolitana dell'Annunciazione (Atene)
- Cattedrale di San Dionigi l'Areopagita (Atene)
- Basilica di Sant'Andrea Apostolo (Patrasso)
- Cattedrale di San Paolo (Corinto)
- Chiesa dei Santi Apostoli (Salonicco)
- Chiesa di San Demetrio (Salonicco)
- Basilica di Santa Sofia (Salonicco)
- Cattedrale di San Basilio (Tripoli)
- Cattedrale di San Nicola (Volo)

### Architetture romane (Salonicco)
- Arco di Galerio (Salonicco)
- Circo romano di Tessalonica
- Agorà romana Las Incantadas

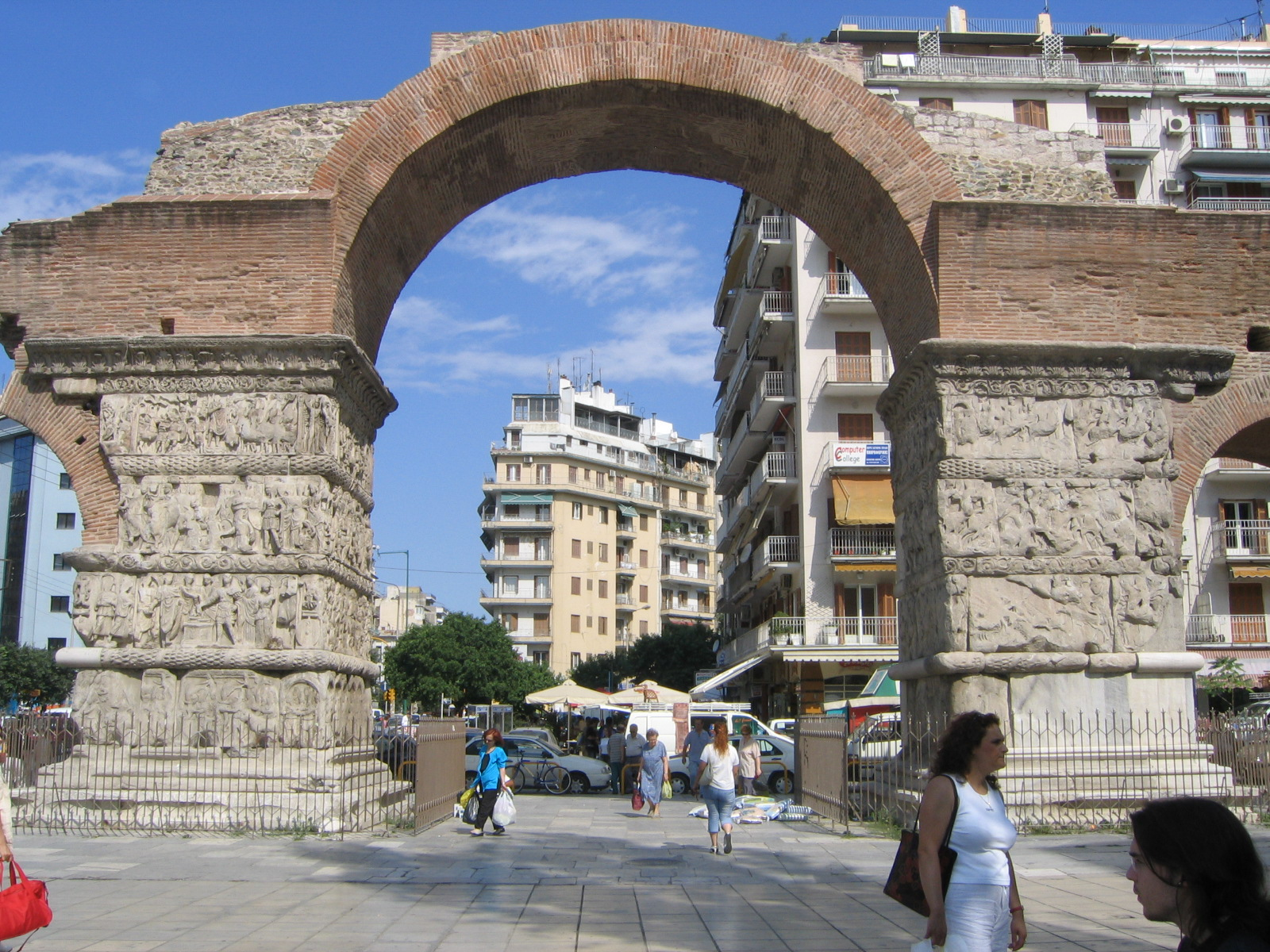
Arco di Galerio

- Palazzo imperiale romano di Tessalonica
- Torre Bianca di Salonicco

## Ordinamento dello Stato
L'ordinamento dello Stato greco è quello di una repubblica parlamentare.

### Suddivisioni amministrative
In seguito alla riforma amministrativa entrata in vigore il 1º gennaio 2011 denominata riforma Kallikratis la suddivisione amministrativa della Grecia è la seguente:
1. al primo livello vi sono tredici periferie (in greco: periféries, περιφέρειες) guidate da un Governatore (in greco: periferiárchis περιφερειάρχης) e un consiglio regionale (in greco: periferiakó symvúlio, περιφερειακό συμβούλιο); la preesistente suddivisione delle regioni in 54 prefetture è stata abolita, le prefetture permangono solo per l'assegnazione dei seggi in consiglio regionale;
2. al secondo livello sono state costituite 74 unità periferiche (in greco: periferiakés enótites, περιφερειακές ενότητες, singolare periferiakí enótita, περιφερειακή ενότητα);
3. al terzo livello vi sono i comuni che sono stati ridotti da 1 033 a 325.

Di seguito si riportano le tredici periferie:
| 1. Attica 2. Grecia Centrale 3. Macedonia Centrale 4. Creta 5. Macedonia Orientale e Tracia 6. Epiro 7. Isole Ionie 8. Egeo Settentrionale 9. Peloponneso 10. Egeo Meridionale 11. Tessaglia 12. Grecia Occidentale 13. Macedonia Occidentale |

Le periferie sono raggruppate in sette diocesi per soli fini di decentramento e rappresentanza governativa.
La regione autonoma di Monte Athos è una regione monastica sotto la sovranità greca.
Prima del 1997, anno della riforma Kapodistrias la struttura di enti amministrativi territoriali della Grecia era caratterizzata da 5 775 autorità locali: 457 demoi e 5 318 koinotetes, suddivisi in 12 817 località (oikosmoi).

### Città principali

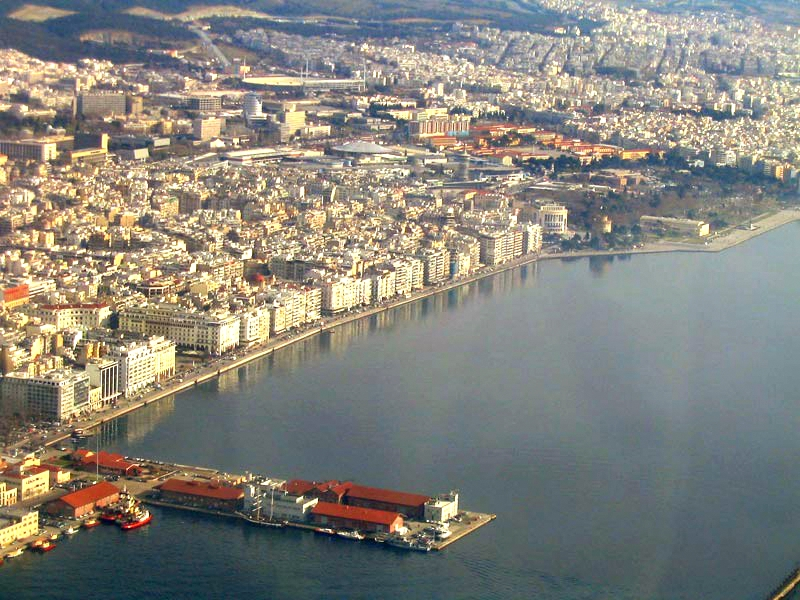
La città di Salonicco, importante centro industriale, portuale ed economico

Elenco delle dieci maggiori città greche per numero di abitanti:
| Pos. | Nome città | Periferia di appartenenza | Popolazione comune | Popolazione area urbana |
| ---- | ---------- | ------------------------- | ------------------ | ----------------------- |
| 1    | Atene      | Attica                    | 789 166            | 4 013 368               |
| 2    | Salonicco  | Macedonia Centrale        | 397 156            | 995 766                 |
| 3    | Patrasso   | Grecia Occidentale        | 210 494            | –                       |
| 4    | Il Pireo   | Attica                    | 181 933            | Area urbana di Atene    |
| 5    | Candia     | Creta                     | 163 155            | –                       |
| 6    | Peristeri  | Attica                    | 146 743            | Area urbana di Atene    |
| 7    | Larissa    | Tessaglia                 | 145 981            | –                       |
| 8    | Volo       | Tessaglia                 | 142 923            | –                       |
| 9    | Kallithea  | Attica                    | 115 150            | Area urbana di Atene    |
| 10   | Nikaia     | Attica                    | 111 220            | Area urbana di Atene    |

### Istituzioni

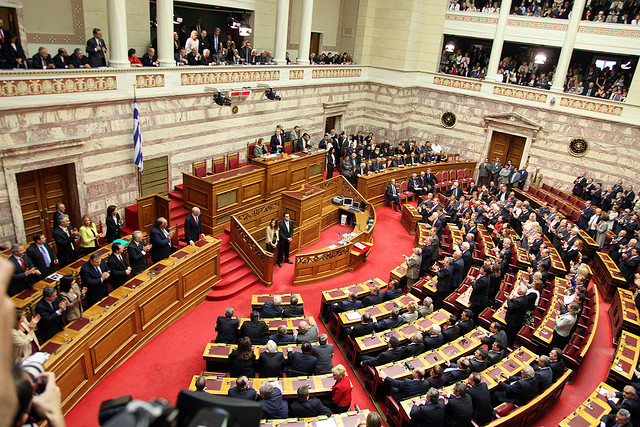
Il Parlamento Ellenico

La Grecia è una repubblica parlamentare in base al referendum dell'8 dicembre 1974. La Costituzione adottata l'11 giugno 1975, emendata nel marzo 1986, nella primavera del 2001 e successivamente nel 2008, include specifiche garanzie delle libertà civili.
Il Presidente della Repubblica (Πρόεδρος της Ελληνικής Δημοκρατίας) è scelto da una maggioranza qualificata del Parlamento per un mandato di cinque anni rinnovabili una seconda volta, ed è formalmente il Capo di Stato. Tuttavia, è il Primo ministro con il suo governo che svolge il ruolo centrale nel processo politico, mentre il presidente svolge funzioni governative molto limitate, oltre che le funzioni cerimoniali e di rappresentanza.
I greci eleggono i 300 membri del Parlamento monocamerale del Paese (Vouli ton Ellinon) con suffragio universale e scrutinio elettorale segreto dai maggiorenni di 18 anni d'ambo i sessi; per un massimo di quattro anni, ma le elezioni possono accadere a intervalli più frequenti. La Grecia usa un complesso sistema elettorale a rappresentanza proporzionale rinforzato che prevede uno sbarramento al 3%, che svantaggia i partiti minori specialmente il secondo partito alle elezioni e si accerta che il partito che vince nel voto nazionale avrà una forte maggioranza nel Parlamento. Un partito deve quindi ricevere il 3% del voto nazionale totale per guadagnare il diritto alla rappresentanza parlamentare.
Le politiche parlamentari greche muniscono il principio del dedilomeni, cioè della "riservatezza dichiarata" del Parlamento al Primo ministro e della sua gestione. Ciò significa che il Presidente della Repubblica è limitato nella nomina del Primo ministro a una persona che sarà approvata dalla maggioranza dei membri del parlamento (cioè 151 voti). Con l'attuale sistema elettorale, è il capo del partito che ha vinto le elezioni parlamentari, a essere nominato Primo ministro. Un'amministrazione può, in qualunque momento, chiedere "un voto di riservatezza"; per contro, un certo numero di membri del Parlamento può chiedere quello che è un voto di "rimprovero". Entrambi sono casi rari con i risultati solitamente prevedibili, poiché votare fuori della linea di partito accade molto raramente.
Prima donna ad assumere la carica di Primo ministro in Grecia fu Vasilikī Thanou-Christofilou (27 agosto - 21 settembre 2015).

### Costituzione
La Costituzione della Grecia è entrata in vigore l'11 giugno 1975, dopo la caduta della Dittatura dei colonnelli nel 1974.

### Sistema scolastico e Università
La prima università istituita nella Grecia moderna risale al 3 maggio 1837 con la fondazione dell'Università Nazionale Capodistriana di Atene, chiamata così in onore del primo presidente della Grecia indipendente, Giovanni Capodistria; venne istituita da re Ottone di Grecia e da Ioannis Dompolis.

### Forze militari e servizi segreti
Le Forze armate greche consistono in:
- Esercito (in greco Ελληνικός Στρατός, Ellinikós Stratós)
- Marina militare (in greco Ελληνικό Πολεμικό Ναυτικό, Elliniko Polemikó Navtikó)
- Aeronautica militare (in greco Ελληνική Πολεμική Αεροπορία, Polemikí Aeroporía)

Inoltre, la Grecia possiede anche una Guardia costiera (in greco Λιμενικό Σώμα − Ελληνική Ακτοφυλακή, Limenikó Sóma − Ellinikí Aktofilakí), amministrata dal Ministero della marina mercantile (Υπουργείο Εμπορικής Ναυτιλίας), finalizzata all'applicazione della legge di navigazione marittima, alla ricerca e soccorso e alla regolamentazione delle operazioni portuali.
La Grecia prevede un servizio militare obbligatorio universale per i maschi, mentre le femmine sono esenti ma possono comunque essere arruolate volontariamente. Al 2009, il servizio militare obbligatorio è di nove mesi per i cittadini di sesso maschile di età compresa tra 19 e 45 anni. Inoltre, tra i maschi greci di età compresa tra 18 e 60 anni che vivono in aree strategicamente sensibili potrebbero essere chiamati a servire nella Guardia Nazionale, tuttavia l'orientamento è di creare un esercito di soli professionisti e di ridurre il servizio militare obbligatorio o abolirlo completamente.
Come membro della NATO, i militari greci partecipano a esercitazioni e spiegamenti sotto l'egida dell'Alleanza. La Grecia spende oltre 7 miliardi di dollari ogni anno per il suo esercito o 2,3% del PIL, il 24º più alto del mondo.
Il Presidente della Repubblica è il comandante in capo delle forze armate e presiede il consiglio di difesa (in greco, Συμβούλιο Άμυνας) (ΣΑΜ). L'autorità civile per le forze armate greche è il Ministero della difesa nazionale (in greco, Υπουργός Εθνικής Άμυνας) (Υ.ΕΘ.Α.).
Il servizio segreto Nazionale Ellenico (EYP) (greco: Ethnikí Ypiresía Pliroforíon, Εθνική Υπηρεσία Πληροφορίων, ΕΥΠ) è il servizio segreto nazionale greco. Le relative sedi sono situate ad Atene.

### Legge e giustizia
In Grecia la magistratura è indipendente dal potere esecutivo e legislativo e comprende tre Corti Supreme: la Corte di Cassazione (Άρειος Πάγος, ovvero "Areopago"), il Consiglio di Stato (Συμβούλιο της Επικρατείας) e la Corte dei conti (Ελεγκτικό Συνέδριο). Il sistema giudiziario è quindi composto da tribunali civili, con giudici civili e penali, e il tribunale amministrativo, che compete per le controversie tra i cittadini e le autorità amministrative greche.
La "Polizia Ellenica" (in greco: Ελληνική Αστυνομία) è la forza di polizia nazionale del Paese. Si tratta di una grande agenzia le cui competenze vanno dal controllo del traffico stradale alla lotta al terrorismo. È stata istituita nel 1984, ai sensi della legge 1481/1-10-1984 come il risultato della fusione della Gendarmeria (Χωροφυλακή, Chorofilakí) e della polizia cittadina (Αστυνομία Πόλεων, Astynomía Póleon).

### Servizio sanitario
La Grecia garantisce ai propri abitanti un'assistenza sanitaria universale. In un rapporto del 2000 stilato dall'Organizzazione Mondiale della Sanità, il suo sistema sanitario si era classificato al 14º posto su 191 paesi presi in esame. Nel 2013, un report di Save the Children la Grecia si era classificata in 19ª posizione (su 176 paesi censiti) per la situazione delle madri e dei neonati. Nel 2010 vi erano 138 ospedali con 31 000 posti letto nel paese. Nel 2007, la spesa sanitaria del paese espressa in percentuale del PIL si è attestata sul 9,6%, un dato di poco superiore alla media dell'OCSE registrata nel 2011 e che era del 9,5%. Il paese ha il maggior rapporto di medici/popolazione tra tutti i paesi OCSE.
L'aspettativa di vita in Grecia è 80,3 anni, al di sopra della media OCSE che è del 79,5 ed è tra le più alte del mondo. L'isola di Icaria ha la più alta percentuale di persone con un'età maggiore di 90 anni di tutto il mondo; circa il 33% degli isolani arriva o supera questa età. L'autore di Zona blu ha scritto un articolo sul New York Times circa la longevità degli icariani con il titolo L'isola dove le persone dimenticano di morire.
Il rapporto 2011 dell'OCSE ha dimostrato che la Grecia ha avuto la più alta percentuale di adulti fumatori rispetto ai 34 membri dell'OCSE. Il tasso di obesità del paese è del 18,1%, che è al di sopra della media OCSE del 15,1%, ma notevolmente inferiore a quello americano che si attesta al 27,7%. Nel 2008, la Grecia ha avuto il più alto tasso di buona salute percepita all'interno dell'OCSE al 98,5%. La mortalità infantile è una delle più basse nel mondo sviluppato, con un tasso di 3,1 morti ogni 1 000 nati vivi.

### Bandiera
La bandiera greca è composta, secondo la legge greca, da nove strisce orizzontali di dimensioni uguali, dove i colori che si alternano sono ciano (partendo dall'alto) e bianco, con una croce greca bianca su sfondo ciano nell'angolo in alto a sinistra.
La croce rappresenta la fede cristiana del Paese, mentre le nove strisce rappresentano le sillabe del motto dello Stato Ellenico: Έλευθερία ή Θάνατος, ovvero "Libertà o morte".
La bandiera odierna è in uso fin dal 1822, l'anno dopo l'inizio della guerra d'indipendenza dal dominio ottomano. Spesso era anche usata una bandiera con la sola croce bianca a tutto campo su sfondo azzurro (quindi senza strisce), che è stata a tratti anche bandiera ufficiale fino al 1978, quando è stata dichiarata unica bandiera ufficiale quella con le nove strisce.
Le origini dei colori bianco e azzurro sono controverse: c'è chi li fa risalire ai colori dello stemma della regione tedesca della Baviera (il primo re di Grecia, Ottone I di Grecia era infatti bavarese), chi invece pensa più semplicemente che sia un riferimento all'azzurro del mare e del cielo e al bianco della schiuma delle onde, simbolo dell'importanza del mare per la Grecia. Inoltre già dal 1769, e durante la guerra d'indipendenza veniva usata, fra le varie bandiere dei rivoluzionari, una bandiera con croce blu su fondo bianco, come visibile anche in un dipinto di Vryzakis del 1865.

La bandiera della rivoluzione greca nel 1821
La bandiera greca 1822-1978
La bandiera greca dal 1978 a oggi

## Politica
- Re di Grecia
- Presidenti della Grecia
- Primi ministri della Grecia

### Politica interna
La Grecia ha un sistema multipartitico, nelle elezioni 2012 dominato da tre coalizioni o partiti politici che sono:
- Nuova democrazia (greco: Νέα Δημοκρατία) - ND (Destra conservatrice), attualmente (2012) al 29,6%;
- Coalizione della Sinistra Radicale, SYRIZA (greco: Συνασπισμός Ριζοσπαστικής Αριστεράς, ΣΥΡΙΖΑ), (Sinistra Radicale), attualmente (2012) al 26,9%;
- Movimento Socialista Panellenico (greco: Πανελλήνιο Σοσιαλιστικό Κίνημα) - PA.SO.K.(Socialisti), attualmente (2012) al 12,3%.

Altri partiti presenti attualmente in parlamento (o nel parlamento europeo):
- Coalizione della sinistra, dei Movimenti e dell'Ecologia (greco: Συνασπισμός) - SYN (Partito di Sinistra);
- Partito Comunista di Grecia (in greco Κομμουνιστικό Κόμμα Ελλαδας) - KKE (Partito Comunista);
- Raggruppamento popolare ortodosso (greco: Λαϊκός Ορθόδοξος Συναγερμός) - LA.O.S., partito di destra;
- Alba Dorata (Λαϊκός Σύνδεσμος - Χρυσή Αυγή) o Aurora Dorata, partito di destra a orientamento fortemente nazionalista ed etnonazionalista.

Altri partiti: 
- Unione di Centro (Ένωση Κεντρώων) - EK (UC) (Centristi Socialdemocratici);
- Movimento socialdemocratico (Δημοκρατικό Κοινωνικό Κίνημα) - DI.K.KI. (Socialdemocratici);
- Ecologisti greci (Οικολόγοι Ελλάδας) - EG (Verdi);
- Verdi Ecologisti (Οικολόγοι Πράσινοι) - OP (Verdi);
- Marxisti-leninisti partito comunista di Grecia (Μαρξιστικό - Λενινιστικό Κομμουνιστικό Κόμμα Ελλάδας) - M-L KKE (Sinistra maoista);
- Fronte radicale di sinistra (greco: Μέτωπο Ριζοσπαστικής Αριστεράς)- ME.R.A. (Estrema Sinistra).

### Politica estera
ambasciate
     ambasciate in altre nazioni
     consolati generali
     uffici di rappresentanza
     nessuna rappresentanza
     Grecia

Legenda:
ambasciate
ambasciate in altre nazioni
consolati generali
uffici di rappresentanza
nessuna rappresentanza
Grecia

La politica estera della Grecia è condotta attraverso il Ministero degli Affari Esteri a cui sovraintende il ministro degli affari esteri. Il ministro attuale è Níkos Kotziás. Secondo il sito ufficiale, i principali obiettivi del Ministero degli Affari Esteri sono quelli di rappresentare la Grecia prima degli altri Stati e organizzazioni internazionali; di salvaguardare gli interessi dello Stato greco e dei suoi cittadini all'estero; promuovere la cultura greca; promozione relazioni più strette con i greci immigrati altrove; promuovere la cooperazione internazionale. Inoltre, la Grecia ha sviluppato una politica regionale per contribuire a promuovere la pace e la stabilità nei Balcani, nel Mediterraneo e nel Medio Oriente.
Il Ministero individua tre temi di particolare importanza per lo Stato greco: sfida ai turchi circa i diritti di sovranità greci del Mar Egeo e dello spazio aereo corrispondente; legittimità della Repubblica turca di Cipro del Nord relativa all'isola di Cipro e la controversia sulla denominazione della Macedonia dovuto al fatto che il piccolo paese balcanico condivide il nome con la regione più grande e la seconda più popolosa della Grecia.
La Grecia fa parte di numerose organizzazioni internazionali, tra cui il Consiglio d'Europa, l'Unione europea, l'Unione per il Mediterraneo e le Nazioni Unite, di cui è socio fondatore.

## Cultura

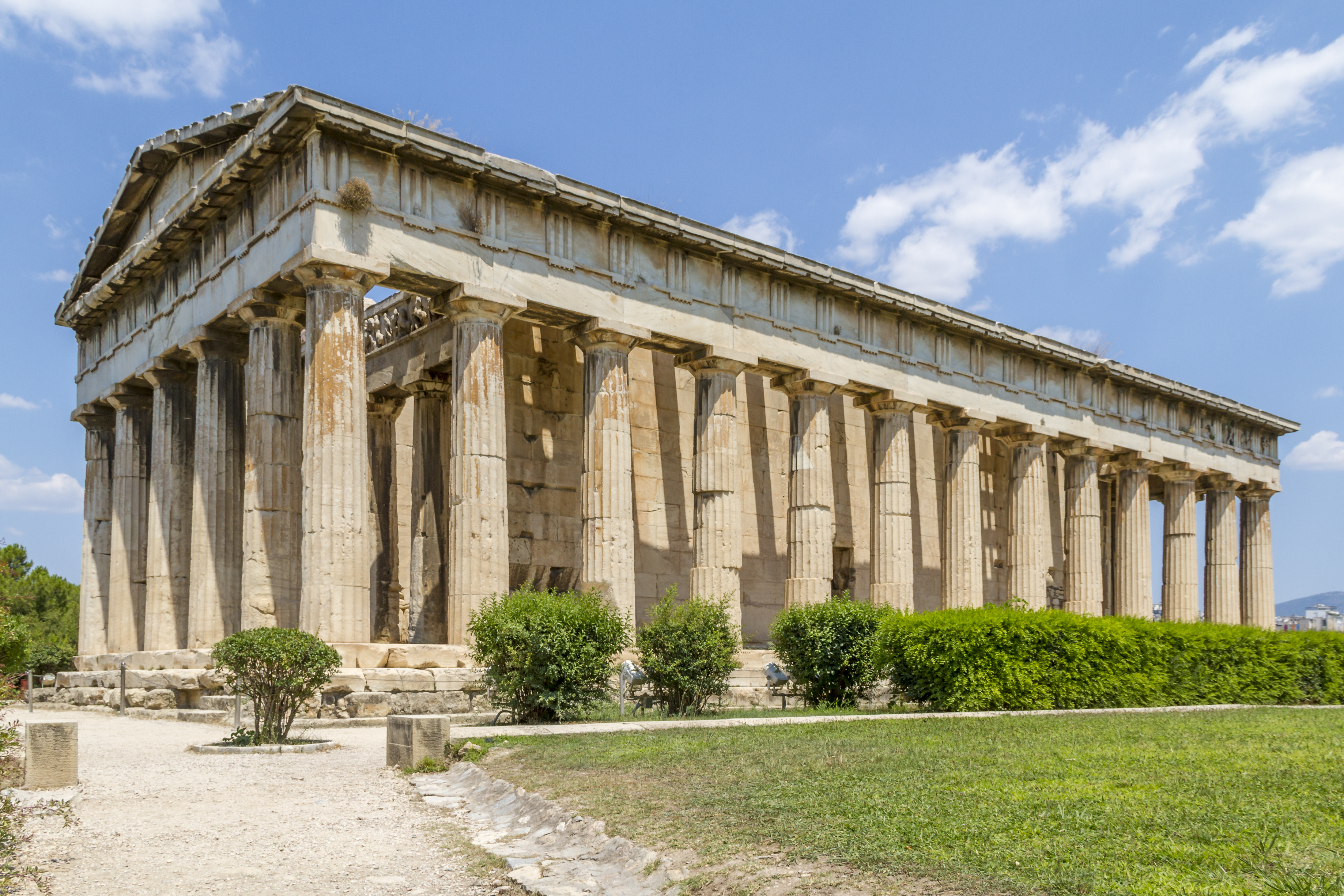
Il Tempio di Efesto ad Atene

La cultura della Grecia si è evoluta nel corso di migliaia di anni, a partire dall'epoca micenea e continuando soprattutto durante la Grecia classica, attraverso l'influenza dell'Impero romano e la sua continuazione orientale, ovvero l'Impero romano d'Oriente o Impero bizantino, passando da altre culture e nazioni, come l'Impero latino, gli Stati franchi, la Repubblica di Venezia, la Repubblica di Genova, l'Impero ottomano particolarmente e l'Impero britannico, che hanno lasciato la loro influenza sulla cultura greca moderna, anche se a seguito della guerra d'indipendenza greca è stata data vita a un'unica entità coesa partendo da una cultura etno-linguistica poliedrica.
Nei tempi antichi, la Grecia fu la culla della cultura occidentale. Le democrazie moderne utilizzano ancora molti istituti nati nella Grecia antica, come il governo del popolo, il processo con giuria e l'uguaglianza di ognuno davanti alla legge. Gli antichi Greci furono pionieri in molti campi del sapere umano, potendo vantare personaggi come Platone ed Arisotele, tra cui la filosofia, la geometria, la storia, la fisica e la matematica.. In questo senso Erodoto è considerato da molti il padre della storia, Archimede, il padre della matematica, Euclide, il padre della geometria, Ippocrate, il padre della medicina, Erofilo, il padre dell'anatomia, Socrate, il padre fondatore della filosofia occidentale Teofrasto, il padre della botanica,  della biologia e della zoologia, Eratostene di Cirene, il padre della geografia, Anassimandro,  il padre della cartografia, Ipparco di Nicea, il padre dell'astronomia scientifica. Gli antichi Greci introdussero, inoltre, importanti forme letterarie e la poesia epica e lirica, la tragedia e la commedia. Nella loro ricerca di ordine e proporzione, i Greci crearono un ideale di bellezza che ha fortemente influenzato l'arte occidentale.
In tempi più recenti, la Grecia fu scelta emblematicamente per dare il via ai primi Giochi olimpici dell'Era Moderna, inaugurati ad Atene il 6 aprile 1896, con l'importante contributo di Pierre de Coubertin: oggi questa data viene celebrata nel mondo con la Giornata internazionale dello sport per lo sviluppo e la pace.

### Arte
Un importante impatto culturale ha avuto sicuramente l'arte greca nel corso dei secoli.

#### Scultura greca
La scultura greca è probabilmente l'aspetto più conosciuto dell'arte greca, ciò è dovuto al maggior numero dei reperti archeologici pervenuti a oggi rispetto, ad esempio, a quelli della pittura che ha una minore resistenza dei materiali impiegati. Tuttavia, solo una piccola parte della produzione scultorea greca è giunta fino a noi. Molti dei capolavori descritti dalla letteratura antica sono ormai perduti, gravemente mutilati, o ci sono noti solo tramite copie di epoca romana. A partire dal Rinascimento, molte sculture sono inoltre state restaurate da artisti moderni, a volte alterando l'aspetto e il significato dell'opera originale.

### Patrimoni dell'umanità
L'importanza culturale della Grecia è testimoniata anche dalla presenza di numerosi siti iscritti nella lista dei patrimoni dell'umanità dell'UNESCO.

### Teatro

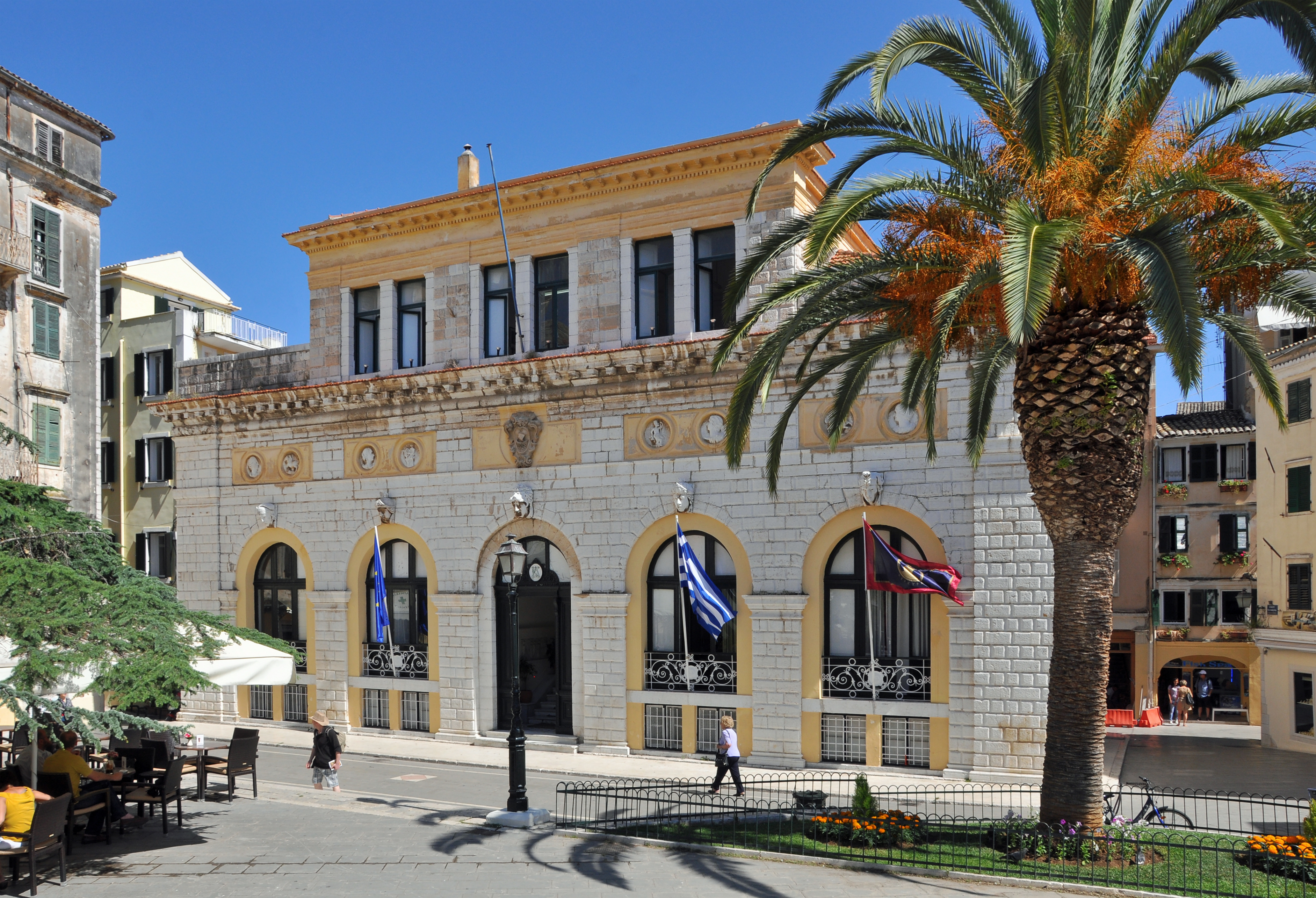
Il Nobile Teatro di San Giacomo di Corfù, il primo teatro e casa dell'opera della Grecia moderna

Il teatro nacque in Grecia. La polis di Atene, durante il periodo classico ottenne un significativo potere culturale, politico e militare e il suo centro aveva istituzionalizzato un festival chiamato Dionisie, in onore del dio Dioniso. In quel luogo emersero i tre generi teatrali: la tragedia (fine del VI secolo a.C.), la commedia (486 a.C.) e il dramma satiresco.
Durante il periodo bizantino, l'arte teatrale conobbe un periodo di decadimento. Secondo Marios Ploritis, l'unica forma che sopravvisse fu il teatro popolare (Mimos e Pantomimos), nonostante riscontrasse una certa ostilità dello Stato ufficiale. In seguito, durante il periodo ottomano, il Karagiozis emerse come la principale arte teatrale popolare. La rinascita del teatro greco si è avuta nella Creta sotto il dominio della Repubblica di Venezia. Tra i drammaturghi più importanti si possono ricordare Vitsentzos Kornaros e Georgios Chortatzis.
Il moderno teatro greco è nato dopo l'indipendenza greca, nei primi anni del XIX secolo e inizialmente fu influenzato da altre correnti e dal melodramma, come il teatro italiano. Il Nobile Teatro di San Giacomo di Corfù fu il primo teatro moderno del paese e qui si rappresentò la prima opera musicale greca, il candidato parlamentare di Spyridon Xyndas (sulla base di un libretto esclusivo greco). Tra la fine del XIX secolo e l'inizio del XX, la scena teatrale di Atene fu dominata da riviste, commedie musicali, operette e notturni, e drammaturghi di rilievo inclusi Spyridon Samaras, Dionysios Lavrangas, Teofrasto Sakellaridis e altri.
Il Teatro nazionale della Grecia fu fondato nel 1880. Importanti autori comprendono: Grīgorios Xenopoulos, Nikos Kazantzakis, Pantelis Horn, Alekos Sakellarios e Iakovos Kambanelis; mentre attori noti sono: Cibele Andrianou, Marika Kotopouli, Aimilios Veakis, Orestis Makris, Katina Paxinou, Manos Katrakis e Dimitris Horn. Registi significativi includono Dimitris Rontiris, Alexis Minotis e Karolos Koun .

### Filosofia

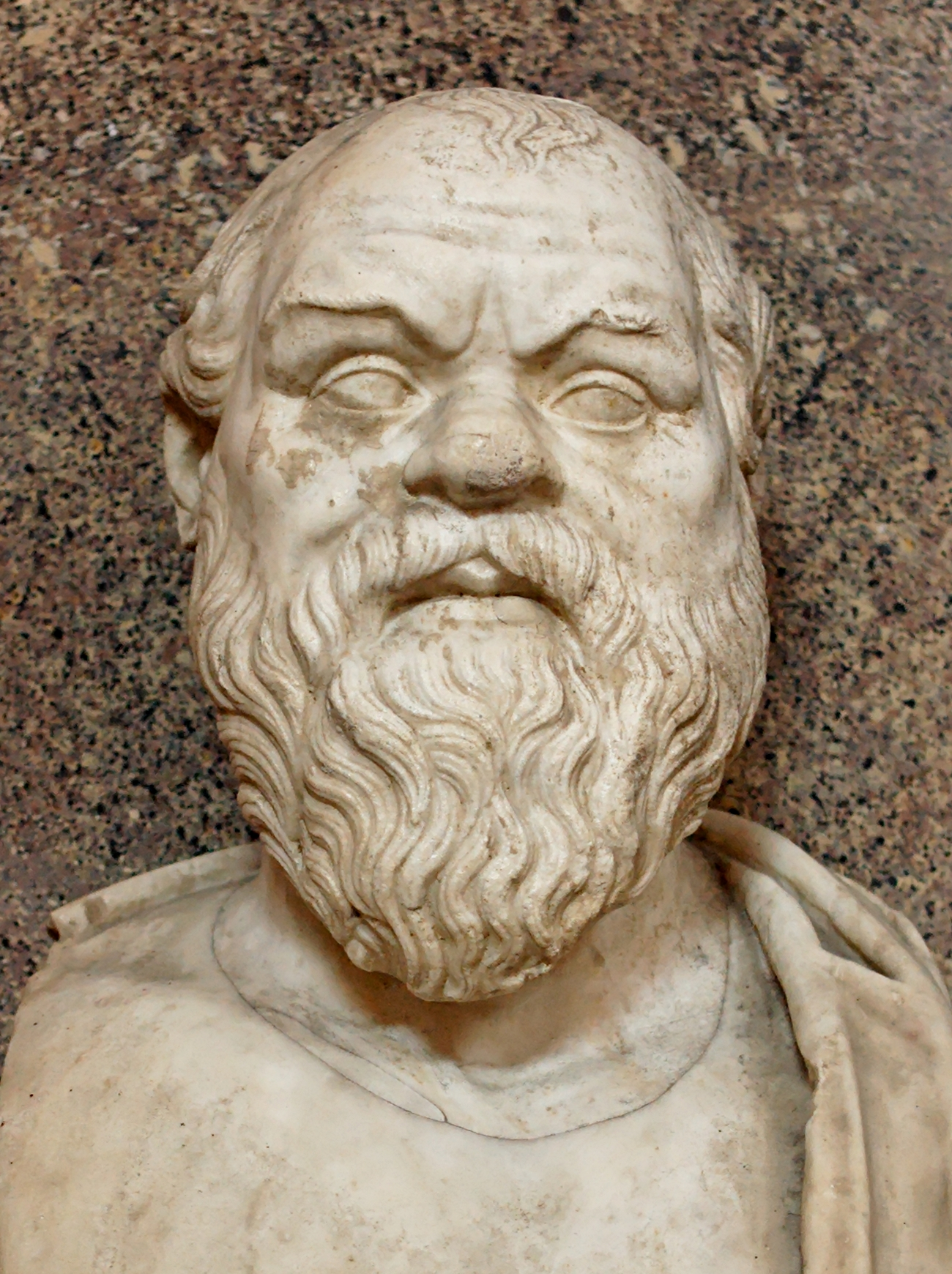
Busto di Socrate
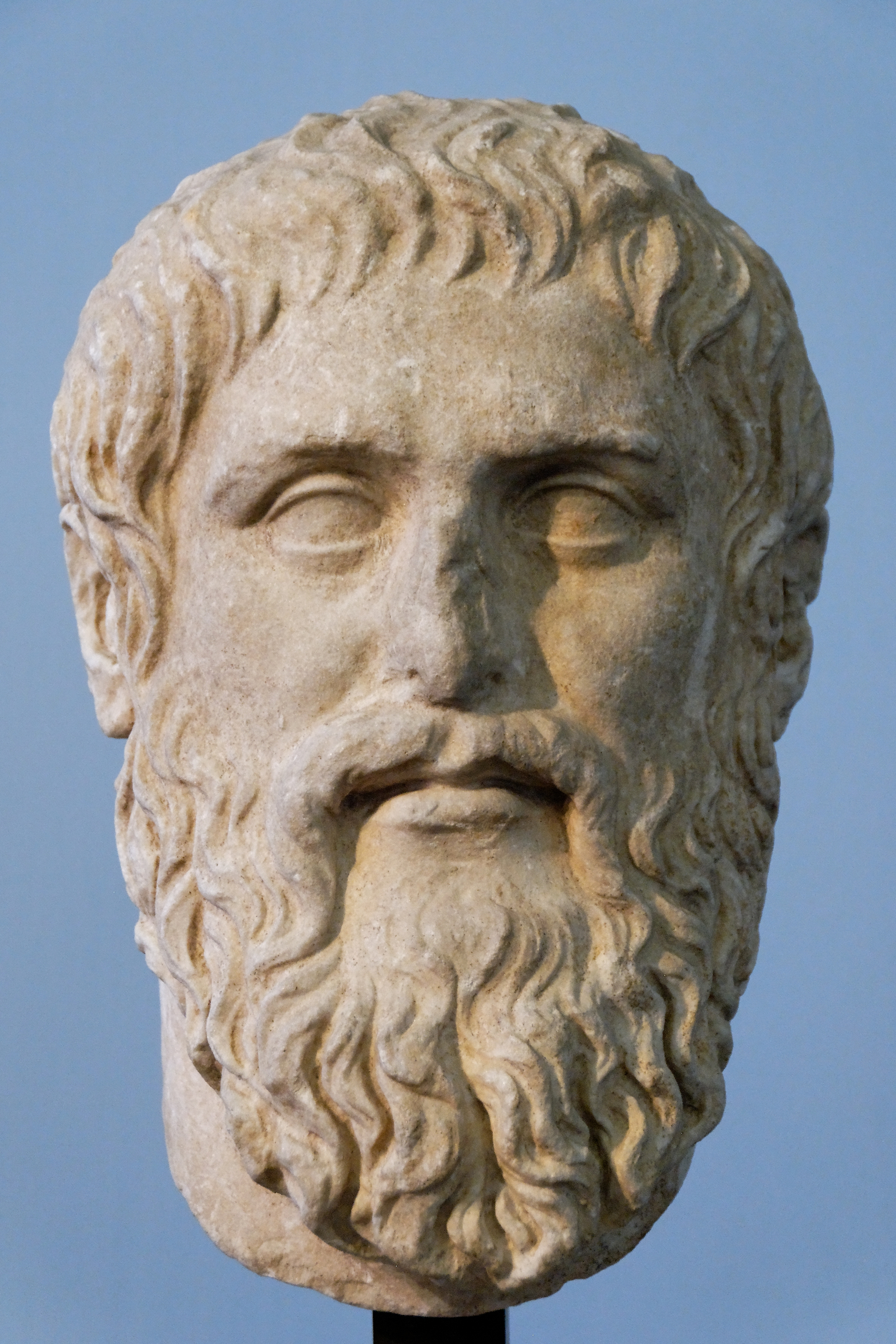
Busto di Platone
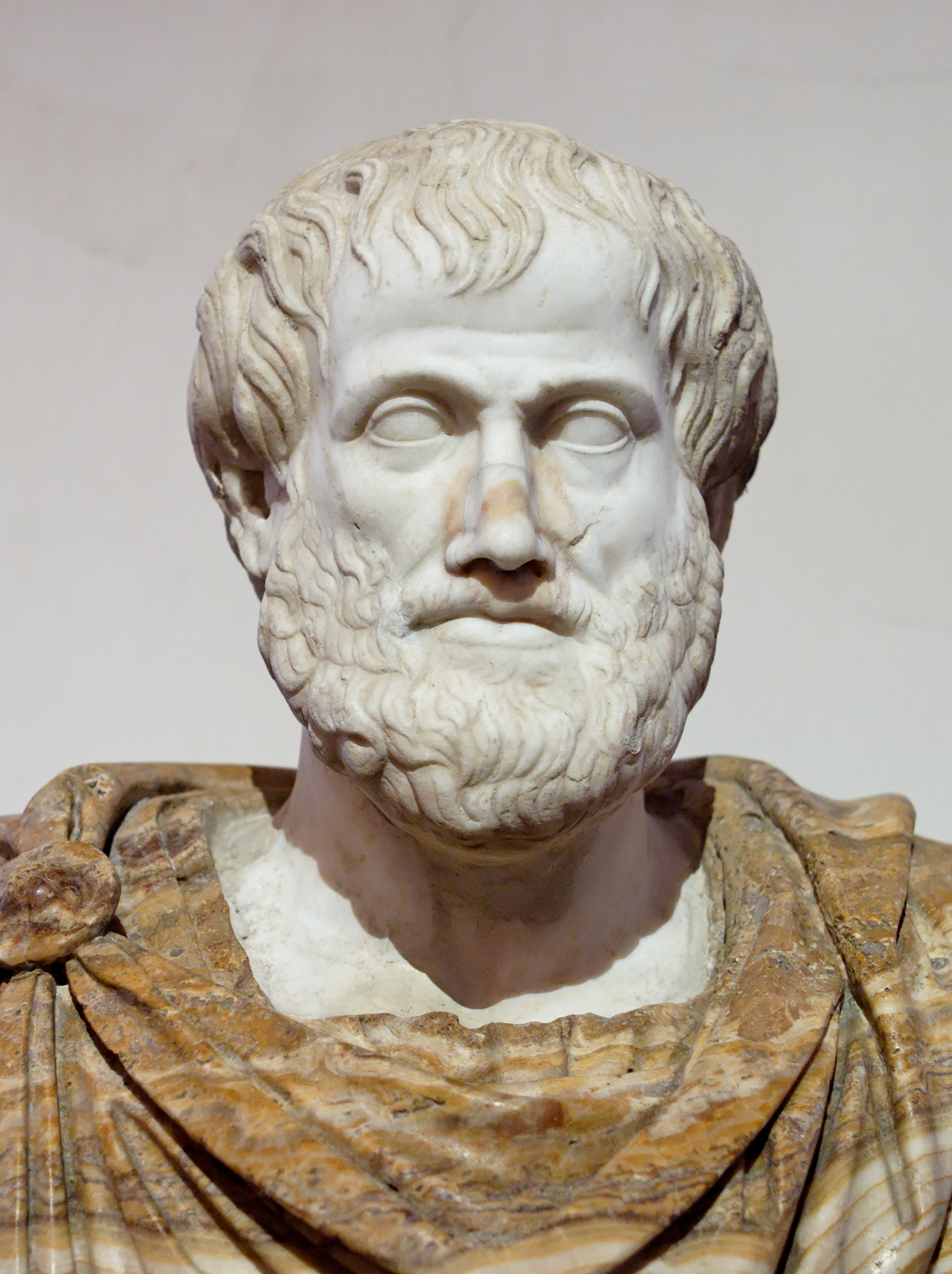
Busto di Aristotele

La maggior parte delle correnti filosofiche tradizionali occidentali sono nate nella Grecia del VI secolo a.C. I primi filosofi sono chiamati "presocratici", ovvero coloro che sono antecedenti a Socrate, i cui contributi segnarono una svolta nel pensiero occidentale. I presocratici vissero nella parte più occidentale della Grecia o nelle colonie orientali e solo pochi frammenti di scritti originali sono sopravvissuti e, in alcuni casi, solo una sola frase.
Una nuova stagione nella storia del pensiero filosofico è iniziata con Socrate. Come i sofisti, egli respinse interamente le speculazioni fisiche in cui i suoi predecessori avevano posto attenzione e fece dei pensieri e delle opinioni delle persone il suo punto di partenza. Molti aspetti del pensiero di Socrate sono stati uniti da Platone, che riuscì a combinarli in un'unità di un sistema globale.
Aristotele, il più importante discepolo di Platone, condivise con il suo insegnante il titolo del più grande filosofo dell'antichità. Ma mentre Platone aveva cercato di chiarire e spiegare le cose dal punto di vista sopra-sensuale delle forme, il suo allievo preferì iniziare dai fatti e dall'esperienza. Altre importati scuole filosofiche della filosofia greca furono lo stoicismo, l'epicureismo, lo scetticismo e il neoplatonismo.
Per filosofia bizantina ci si riferisce alle idee filosofiche distintive dei filosofi e studiosi dell'Impero bizantino, formulate soprattutto tra l'VIII e il XV secolo. Essa è stata caratterizzata da una visione cristiana del mondo ma attingendo da idee dai testi greci di Platone, Aristotele, e degli autori neoplatonici.
In epoca moderna, diafotismós (in greco: Διαφωτισμός, "illuminazione") è stato il termine che ha indicato l'illuminismo greco e le sue idee filosofiche e politiche. Alcuni rappresentanti di rilievo sono stati Adamantios Korais, Rigas Feraios e Theophilos Kairi.

### Letteratura

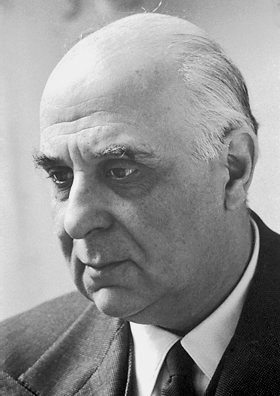
Giorgos Seferis, Premio Nobel per la Letteratura (1963)

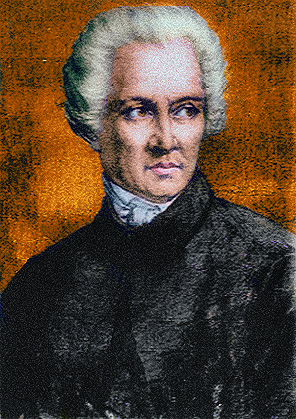
Dionysios Solomos.

La letteratura greca può essere suddivisa in tre categorie principali: letteratura greca antica, bizantina e moderna.
I due capisaldi iniziali della letteratura greca antica sono le monumentali opere di Omero: l'Iliade e l'Odissea. Anche se le date di composizione variano, si stima che essere furono scritte all'800 a.C. Nel periodo classico molti dei generi della letteratura occidentale assunsero importanza. La poesia lirica, le odi, le pastorali, le elegie, gli epigrammi; rappresentazioni drammatiche di commedia e tragedia; opere di storiografia, trattati retorici, dialettica e trattati filosofici, nacquero tutti in questo periodo. I due maggiori poeti lirici furono Saffo e Pindaro. L'era classica vide la nascita del dramma.
Tra le centinaia di tragedie scritte e rappresentante durante l'età classica, solo un numero limitato di opere teatrali di tre autori sono sopravvissute fino a noi, ovvero quelle di Eschilo, Sofocle ed Euripide. Delle commedie, le uniche opere che ci sono pervenute sono quelle di Aristofane e quelle di Menandro, mentre Erodoto e Tucidide sono due degli storici più autorevoli vissuti in questo periodo. La prosa è rappresentata principalmente dai lavori dei filosofi Platone e Aristotele.
Per letteratura bizantina ci si riferisce alla letteratura dell'Impero bizantino scritta in dialetto attico e in greco moderno, e rappresenta la vita intellettuale dei greci e in generale dei bizantini durante il Medioevo cristiano.
Con il termine letteratura greca moderna ci si riferisce alla letteratura scritta in greco moderno comune, stile che emerge dal tardo bizantino dell'XI secolo. Il poema cavalleresco Erotokritos, scritto in dialetto cretese è senza dubbio il capolavoro di questo periodo. Si tratta di una storia d'amore scritta intorno al 1600 da Vitsentzos Kornaros (1553-1613). Più tardi, durante il periodo dell'Illuminismo greco (Diafotismos), scrittori importanti come Adamantios Korais e Rigas Feraios anticiparono con le loro opere la rivoluzione greca del 1821-1830.
I principali esponenti letterari della Grecia moderna comprendono Dionysios Solomos, Andreas Kalvos, Angelos Sikelianos, Emmanouil Roidis, Kostis Palamas, Penelope Delta, Jannis Ritsos, Alexandros Papadiamantis, Nikos Kazantzakis, Andreas Embirikos, Kostas Karyotakis, Grīgorios Xenopoulos, Konstantinos Kavafis e Dīmītrios Vikelas. Due autori greci sono stati insigniti del Premio Nobel per la letteratura: Giorgos Seferis nel 1963 e Odysseas Elytīs nel 1979.

### Musica

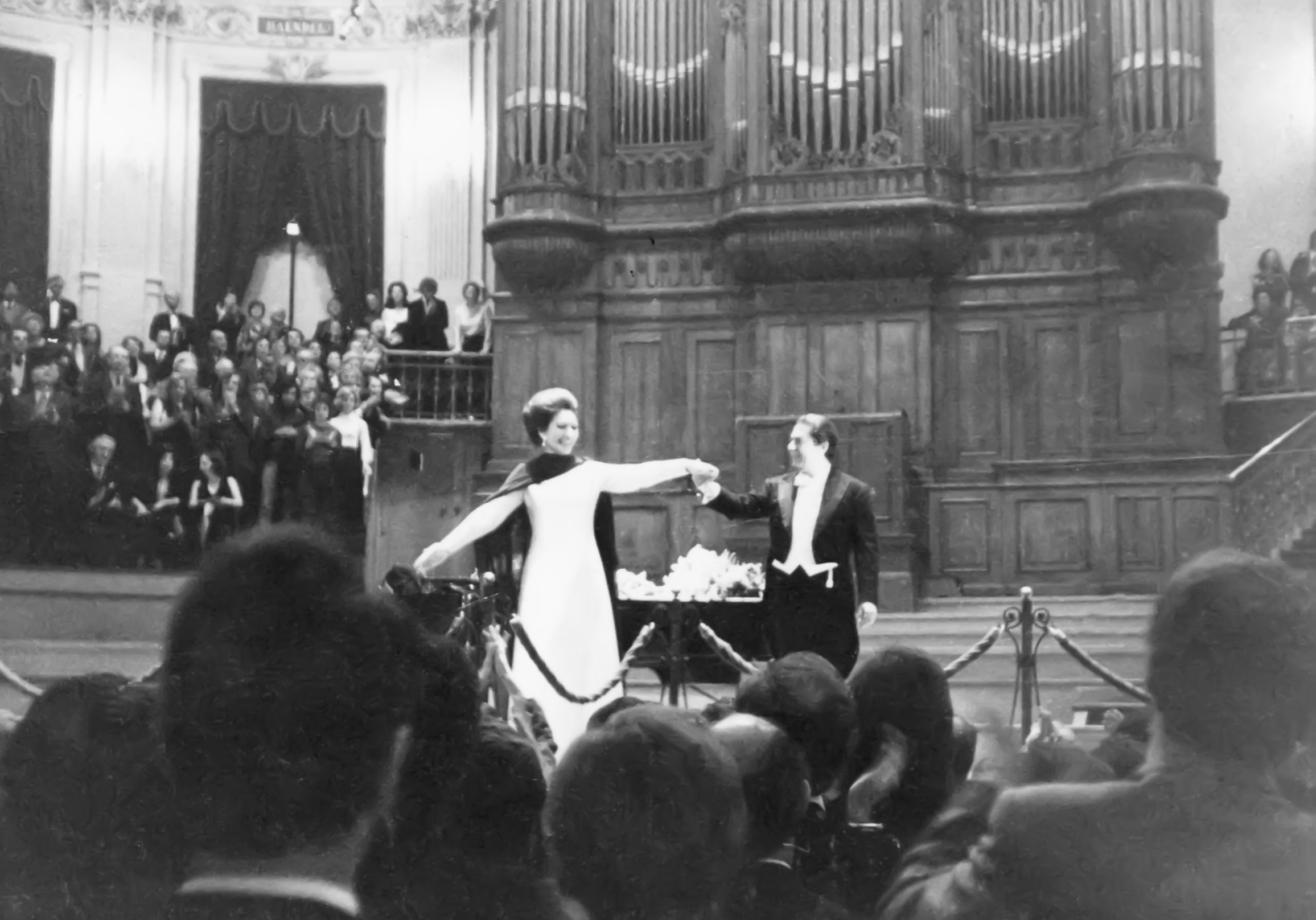
Maria Callas ad Amsterdam nel 1973, durante il suo ultimo tour

La musica nell'antica Grecia aveva notevole importanza nella società. Tra gli artisti e i gruppi musicali della Grecia moderna ci sono: il soprano Maria Callas, Nana Mouskouri, i gruppi rock degli anni sessanta-settanta Socrates Drank the Conium e Aphrodite's Child di cui facevano parte il compositore di musica elettronica Vangelis (Oscar per migliore colonna sonora nel 1982) e il cantante Demis Roussos. Sul fronte della canzone d'autore va ricordato Mikīs Theodōrakīs e in ambito power metal la band Firewind. La celebre cantante pop Marina and the Diamonds è di origine greca. Lo strumento più utilizzato nel paese è il bouzouki, anche famoso il baglamas, usato è anche l'oud. Questi strumenti musicali sono usati per eseguire melodie tradizionali, di influenza orientaleggiante e comune spesso all'area balcanica, e per accompagnare canti e balli popolari. Nella musica greca l'oud è stato introdotto dai turchi e dagli arabi.
Da menzionare, inoltre, il genere rebétiko (ρεμπέτικο, pl. rebétika, ρεμπέτικα), sviluppatosi a partire dall'inizio del XX secolo principalmente nelle aree urbane e suburbane di Atene - ma anche di Salonicco e altre città - e tuttora molto popolare, i cui esponenti principali furono, tra gli altri, Markos Vamvakaris (Μάρκος Βαμβακάρης), Vassilis Tsitsanis (Βασίλης Τσιτσάνης) e Giorgos Tzortzis (Γιώργος τζώρτζης); strumenti caratteristici sono il bouzouki, il baglamas e la chitarra. Un altro genere musicale sorto nel XX secolo è il laïkó.
Molto diffusa e apprezzata è anche la musica entechno (έντεχνο), sviluppatasi dagli anni 1950, che ai tradizionali bouzouki e baglamas affianca moderni strumenti; tra i primi autori bisogna citare Manos Hatzidakis (Μάνος Χατζιδάκις) e Mikīs Theodōrakīs (Μίκης Θεοδωράκης); alcuni tra i più importanti autori recenti sono invece Thanasis Papakonstantinou (Θανάσης Παπακωνσταντίνου), Sokratis Malamas (Σωκράτης Μάλαμας), Nikos Papazoglou (Νίκος Παπάζογλου). Tra gli altri cantanti affermatisi nel XXI secolo ricordiamo Helena Paparizou, Sakīs Rouvas e il gruppo musicale rock degli Aphrodite's Child, interpreti, tra l'altro, del singolo It's Five O'Clock (1969).

### Danza greca
Molto noto il sirtaki, danza popolare di origine greca. Il kalamatianos è una delle danze più apprezzate in Grecia.

### Cinema
Nel XX secolo, l'attrice e cantante Melina Merkouri (1920-1994), l'attrice Irene Papas (1926-2022) e il regista Theo Angelopoulos (1935-2012) sono stati attivi protagonisti del campo cinematografico, anche internazionale.
Tra i film che hanno avuto diversi riconoscimenti ricordiamo Zorba il greco (1964), del regista Michael Cacoyannis e L'eternità e un giorno, diretto da Theo Angelopoulos, vincitore all'unanimità della Palma d'oro al Festival di Cannes 1998. Inoltre ben cinque film greci sono stati candidati per l'Oscar al miglior film straniero, primo dei quali fu, nel 1963, Elettra, del regista Michael Cacoyannis.
Un altro regista noto è Vasilīs Geōrgiadīs che ha ricevuto due nomination al Premio Oscar nella categoria miglior film straniero, con Frine e le compagne, nel 1964, e Sangue sulla terra, nel 1966.
Negli ultimi anni si è affermato a livello internazionale il regista Yorgos Lanthimos, capace di riscuotere numerosi riconoscimenti agli Oscar e nei più importanti festival cinematografici europei.

### Scienze e tecnologia

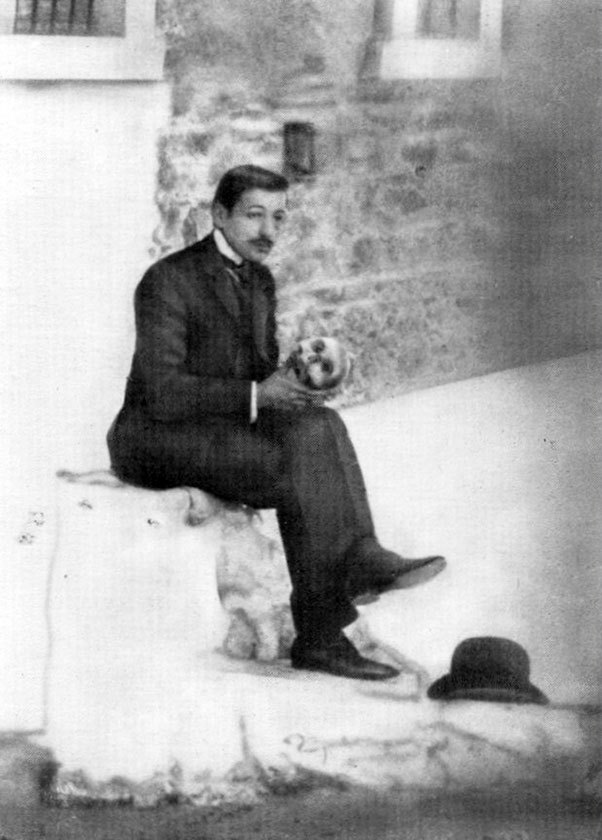
Georgios Papanicolaou.

Il Segretariato Generale per la Ricerca e la Tecnologia del ministero dello Sviluppo è responsabile della pianificazione, dell'implementazione e della supervisione circa la ricerca nazionale e la politica tecnologica. Nel 2003, la spesa pubblica per ricerca e sviluppo (R&S) ha ammontato a 456370000 € (con un aumento del 12,6% rispetto al 2002). La spesa totale, sia pubblica sia privata, per R&S in percentuale al PIL è aumentata in modo considerevole a partire dagli anni 1990, passando dallo 0,38% del 1989 allo 0,65% nel 2001.
Nonostante gli investimenti in ricerca e sviluppo della Grecia siano inferiori alla media UE, che si attesta all'1,93%, secondo uno studio basato su dati OCSE ed Eurostat, tra il 1990 e il 1998 il paese ha potuto vantare il terzo più alto incremento in Europa, dopo la Finlandia e l'Irlanda. Grazie alla sua posizione strategica, alla manodopera qualificata e alla stabilità politica ed economica, molte aziende multinazionali, come Ericsson, Siemens, Motorola e Coca-Cola hanno in Grecia importanti infrastrutture di ricerca e gestione.
In Grecia vi sono alcuni parchi tecnologici importanti, come il Parco Scientifico e Tecnologico di Creta (Heraklion), il Parco Tecnologico di Salonicco, il Parco Tecnologico Lavrio e Patrasso, il Parco Scientifico e Tecnologico di Epiro (Ioannina). Dal 2005, la Grecia è membro dell'Agenzia spaziale europea (ESA) mentre la cooperazione tra l'ESA e il Comitato Nazionale Spaziale Ellenico è iniziata nei primi anni del 1990. Nel 1994 la Grecia e l'ESA hanno firmato il loro primo accordo di cooperazione. Dopo aver chiesto ufficialmente la piena adesione nel 2003, la Grecia è diventata il 26º membro dell'agenzia spaziale il 16 marzo 2005. Come membro dell'ESA, la Grecia partecipa alle attività dell'agenzia nel campo delle telecomunicazioni e della tecnologia e a programmi per il monitoraggio globale dell'ambiente e per la sicurezza.
Al 2007, la Grecia godeva dell'ottava più alta percentuale di partecipazione all'istruzione terziaria nel mondo (con percentuali per le studentesse superiori rispetto ai colleghi maschi). Centinaia di migliaia di studenti greci emigrati frequentano università occidentali ogni anno, mentre le liste dei docenti delle principali università occidentali contengono un numero impressionante di nomi greci.
Scienziati della Grecia sono Dimitrios Galanos, Georgios Papanicolaou (inventore del Pap test, nel 1943), Nicholas Negroponte, Constantin Carathéodory (noto per il teorema di Carathéodory), Manolis Andronikos (a cui si deve la scoperta della tomba di Filippo II di Macedonia), Michael Dertouzos, John Argyris, Panagiotis Kondylis, John Iliopoulos (2007 premio Dirac), Joseph Sifakis (2007 Premio Turing, il "Premio Nobel" dell'Informatica), Christos Papadimitriou (2002 Premio Knuth), Mihalis Yannakakis (2005 Premio Knuth), Dimitri Nanopoulos e Hélène Ahrweiler.

#### La Grecia nello spazio
- 13 maggio 2003: viene lanciato Hellas-Sat 2, primo satellite della Grecia (realizzato congiuntamente con Cipro).[196]
- 18 aprile 2017: viene lanciato UPSat, il primo satellite prodotto interamente in Grecia.
- Theodore Yurchikhin – Grammatikopoulos, spesso considerato il primo cosmonauta greco[197].

### La prima ascensione del Monte Olimpo
La prima ascensione del Monte Olimpo, la montagna più alta della Grecia, avvenne il 2 agosto 1913, da parte del greco Christos Kakkalos e degli svizzeri Frederic Boissonas e Daniel Baud-Bovy.

## Sport

### Calcio

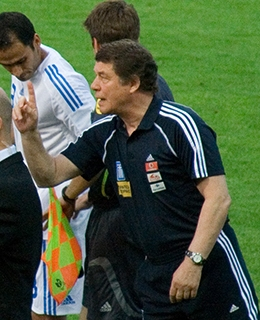
Otto Rehhagel, allenatore della Grecia dal 2001 al 2010

La Nazionale di calcio ellenica è stata, contro ogni pronostico, campione dell'Europeo svoltosi in Portogallo nel 2004. Nella scalata verso la vittoria i greci hanno sconfitto alcune delle favorite per la vittoria finale, come la Francia e il Portogallo. Nel 2014 sono approdati per la prima volta nella loro storia agli ottavi di finale di un Mondiale, raggiungendo così il miglior risultato di sempre in questa competizione. L'attuale capocannoniere della Nazionale ellenica è Nikos Anastopoulos, con 29 reti.

### Pallanuoto
Tra gli sport più praticati rientra anche la pallanuoto: la nazionale di pallanuoto femminile della Grecia ha conquistato un titolo mondiale nel campionato mondiale di Shanghai del 2011.

### Pallacanestro
Grande tradizione ha la Grecia nel basket. Sia la Nazionale sia vari club hanno vinto diversi trofei continentali.

### Giochi olimpici
La prima medaglia olimpica greca delle Olimpiadi moderne fu vinta da Leōnidas Pyrgos, nella scherma, che vinse la medaglia d'oro ai Giochi olimpici di Atene del 1896. E ancora da ricordare Spyridōn Louīs, vincitore della maratona ai Giochi della I Olimpiade dell'era moderna.

### Kickboxing
È uno sport da combattimento abbastanza diffuso in Grecia, grazie a una leggenda della k1 Mike Zambidis, ex campione mondiale.

## Tradizioni

### Folclore e mitologia
L'aspetto folcloristico e mitologico hanno un importante impatto a livello culturale: tipici del folclore greco, ma anche cipriota, sono i Kallikantzaroi, creature mostruose del folclore natalizio, e ancora la Mormò, ovvero uno spettro femminile della superstizione greca e il Brucolaco, un caratteristico vampiro del folclore greco e salentino. Un aspetto culturale importante lo assume ancora oggi la mitologia greca.

### Gastronomia

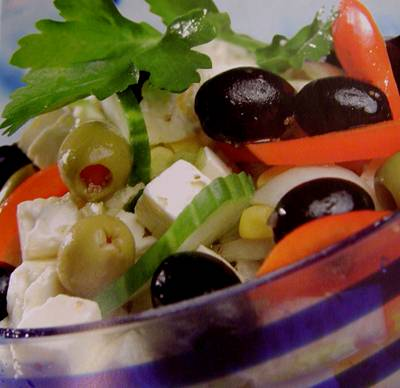
Insalata greca

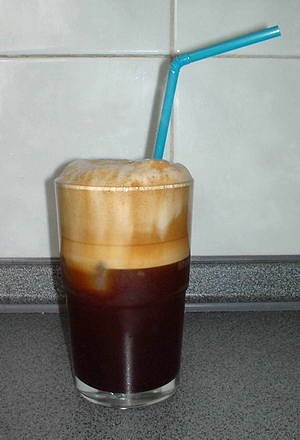
Il caffè frappé, inventato in Grecia, a Salonicco nel 1957, è una delle bevande più consumate d'estate

La cucina greca è caratterizzata principalmente dalla dieta mediterranea e dall'influsso della cucina orientale importata dai turchi durante l'occupazione ottomana. Gli ingredienti principali sono i cereali, l'olio d'oliva, il pesce, la frutta e la verdura (soprattutto legumi), e alimenti ricchi di grassi saturi, caseari (formaggi più e meno stagionati) e l'uso della carne di agnello, montone e maiale. Nelle zone costiere e insulari il pesce fa parte dei piatti tradizionalmente importanti, ma non esclusivamente, come mostrano i tradizionali caseifici di molte isole.
Nella cucina greca sono presenti principalmente prodotti freschi cucinati in vario modo. I piatti più conosciuti anche al turismo internazionale sono il mousákas, lo stifado, l'insalata greca (a base di pomodoro, cipolla, olive nere, formaggio feta e origano), la spanakópita (a base di spinaci), la tirópita, i yemistá (pomodori e peperoni ripieni di riso, carne macinata e varie spezie), il suvláki (uno spiedino di maiale alla brace) e il gyros.
Altri piatti piuttosto diffusi sono la skordhália (un purè di patate con noci, mandorle, aglio e olio d'oliva), lo tzatziki (yogurt, cetrioli, anice, aglio e olio d'oliva), il polpo grigliato, il formaggio feta (spesso servito con un pizzico di origano e olio d'oliva), i dholmades (involtini di riso in foglia di vite), vari legumi cucinati in vario modo, le olive (quelle di Kalamata fra le più famose al mondo), e vari formaggi regionali. L'olio di oliva, di cui la Grecia è il terzo produttore mondiale e il maggiore consumatore pro-capite al mondo è presente quasi in ogni piatto.
Alcuni piatti risalgono probabilmente all'antica cucina tipica mediterranea, come la zuppa di lenticchie e il pastéli, una barretta di sesamo e miele, mentre molti altri piatti e ingredienti risentono del forte influsso ottomano, come il kokorètsi (kokorç in turco), lo tzatziki, il gyros, lo yogurt, ecc.
Molto diffusi in alcune regioni, soprattutto montane e continentali, sono le salsicce, il kokorétsi (a base di interiora di agnello allo spiedo), e varie carni alla brace.
Dessert molto famosi sono la bugátsa (spesso ripiena di crema pasticcera), il galaktoboureko (a base di latte, uova, zucchero e pasta fíllo, anch'essa di origine greca), lo yogurt con miele e noci (spesso mangiato a colazione), la vassilopita (mangiata a Capodanno secondo tradizione), il baklavá e il kadaïfi, questi ultimi due in comune con la cucina mediorientale.
Le spezie e gli aromi più usati sono l'origano, la menta, l'aglio, l'anice, le foglie di alloro, il timo, il basilico e la cannella.
Fra le bevande, il vino è sicuramente fra le più importanti, ce ne sono moltissime varietà sia di rosso sia di bianco o rosé, anche se il più famoso è sicuramente la retsína, un vino bianco aromatizzato con la resina di pino e prodotto principalmente nella regione dell'Attica. Si ricorda l'úzo (aromatizzato all'anice), il metaxa (un brandy molto famoso) e il caffè frappé, inventato in Grecia nel 1957 da Dimitrios Vakondios; diffusissimo in tutto il paese è il caffè greco (così come spesso chiamato in Grecia), in cui si mette la polvere di caffè direttamente nell'acqua posta a bollire, con un procedimento del tutto simile a quello per il caffè turco, dal quale deriva. Tra i liquori da menzionare lo tsipouro e la tsikoudiá, quest'ultimo diffuso soprattutto a Creta e nelle isole dell'Egeo meridionale.

## Festività
| Date        | Nome in italiano     | Nome in greco                                                                              | Motivazioni |
| ----------- | -------------------- | ------------------------------------------------------------------------------------------ | --- |
| 1º gennaio  | Capodanno            |                                                                                            | |
| 6 gennaio   | Epifania             | Theofánia "Θεοφάνεια"                                                                      | Manifestazione della divinità di Gesù Cristo                                                                            |
| 25 marzo    | 25 marzo             | Celebrazione della rivoluzione greca del 1821: Ikostí-pémbti Martíu, Ευαγγελισμός Θεοτόκου | Festa nazionale: anniversario dell'inizio della guerra d'indipendenza greca nei confronti dell'Impero ottomano nel 1821 |
| Pasqua      | Domenica di Pasqua   | Kyriakí tu Páscha, Κυριακή του Πάσχα                                                       | Calcolata seguendo il calendario giuliano                                                                               |
| 1º maggio   | Festa dei lavoratori | Ergatikí Protomayiá, Εργατική Πρωτομαγιά                                                   | |
| 15 agosto   | Ferragosto           | Assunzione della B.V. Maria, Κοίμηση της Θεοτόκου                                          | Letteralmente "Κοίμηση" è la Dormizione di Maria                                                                        |
| 28 ottobre  | Il "Giorno del No"   | "To Óchi" (Το όχι) o "Iméra tu Óchi" (Ημέρα του όχι), letteralmente "Giorno del No"        | Celebrazione del rifiuto di consegnare le armi alle forze armate italiane nel 1940                                      |
| 17 novembre | Politecnico          | Polytechnío, Πολυτεχνείο                                                                   | Anniversario della protesta studentesca del 1973 contro la giunta militare dei colonnelli (1967-1974)                   |
| 25 dicembre | Natale in Grecia     | Christúyenna, Χριστούγεννα                                                                 | Nascita di Gesù Cristo                                                                                                  |